# デュエル・マスターズ (漫画)
『デュエル・マスターズ』は、トレーディングカードゲーム「マジック:ザ・ギャザリング」および「デュエル・マスターズ」を題材にした、1999年5月号から『月刊コロコロコミック』（小学館）で連載されている松本しげのぶによる日本の漫画作品である。

## 概要
1999年、当時流行していたトレーディングカードゲームの元祖である『マジック:ザ・ギャザリング』を主題に据えた漫画として連載開始。2002年、『コロコロコミック』の出版社である小学館とマジック:ザ・ギャザリングの発売元であるウィザーズ・オブ・ザ・コーストの協力で、マジック:ザ・ギャザリングのゲームシステムを基盤に、主要対象年齢を『コロコロコミック』の読者層に設定した新カードゲーム『デュエル・マスターズ』が開発された。これを機に、作品はデュエル・マスターズカードを題材とした内容に変更、現在まで続くスタイルを確立した。この変更にともない、単行本第7巻からタイトルロゴが一新された。
ただし連載の途中で題材を変えたり、連載が10年以上もの長期だったために、物語上矛盾や不自然な点が非常に多い。また、連載開始当初はゲームの進行状況が曖昧だったが、デュエルの神殿編中盤から各プレイヤーのターンがより細かく描写されるようになり、ゲーム進行が明確になった。一方、近年はクライマックスシーンなどゲーム描写の一部のみがクローズアップされるなど、細部まで描かれない傾向にある。
2021年、『デュエル・マスターズ』シリーズとして第66回小学館漫画賞児童向け部門を受賞。

### 切札家シリーズ
切札 勝舞編
- 『デュエル・マスターズ』（1999年5月号 - 2005年3月号・全17巻）
- 『デュエル・マスターズFE（ファイティングエッジ）』（2005年4月号 - 2008年6月号・全12巻）
- 『デュエル・マスターズSX（スタークロス）』（2008年7月号 - 2011年3月号・全9巻）

切札 勝太編
- 『デュエル・マスターズビクトリー』（2011年4月号 - 2014年3月号・全10巻）
- 『デュエル・マスターズVS（バーサス）』（2014年4月号 - 2017年2月号・全12巻）

切札 ジョー編
- 『デュエル・マスターズ（2017年）』（2017年3月号 - 2020年2月号・全11巻）
- 『デュエル・マスターズ キング 』（2020年3月号 - 2022年8月号・全8巻）

### 2020年代
斬札 ウィン編
- 『デュエル・マスターズWIN （ウィン）』（2022年9月号[1] - ・既刊7巻）

### 番外編
同作品の登場人物が出てくる外伝として、以下のものがある。
- 『デュエル・マスターズ外伝』（作者：松本しげのぶ 『別冊コロコロコミック』・全1巻）
- 『大長編デュエル・マスターズ』（作者：松本しげのぶ 『月刊コロコロコミック』・全3巻）
- 『デュエル・マスターズ ファイトッ!』（作者：松本しげのぶ 『コロコロイチバン!』）
- 『デュエル・マスターズ Z』（作者：松本しげのぶ『コロコロアニキ』）
- 『ゼロ デュエル・マスターズ』（原作：松本しげのぶ / まんが：川久保榮二 『小学三年生』『小学四年生』・全1巻）
- 『切札勝舞はマジック：ザ・ギャザリングを使いつづける』（原作：松本しげのぶ / まんが：コーヘー 『コロコロアニキ』・全2巻）
- 『Duel Masters LOST 〜追憶の水晶〜』（原作：松本しげのぶ / 作画：金林洋 『週刊コロコロコミック』・全1巻）
- 『Duel Masters LOST 〜月下の死神〜』（原作：松本しげのぶ / 作画：金林洋 『週刊コロコロコミック』・全2巻）

カードゲームに関するテクニカルアドバイザーとして、無印第1巻からFE第3巻まで中村聡が、FE第4巻からVS第4巻まで真木孝一郎が、VS第5巻から押目祥樹が起用されている。
その他のDM漫画に以下のものがある。
カードゲームによる対決もの
- 『新星輝デュエル・マスターズフラッシュ』（作者：松本しげのぶ 『別冊コロコロコミック』・全1巻）
- 『D・M覇王伝 ガチ!!』（作者：藤崎聖人 『コロコロG』→『コロコロアニキ』・全5巻）
- 『Duel Masters Rev.』（作者：高橋伸輔 『週刊少年サンデー』・全5巻）

DM世界内のクリーチャーの物語
- 『D・M激王伝ゲット』（作者：倉谷友也 『別冊コロコロコミック』・全2巻）
- 『D・Mファイター焔』（作者：足立たかふみ 『別冊コロコロコミック』・全2巻）
- 『ストーリー・オブ・デュエル・マスターズ』（作者：伊原しげかつ 『別冊コロコロコミック』・全2巻）
- 『デュエル・マスターズ SAGA』（作者：藤異秀明 『別冊コロコロコミック』）
- 『デュエル・マスターズ紅蓮 』（作者：森茶 『週刊コロコロコミック』・全2巻）

DMのルールを解説する紹介漫画
- 『デュエル・マスターズ ビギナーズガイド』（作者：おおせよしお）
- 『デュエル・マスターズ パーフェクトルールBOOK』（作者：倉谷友也）
- 『DUEL JACK』（作者：伊原しげかつ 『月刊コロコロコミック』・全4巻）
- 『デュエルヒーローDASH』（作者：伊原しげかつ 『別冊コロコロコミック』・全2巻）
- 『デュエル・マスターズ マンガでわかるE1』（作者：伊原しげかつ）
- 『デュエル・マスターズ マンガでわかるE2』（作者：伊原しげかつ）
- 『デュエル・マスターズ 入門デュエマ 革命スタート完全ガイド』（作者：伊原しげかつ）
- 『デュエル・マスターズ 入門デュエマ 革命ファイナル完全ガイド』（作者：伊原しげかつ(伊原シゲカツ名義)）
- 『DM超獣博士DM』（作者：御狐ちひろ 『月刊コロコロコミック』）

## ストーリー

### デュエル・マスターズ

#### デュエルの神殿編（1 - 7巻）
本作は、デュエリスト「NAC（ナック）」が日本に帰国するところから始まる。勝舞はこの時、NAC（ナック）の知人でもある父・勝利が行方不明であることを知る。
勝舞はその後、「黒い死神」と呼ばれる黒城とデュエルをするも僅差で敗れるが、この敗北を通じてもっと強くなることを決意し、デュエルの神殿で修行を始める。苦しい修行の末、自分の戦法の強化に成功した勝舞はデュエルの神殿を卒業し、白凰が率いる日本最強のチーム「白い騎士団」に加入するよう求められるが、勝舞は白凰の他人を切り捨てる性格を知り激怒、加入を拒否する。

#### バトルアリーナ編（8 - 13巻）
デュエルの神殿での修行を終えた勝舞は、赤ちゃんデュエリストのジョージと出会う。厳しい修行に耐えられないというジョージの話を聞いた勝舞は、ジョージの師匠のDr.ルートに挑むが敗北。勝舞は瀕死になり、Dr.ルートの手術を受けるも、自分の未熟さと敗北の恐さを知り、デュエルができなくなってしまった。しかし、白凰とジョージの言葉がその恐怖心を打ち砕く。その後は勝舞もDr.ルートのもとで、白凰やミミらと共に修行を開始する。

#### 不亞城編（14 - 17巻）
バトルアリーナで勝舞は不亞幽を倒し日本一のデュエリストになったが、決勝戦終了後、「ボルメテウス・ホワイト・ドラゴン」の覚醒と同時に、不亞幽の兄であるザキラが登場する。勝舞達は、幽が兄・ザキラに利用され悪事を働いていたことを知る。ザキラのやり方に激怒した勝舞はザキラの後を追いデュエルをするが、ザキラの圧倒的な力の前に敗北寸前に追い詰められる。そこへDr.ルートが登場し、ザキラは白凰の記憶を奪い逃走。勝舞とれく太は、白凰の記憶を取り戻すために旅に出る。

### デュエル・マスターズFE

#### スペイン編（1 - 4巻の途中）
ザキラに敗れた勝舞は、さらに強くなるためスペインへ旅立ち、死んだと聞かされていた父・勝利と再会。黒城とも再会しつつデュエルに敗北後、勝舞は地獄の特訓を開始。その頃ザキラはデュエルマスターのトーイを倒し、他の6人のデュエルマスターの居場所を見つけ出し、アフターR（レボリューション）を各国に派遣する。修行中の勝舞と黒城の元にも、ザキラの送り込んだリッチ&シズカが襲い掛かるが、勝舞と黒城はこれを撃退。勝舞は次なるデュエルマスターを探すためにエジプトに向かう。直後、洗脳された白凰（ホワイト）が勝利の元に現れ、デュエル中に呪いに倒れた勝利を倒す。

#### エジプト編（4巻の途中 - 7巻の途中）
勝舞、れく太、エスメラルダ、キュースマンの一行は途中で散り散りとなり、勝舞は何とかエジプトへ到着。そして、現地で出会ったデュエリストのホルス、ジェドと共に「楽園」と呼ばれている場所へ向かう。しかし、それは天帝トトがデュエルマスターを捕まえるための罠だった。勝舞はトトにデュエルを挑むも敗北し、敗北後に勝舞はれく太、エスメラルダ、キュースマンと再会。ジェドとホルスもトトによって強制的にデュエルさせられる。そんな中、れく太が偶然持っていた勝利のカードを勝舞は受け取り、それを使い新たなデッキを組み始める。ジェドに勝利したデュエルマスター・ホルスは、現れたザキラに捕えられる。勝舞は再びトトに挑み、エスメラルダはザキラと闘う。それぞれ勝舞とザキラが勝利するが、そこに現れたルートの協力でホルス、エスメラルダ、トーイは救出され、勝舞達は日本へ向かう。

#### 世界大会編（7巻の途中 - 12巻）
日本に帰国した勝舞達は空港でミミ達と再会し、Dr.ルートの一番弟子である天地龍牙と出会う。世界大会前日の夜、Dr.ルートの家にデュエルマスターを探しにきたバベルがルートとデュエルをし、勝舞とボルメテウス・武者・ドラゴンの力によりバベルは命を助けられる。このデュエルにおいてルートが使った神のカードが世界中に放った光や、その後の勝舞とのデュエルによって白凰は記憶を取り戻す。翌日に開催された世界大会、ガルドは大会開始より数時間後、前回と同様に世界大会の崩壊およびデュエリスト全滅を画策。UFO内部にてガルドメンバーが集結している中、記憶の戻った白凰は回復中のザキラを殺そうとしたが、イエスマンに阻まれてデュエルとなり、白凰は倒されて地の底に沈められる。激怒する勝舞はザキラにデュエルを挑み、勝利する。すると、デュエルマスターの証が勝舞のもとに集まり、白凰を蘇らせたのだった。

### デュエル・マスターズSX
ザキラ率いるガルドとの戦いが終わり、勝舞達は毎日デュエルを楽しんでいた。一方、ガルドは南極にて「別任務」を行っていたキサナドゥを迎えに行く。しかしキサナドゥは「自分はキサナドゥではなく、地上最初の決闘者『アダム』の部下である」と名乗り、ガルドメンバーの「真のデュエル以外では死なない」能力を消し、UFOとメンバーの大半を爆破する。ザキラとデュエルを挑み敗北するも、自分の分身によって生き残ったガルドメンバーを殲滅し、ザキラを拉致する。一人生き延びたアッシュは勝舞達に助けを求める。南極に着いた勝舞達の前に、復活したアダムと、その親衛隊が現れる。勝舞達はザキラを救うため、サドネス、テラー、パッション、ハプニングを倒す。一方で、白凰、れく太、ミミ、龍牙は倒され、アッシュも捕まってしまう。ザキラもアダムを倒そうとしたがアダムの圧倒さにより、アッシュと共に死んでしまう。そんな危機的状況の中、勝舞はアダムの元へ辿り着き、最終決戦に挑む。激しいデュエルの末、アダムは改心し勝舞や全人類と共に世界の滅亡を食い止めた。勝舞のデュエルマスターの力により、仲間達は蘇った。皆と再会するのも束の間、折れた塔が勝舞の上に落下していった。
以来勝舞は消息を絶ち、死んだものと思われ葬式までもが執り行われたが、実際はある遠い島に漂着しており、そこでサバイバル生活していたことが判明した。
漂着に伴いこれまでの記憶は失っていたが、デュエルに関する記憶だけは辛うじて保っており、島の子供達にデュエルを広めていた。

### デュエル・マスターズビクトリー
SXの後の世界を描いたこのシリーズでは、勝舞の弟の勝太が主人公を務める。

#### ドラゴン龍編（1 - 4巻）
勝舞の弟の勝太は、強者である兄に対する劣等感から、勝太はデュエマが大嫌いだった。そんな時、勝太は町で最強と謳われるドラゴン龍とのデュエマに巻き込まれ、ドラゴンへの敵愾心と敗北の悔しさから特訓を始める。そして、ぶっちゃけやヨーデル、べんちゃん達デュエ友との出会い、さらにいつの間にか勝太達は宇宙規模のとんでもないトラブルが地球に迫っている事を知り、"永遠のプリンプリン"のカードを巡ってドラゴン、オンセン達ライバルとの壮大なる闘いが幕を開ける。

#### クラス編（5 - 7巻）
オンセン達"エイリアン"との熾烈な戦いが終わり、勝太達のクラス5年2組でもデュエマは大人気。いつものぶっちゃけ達3バカの他にも、スーパーアイドルな転校生"百獣レオ"や、クラス委員長"亜部真理亜"などなど個性的なクラスメイト達に囲まれたありふれた日常。そんな毎日がある日、アイドルグループ"YA・RA・SI"の出現と共に終わりを告げる。

#### カツドン編（8 - 10巻）
やっと平和な日常に戻ったらしい勝太の廻りに、再び怪しい影が忍び寄る。勝太がサッカーの試合をしていたとき、どこからか現れた謎の生き物。勝太はその生き物を"カツドン"と名付け一緒に暮らすことになる。そんな時に現れたクリーチャー戦士や周囲に集まる異様な"お友達"連中、さらには勝太の周囲も何やらおかしな事になる。やがて勝太とカツドンの凸凹コンビは、強大な敵と巨大な野望との戦いに再三再四身を投じる事となる。

### デュエル・マスターズVS
ハンターとエイリアンからオラクルとアウトレイジに架けての戦いは苛烈なものとなり、その影響でデュエマの聖地と呼ばれてきた八尾町では"デュエマ禁止令"が発令されてしまう。
それから2年後、勝太が14歳（中学2年生）の時、デュエマ禁止令が解除される。その時、彼はカレーパンを巡るトラブルから、町の外れにある"カードショップ滝川"を訪れる。そこで、彼は入院中の同室だった滝川るるに再会し、彼女から新しいデッキを託される。その後、彼はかつてのクラスメイトで別の学校に進学したべんちゃんや、デュエマ最強の男として有名な聖エンジェル学園のルシファー、そしてコジロー、サソリから成る四天王達と出会う。やがて、デュエマ甲子園が行われることとなったが、そこには謎の陰謀が翳を落としていた。

### デュエル・マスターズ（2017年版）
ビクトリーの後の世界を描いたこのシリーズでは、勝太の息子である「切札勝（きりふだジョー)」が主人公を務める。

#### キラ編（1 - 4巻）
デュエルとラーメンが大好きな切札ジョーの元に、描いた絵に命を吹き込み、クリーチャーとして実体化できる能力を持つデッキケース「デッキー」が現れる。
ジョーはデッキーの力を使い、次々と自分だけのクリーチャー「ジョーカーズ」を生み出していく。
そうして新たな日常を楽しんでいたジョーだったが、現実世界とクリーチャーワールドをまたがる争乱に少しづつ巻き込まれていく。

#### 自然文明編（5 - 8巻）
親友キラとの決着、そして相棒ジョニーの旅立ちから月日が流れた頃、ジョーはクリーチャーワールド・自然文明からやって来たという「トンボ」と出会う。 
トンボとの出会いを切っ掛けに、紆余曲折ありながらも、少しづつ自然文明のクリーチャー達と親交を深めていくジョーだったが、彼らを通して自然文明を蝕む闇文明の陰謀に直面することとなる。

#### 水文明編（9 - 11巻）
自然文明の神・バラギアラの暴走を収めクリーチャーワールドを救ったジョー。地球に帰還したジョーの元に、水文明のデュエル・マスター候補・キャップが現れる。
キャップの助力により水文明の技術・超GR（ガチャレンジ）の力を手に入れたジョー達は滅亡寸前の水文明へと向かう。
だが、そこに待ち受けていたのはキャップそっくりの少年・ギャップと、闇文明の王・ゼーロであった。

### デュエル・マスターズ キング

#### 十王篇（1 - 4巻の途中）
ゼーロの消滅から月日が流れ、切札ジョーは小学5年生に進級。ジョーの元に、未知なる鬼のクリーチャーを操る謎のデュエリスト・アバクが突如現れる。
新切札・モモキングや仲間たちと共に、ジョーはアバクの陰謀に立ち向かっていく。

#### 王来篇（4巻の途中 - 7巻の途中）
アバクとの決着がついた後の1ヶ月後、川越にいつもの日常が戻っていた。そんな中、ジョーは謎の男・ジェンドルに追われるアバクと遭遇する。
ジェンドルに敗れ力尽きたアバクは、ジョーにクリーチャーの全ての歴史が刻まれているという秘宝、「超獣歴程」なる秘宝を託す。
伝説のクリーチャーをそこに証し、歴程を完成させれば、伝説のクリーチャーの謎が紐解かれるというのだ。
歴程を完成させ、その力をもって世界を支配しようと目論むジェンドルの野望を阻止するべく、ジョーは歴史を超えて伝説のカードを探す旅に出るのであった。

#### 王来MAX篇（7巻の途中 - 8巻）
ジェンドルの野望を砕き、平和を取り戻したジョーの元に再びアバクが現れる。一度はジョーに感謝の意を示したアバクだったが、ジョーの心の闇を引き出し、さらにデッキーを奪うべく突如としてジョーに牙を剥く。
アバクとのデュエルの末にデッキーを奪われたジョーだったが、デッキーを取り戻すべく再びアバクに立ち向かう。

### デュエル・マスターズ WIN
このシリーズでは、「斬札ウィン」が主人公を務める。以前の勝舞編、勝太編、ジョー編との接点はない。ウィンは初の闇文明使いの主人公で、切り札は「ジャシン」。

#### ゴッド・オブ・アビス編（1巻 - 2巻）
主人公である斬札ウィンは、デュエマを愛する闇文明使いの12歳の少年。ウィンはマイハマで開かれるデュエマ大会に父親と参加し、そこで謎のクリーチャー「アビスベル＝ジャシン帝」を召喚し、『邪神』を目覚めさせてしまう。
復活した邪神を危険視するトップデュエリストのプリンス・カイザ社長や、謎の少女カレンとの出会いを通じて、ウィンはデュエリスト集団「D4（ディ・フォー）」とデュエマで戦っていく。

#### 決闘学園編（デュエル・ウォーズ）（3巻 - 5巻）
カイザとの激戦から数日後、ウィンはマイハマ学園に進学し、中学1年生になった。 カレンや新たな仲間であるウガタ（穿田見）と共に「デュエマ部」を設立するなど、思うままに学園生活を楽しんでいたウィンだったが、次第に学園にまつわる陰謀に巻き込まれていく。

#### 月軍襲来編（6巻 - 8巻の途中）
ノンノはウガタの体によって魔法を仕掛けたウィンとのデュエル後にウィンとジャシン帝は暗黒のマナを貯めていき力を解放する。ついに、ジャシン帝は闇の王として復活してしまった。学園長はウィンとジャシン帝を止めなければならなかった。
そんな最中にウィン達が通うマイハマ学園に月軍が襲来する。彼の名は月軍第1教団の忌神サバト。サバトはマイハマ学園を攻撃に仕掛けた。ウィンと同じく闇のマナだと判明。サバトは切札であるバロムを召喚させ、斬札ウィンのクリーチャーであるジャシン帝に攻撃され、ウィンの闇のマナも消滅した。
サバトと月軍はジャシン帝の体の一部に持っていかれてしまい、ウィンはサバトの後につけるが彼の手が届かずに力を尽きてしまう。そして、バロムとジャシン、月軍とマイハマ学園、サバトとウィン、長きにわたる因縁の対決がここに幕を開ける。

## 番外編でのストーリー

### 新星輝デュエル・マスターズ フラッシュ
夢実テルはある日、町外れの倉庫で1枚のカードを拾う。それは『デュエル・マスターズ』と呼ばれ、昔は誰でも遊んでいたカードだった。カードでのデュエルを覚えたテルとココロはレイと知り合うが、デュエルの際にレイの持つアークがテルに反応して光を放つ。アークを光らせることがレイの両親を助けることに繋がると知り、テルはレイ達に協力するが、それが切っ掛けでアークの力を狙うネストや、アークを光らせれば世界が滅びると警告するハヤテに狙われることになる。

## 登場人物

### 主人公
切札 勝舞（きりふだ しょうぶ）
声 - 小林由美子（少年期）『2002年版』～『キング!』、内山昂輝（青年期）『VS』～『VSRF』
本作の『無印』〜『SX』、アニメ第1期から『クロスショック』までの主人公。デュエルバカと呼ばれるほどのデュエル好き。口調は少し荒っぽく、敬語を使うことはほとんどない。自信家で負けず嫌いだが懐が深く大らかな熱血少年。普段はお調子者だが、デュエルに対する姿勢は真摯であり、冷静かつ慎重に相手の心理を読み、戦略を張り巡らせる。一人称は「オレ」。服装は無印(アニメ『チャージ』)までは紫のシャツに腰にベルト&デッキケースを着用しており、『FE』(アニメ『ゼロ』)では赤色のシャツ、『SX』(アニメ『クロス』『クロスショック』)ではオレンジ色でシリーズ終了後の登場では基本的にこの姿。
マジック：ザ・ギャザリング時代
伝説のデュエル・マスター切札勝利（マジック：ザ・ギャザリング時代の設定）の息子。
黒城に敗れたことを期に神殿へ向かい修行。基本的には「スリヴァー」や「地震」を中心としたシンプルな赤緑速攻デッキを使っていたが、透達とのデュエルを通じてがむしゃらな戦いをしていたことに気付き、それだけではない戦術性を重視した戦法へと覚醒する。神殿での戦いでは対戦のたびにデッキを組み替えていた。
デュエル・マスターズカード時代
小学5年生。『FE』から小学6年生。デュエルが大好きで、父・勝利から教わった「勝っても負けてもデュエルが終われば友達」という言葉を常に信じてデュエルを楽しみ、自分・仲間・デッキ・を信じて最後まで戦う。誕生日は10月7日。
無印にて世界大会に挑んでいた際、乱入したガルド達を追いかけて不亞城へ向かいザキラと戦い、後一歩のところでシールド・トリガーで勝機を逃し敗北。『FE』ではスペインへ修行に向かい、父・勝利や黒城と再会した。ガルドの一員・リッチを倒した後、エスメラルダとともにエジプトに向かう。エジプトではトトに一度は敗れるが、2戦目でリベンジを果たした。その後Dr.ルートと共に日本に帰り、翌日に世界大会に出場。大会中、白凰を殺された怒りからザキラと再び激突した。追い詰められるも、「超聖竜ボルフェウス・ヘヴン」と「ラスト・バイオレンス」で逆転勝利し、デュエルを愛する心を認められ、デュエルマスターの証を得ることになる。『SX』ではアッシュの頼みでザキラを助けるため、原初のデュエリスト・アダムやその親衛隊達と激突する。アダムとの最終決戦後、折れた塔に埋もれ海に沈んだ（そのため、大規模な葬式まで行われた）と思われたが、無事に生還していた。しかし、その時のショックか記憶喪失になってしまい、自分が凄いデュエリストだということすら忘れてしまった。『フラッシュ』ではアニメオリジナルキャラクターとして登場しているが、漫画版では未登場。
『ビクトリー』 - 『VS』時代
現在は映画スターやメジャーリーガーなど数々の職業を転々とし、自分探しの旅に出ている。勝太とは度々会っており、その都度勝太は説得しているらしい。数年経っていてもデュエマの実力は変わらず、クリーチャーと会話ができる能力も健在。漫画版『VS』では愛車を持っており、切札家の窓側ガラスを割って飛び出し帰還する場面が見られた。アニメ版でも旅に出ており、何日も帰ってきていないのだが詳細、目的は不明。なお、彼の功績を記念し銅像が建立されている。アニメ『VS』OP内でその銅像の前に決意を新たに立つ勝太がいる…という、兄弟の新しい関係を仄めかす部分がある。『VS』中盤より突如帰国。謎の男「ミスターマッチ」と名乗って勝太と再会し、デュエマ甲子園のエリア予選の決勝の対戦相手として、勝太の元に立ち塞がった。『VSR』では月に渡っており、バサラとの2度目のデュエマに敗れた勝太に「ボルシャック・ドギラゴン」を手渡す。『VSRF』で勝太の結婚式に参加した時点では内閣官房副長官となっており、勝太に結婚で先を越されたと口にしていた。甥のジョーには甘い。
新デュエル・マスターズ時代
ジョーのアルバムに少年時代の写真が収められていたが、アルバムを飲み込んだデッキーの力によって実体化。同じく実体化した勝太と、切札の里でデュエルを繰り広げる。『キング』でも再び少年時代の姿で登場し、怒りに囚われたジョーを勝太と共に諌止する。アニメ『キングMAX』第17話（最終話）では現在の内閣官房副長官の姿として登場。
- 切り札
  - 「地震」「筋肉スリヴァー」「シヴ山のドラゴン」（マジック：ザ：ギャザリング時代） / 「知謀の将軍 陸遜」「疲労困憊」「荊州占拠」「消力」 (三国戦) / 「ジョーヴァルの女王」「神の怒り」「断層」（ミミ戦） / 「ウルザの激怒」「対抗呪文」「蝕み」（牛次郎戦） / 「クリムゾン・ワイバーン」 / 「機神装甲ヴァルボーグ」 / 「機神装甲ヴァルディオス」（アニメ）

- 切り札のドラゴン
  - 「ボルシャック・ドラゴン」 / 「バルキリー・ドラゴン」 / 「バザガジール・ドラゴン」 / 「ボルメテウス・ホワイト・ドラゴン」 / 「ミラフォース・ドラゴン」/ 「ボルスレッド・ファイアー・ドラゴン」 / 「超龍騎神ボルガウルジャック」 / 「ボルメテウス・武者・ドラゴン」 / 「ボルシャック・大和・ドラゴン」 / 「ボルバルザーク・紫電・ドラゴン」 / 「聖霊龍騎セイント・ボルシャック」 / 「戦極竜ヴァルキリアス・ムサシ」 / 「超聖竜シデン・ギャラクシー」 / 「ボルシャック・NEX」 / 「神羅ドラグ・ムーン」 / 「超竜サンバースト・NEX」 / 「神羅ライジング・NEX」 / 「ボルシャック・クロス・NEX」 / 「爆龍トルネードシヴァXX」 / 「時空の火焔ボルシャック・ドラゴン、勝利の覚醒者ボルシャック・メビウス」 / 「時空の剣士GENJI・XX、剣豪の覚醒者クリムゾンGENJI・XX」 / 「時空の支配者ディアボロスΖ、最凶の覚醒者デビル・ディアボロスΖ」 / 「時空の神風ストーム・カイザーXX、奇跡の覚醒者ファイナルストームXX・NEX」 / 「勝舞城ボルシャック、切札龍ボルシャック・マスターズ」（アニメ「VS」） / 「超竜キング・ボルシャック」（アニメ「VSR」）
  - 基本的には火文明を軸にしたドラゴン&ルピアデッキを使用するが、月刊誌のスケジュールの都合上切札のドラゴンはいつのまにか入れ替わっている事が多かった。「FE」以降は5色カードや光文明も時折使う。

夢実 テル（ゆめみ テル）
声 - 尾崎未來
『フラッシュ』の主人公。ココロの双子の弟。小学3年生。アークを光らせる力を持つ事から、アークの力を利用しようとするネストや、アークの開放を阻止しようとするハヤテに狙われる。物語の始めは内気で頑な性格で、他人とは打ちとけようとしなかったが、次第に前向きで穏やかな明るい性格に変わっていく。
- 切り札
  - 「超神星マーズ・ディザスター」 / 「超竜騎神ボルガウルジャック」

切札 勝太（きりふだ かった）
声 - 小林由美子
本作の『ビクトリー』から『VSRF』途中までの主人公。『スタークロス』で、アダム対勝舞のデュエマ中、勝舞の回想シーンで初登場。兄よりお調子者でいたずら好きであるが、仲間のピンチや人の生死には真剣な態度で向き合う。また、凝り性でもあり飽き性でもある。アニメ版では繊細な様子も見られ、漫画版では乱暴さが目立つ。小学4年生（アニメ『ビクトリー』第1話から第52話まで・漫画版2011年4月号から2012年3月号まで）→小学5年生（アニメ『ビクトリーV』第1話から第51話まで・漫画版2012年4月号から2013年3月号まで）→小学6年生（アニメ『ビクトリーV3』第1話から第51話まで・漫画版2013年4月号から2014年3月号まで）→中学2年生（アニメ『VS』から『VSR』まで・漫画版2014年4月号から2016年3月号まで）→中学3年生（アニメ『VSRF』・漫画版2016年4月号から2017年2月号まで）。一人称は勝舞と同じく「オレ」。
勝舞の弟。生まれてから意識がないらしく、本編では詳しいことが何も明かされていない。その後、勝舞（漫画版）とジョニー＆ジョラゴン（アニメ版）のデュエルマスターの力及び王来学園での復活したジャオウガを倒して消滅したことにより仮死状態から目覚め現在に至る（目覚めたきっかけを作ったのは好物であるカレーパン）。兄の勝舞と比べられるためデュエマは嫌いだったが、仲間達につれられていく内にデュエリストとして成長してき、いつしかコンプレックスを克服してデュエマ嫌いもなくなり、当代最強デュエリストとしての名声（いわゆる"レジェンド"）を博する。さらに『VS』では2年ぶりに"デュエ魂"に燃え、"龍解"にも目覚めていく。彼の額にVの文字が浮かび上がる時は"ビクトリーモード"となり、性格が180度変わってカードの声が聞けるなど勝舞と同じ能力を持つ。勉強はあまりできず、べんちゃんの「石橋を叩いて（渡る）」という質問に「巨大UFOを呼ぶ」と間違えた。カレーパンが大好きで、一店舗分のカレーパンを平らげ入店禁止を食らっていることもある。カレーパン好きが高じて食べるだけでなく調理する方もお手の物である。逆にアンパンが嫌い。また、『VS』では伸びていた後ろ髪を切り落としており（アニメ版のみ）、全体的に髪の毛のボリュームが若干減っている。ジョー編の漫画版では、小学生時代の姿の写真が収められていたアルバムを飲み込んだデッキーによって当時の姿で実体化し、その後切札の里にて勝舞やジョーと対決する。
『キング』でも成人後の姿で再登場。カツドンと宇宙旅行をしていたことや、その最中に「ドキンダムX」を従えていたことが判明した。そのまま宇宙でジョーとリモートデュエルを行ったものの、急襲したハイドにより自身の命とカツドンを奪われてしまう。だが、ジョーの奮闘によって歴史が修正されたことでその出来事も無かったこととなり、地球でジョーとの再会を果たす。
当初は勝舞と同じ火・自然文明を使い、後に火・闇文明のヒューマノイドやレッド・コマンド・ドラゴンを中心としたデッキ、そして『カツドン編』およびアニメ『ビクトリーV3』では火・水文明のアウトレイジ中心のデッキを使う。さらに『VS』からは新しい火文明中心デッキ『熱血の戦闘龍』をるるに組んでもらい、以降の自デッキとする。更に物語が進むに従い、ドギラゴンをメインとした火文明デッキを組んでいる。漫画『VS』ではルシファーが病気の治療で渡米してからルシファーの使っていたカードが入った火・光のデッキを使用。アニメ『VSRF』では火・自然のメガ・コマンド・ドラゴンとハムカツ団を中心としたデッキを組んでいる。『VSRF』でバサラとの最終決戦を制した約7年後、るると結婚式を挙げる。5年後、息子をデュエマで強くするため、バサラ達に手紙を渡したりして成長を促した。最終回で息子であるジョーとデュエマした後宇宙へ旅立つ。
アニメ『キングMAX』では宇宙から帰還し、ジョニーを通してジョーに「ホワイト・スワン」のカードを手渡し、ハイドとのデュエマ中にアバクの持つ槍の力によって一時は仮死状態となるが、槍が破壊されたことで意識を取り戻した。
- 切り札
  - 「機神勇者スタートダッシュ・バスター」 / 「超爆デュエル・ファイアー」 / 「激竜王ガイアール・オウドラゴン」 / 「狼虎サンダー・ブレード」 / 「雷獣 ヴォルグ・ティーガー」 / 「星龍王ガイアール・リュウセイドラゴン」 / 「暗黒GUY（ガイ）・ゼロ・ロマノフ」（漫画） / 「爆裂ダッシュ！グレンセーバー政」（漫画） / 「唯我独尊 ガイアール・オレドラゴン」 / 「無限鉄拳オニナグリ」 / 「黄金世代 鬼丸『爆』」 / 「鬼無双 カイザー『勝』」 / 「オフコース・カイザー『龍』」 / 「涙の終撃 オニナグリ」 / 「勝利宣言 鬼丸『覇』」 / 「十弐制覇 鬼『王者』」 / 「獣鬼装甲 トラマルGGG」 / 「黄金龍 鬼丸『王牙』」 / 「超絶奇跡 鬼羅丸（きらまる）」 / 「逆転王女 プリン」 / 「天頂秘伝 ゼニス・レクイエム」（アニメ「ビクトリーV」） / 「頼むぜ！ カツドン」→「武闘龍 カツドン、武闘将軍 カツキング」 / 「百万超邪 クロスファイア」 / 「秘拳 カツドン破（パ）」 / 「無法秘伝 悪・即・斬」 / 「暴剣王邪 ハリケーン」 （アニメ「ビクトリーV3」）/ 「爆竜勝利 バトライオウ」 / 「爆竜 バトラッシュ・ナックル」 / 「撃英雄 ガイゲンスイ」 / 「龍世界 ドラゴ大王」 / 「龍覇 グレンモルト」 / 「天守閣 龍王武陣」 / 「銀河大剣 ガイハート、熱血星龍 ガイギンガ」 / 「将龍剣ガイアール、猛烈将龍ガイバーン」（アニメ「VS」）/ 「勝利天帝G（ガイアール）メビウス」（アニメ「VS」） / 「暴龍事変 ガイグレン」 / 「爆熱剣 バトライ刃、爆熱天守 バトライ閣、爆熱DX（デラックス） バトライ武神」（アニメ「VS」） / 「次元龍覇 グレンモルト『覇』」（アニメ「VS」） / 「覇闘将龍剣 ガイオウバーン、勝利の覇闘 ガイラオウ」 / 「二刀龍覇 グレンモルト『王』」 / 「無敵王剣ギガハート、最強熱血オウギンガ」 / 「超戦龍覇 モルトNEXT」 （アニメ「VS」）/ 「闘将銀河城 ハートバーン、超戦覇龍 ガイNEXT」（アニメ「VS」） / 「エヴォル・ドギラゴン」 / 「エヴォル・メラッチ」（アニメ「VSR」） / 「燃えるメラッチ」 / 「燃える革命 ドギラゴン」 / 「革命の鉄拳」 / 「革命龍 ドラッケン」（アニメ「VSR」） / 「ボルシャック・ドギラゴン」 / 「キャプテン・ドラッケン」（アニメ「VSR」） / 「風の1号 ハムカツマン」→「風の1号 ハムカツマン剣」→「勇者の1号 ハムカツマン蒼」 / 「漢の2号 ボスカツ」→「漢の2号 ボスカツ剣」→「双勇 ボスカツ闘&カツえもん武」/ 「DX ブリキング」 / 「刀の3号 カツえもん」→「双勇 ボスカツ闘&カツえもん武」 / 「蒼き団長 ドギラゴン剣」 / 「宿命のドギラゴン銀刃」（アニメ「VSRF」）/ 「龍の極限 ドギラゴールデン」 / 「宇宙一のカレーパン」/ 「結婚してくれやぁ!!」（アニメ「VSRF」） / 「勝利のレジェンド ガイアール」（アニメ「VSRF」）/「切札勝太&カツキング ー熱血の物語ー」（アニメ「キングMAX」）

切札 ジョー（きりふだ ジョー / 切札 勝）
声 - 小林由美子（少年期）、飛田展男（大人の姿）
本作の『VSRF』途中から『キングMAX』までの主人公。勝太とるるの間に生まれた子供。小学2年生（『VSRF』）→小学4年生（『2017年版』～『デュエル・マスターズ!!』・漫画版 2017年3月号から2020年2月号まで）→小学5年生（『キング』・『キング!』漫画版 2020年3月号から2022年3月号まで）→小学6年生（『キングMAX』漫画版 2022年4月号から同年8月号まで）→中学1年生（『キングMAX』最終回のみ）。「デュエルマスター」の頭文字である「DM」を模した髪型をしており、同じころの勝舞やテルや勝太やと比べて背が低くふっくらしたより子供らしい容姿。小学2年生の時点では強いカードを適当に詰め込んだ5色のジャンクデッキ（後に火、自然、光の3色にしている）を使用しているが、自身が作ったオリジナルカードで強豪たちと渡り合う。1歳年上のライバルであるキラとは何度もデュエマを行っているが、そのたびに敗れている。一人称は父・勝太と同じく「オレ」。
アニメ版では母であるるるが父である勝太の好物であるカレーパンばかり作るためカレーパンは食べ飽きている様子。ラーメンが好物で、行きつけのラーメン屋ではその日の気分に合わせて頼むラーメンを決めている。ジョーカーズに自分の欲を叶えてもらうことが多いためか時折欲張りな面を見せるが、基本的には勝舞と勝太に比べて控えめで常識的な性格。2017年版の漫画ではボルツの描写から埼玉県在住であることがうかがえる。2017年版のアニメでは友達が少ない様子であり、シャチョー、ハンター、プリ人からは仲間外れにされている。たまにキラと遊んだりももと話したりする以外は基本的に友達と付き合わず、後はデッキーを話し相手としてジョーカーズを生活に役立てる程度である。シャチョー達に仲間外れにされてからかわれると「サーセンでした!」と引き下がってしまう。勉強はあまりできないが、学校のテストの点数は40点台から50点台と、勝太ほど勉強が苦手なわけではない。デュエルにおいては、自身が生み出した『ジョーカーズ』を主体としたデッキを使用している。
- 切り札
  - 「ジョリー・ザ・ジョニー」 / 「超特急ダンガンオー」 / 「バレット・ザ・シルバー」 / 「超ド級テンクウオー」 / 「メラビート・ザ・ジョニー」 / 「超Z級（ちょうぜつきゅう） ゲキシンオー」 / 「王盟合体（オメガッタイ） サンダイオー」 / 「ジョット・ガン・ジョラゴン Joe」 / 「ガンバトラーG7（グレイトセブン）」 / 「ジョット・ガン・ジョラゴン」 / 「DX銃斬首領（ガンザンドン）SEVEN（セブン）」 / 「オラマッハ・ザ・ジョニー」 / 「ザ・ジョラゴン・ガンマスター」 / 「ジョリー・ザ・ジョルネード」 / 「ザ・ジョギラゴン・アバレガン」 / 「ジョギラスタ・ザ・ジョニー」 / 「勝熱（ジョーネツ）龍 モモキング」 / 「勝熱英雄（ジョーネツヒーロー） モモキング」 / 「勝熱百覇（ジョーネツヒャクパー） モモキングReVo（レヴォリューション）」 / 「王来英雄（オーライヒーロー） モモキングRX（レックス）」 / 「ボルシャック・モモキングNEX」 / 「アルカディアス・モモキング」/ 「禁断英雄 モモキングダムX」/ 「ボルメテウス・モモキング」（アニメ「キング！」） / 「未来王龍 モモキングJO（ジェイオー）」/ 「究極英雄 キング・モモキング」/ 「モモキングｰMAX」（アニメ「キングMAX」）/ 「MAX・ザ・ジョニー」/「ホワイト・スワン」 / 「MAX-G（ガン）ジョラゴン」（アニメ「キングMAX」）  /   ｢ジョーカーズの心絵（メモリー）｣

### 主人公（ウィン編）
斬札 ウィン（きりふだ ウィン）
声 - 鵜澤正太郎、南早紀（幼少期）
本作の『WIN』『WIN 決闘学園編（デュエル・ウォーズ）』および『LOST』の主人公。小学6年生（アニメ『WIN』・漫画版 2022年9月号から2023年3月号まで）→中学1年生（アニメ『WIN 決闘学園編（デュエル・ウォーズ）』・漫画版 2023年4月号より）→高校1年生（漫画・Webアニメ『LOST』）。普段は気ままで天真爛漫な少年だが、本気モードになると脅威のデュエマセンスを発揮する。一人称は「オレ」、語尾に「～っと」を付ける（『WIN』編のみ）。『LOST』では高校生以前の記憶を失っている。
デュエルにおいては、闇文明の種族『アビス』を中心としたデッキを使用している。
- 切り札
  - 「アビスベル＝ジャシン帝」/「邪龍 ジャブラッド」 / 「邪闘 シス」/ 「アビスベル＝覇（デス）＝ロード」 / 「アビスベル＝覇統（デスベル）＝ジャシン帝」 / 「邪魂の王道（アビス・キング）ジャシン帝」（漫画版のみ） / 「至高の魂（プリミティブ・ソウル）アビスベル＝ジャシン帝」（漫画版のみ）」

### 主要人物（初代 - 『SX』編）
角古 れく太（かどこ れくた）
声 - 今井由香 → 加藤英美里
勝舞の幼なじみで親友。勝舞といつも一緒に行動している。勝舞を「勝ちゃん」と呼び、勝舞がどんな危険な場所に行く時も必ず着いて行く。
寝坊ぎみな勝舞を朝には起こしに来たり、人任せな勝舞や舞に代わり切札家の家事をやらされることもよくある。
アニメでは常に敬語を使って話す。
マジック：ザ・ギャザリング時代
コミックス第1巻の特別編での幻の中学生編では彼がマジックを始めている表情があるのも、泣き虫である。
デュエル・マスターズカード時代
小学5年生。誕生日は2月14日。デュエルは弱く勝舞にいつも負けている。だが、未熟者だった伍大翔には手を抜きつつもパーフェクト勝ちしたこともある。原作で初めてまともなデュエルの場面が見られたのは『FE』のクレオバトラー戦で、ダイナモデッキを使用。『SX』の時は「天使と悪魔の墳墓」を最大限に活用する為に1枚ずつで組んだ「ハイランダーデッキ」を持ってきていたがキサナドゥに洗脳されながら勝舞と対決。
アニメでも当初は弱かったが、『クロス』では勝舞をあと一歩まで追い詰める程の実力に昇り詰めており火・自然・闇の進化クリーチャーデッキを使用。
- 切り札
  - 「護法の精霊アムシオン」（クレオバトラー戦） / 「電脳鉄人センジュオー」（クレオバトラー戦） / 「天使と悪魔の墳墓」 / 「ワンケングレンオー〜月下咆哮〜」（アニメ） / 「密林の総督ハックル・キリンソーヤ」（アニメ） / 「爆進メガ・バースト」（アニメ） / 「爆進イントゥ・ザ・ワイルド」（アニメ）

切札 勝利（きりふだ しょうり）
声 - 浜田賢二
勝舞と勝太の父親。世界最強と言われる伝説のデュエリスト。
マジック：ザ・ギャザリング時代
存在のみが登場したが勝舞にとって重要な存在である。
デュエル・マスターズカード時代
3年前にザキラに殺されたとされていたが、スペインの城で保護されていた。デュエルをすると命を削られる呪いをゲドーにかけられている。ホワイトに倒され体は死に、魂も死にかけるが、黒城に救われる。日本で開催された世界大会に彼と思しき人物が登場しているが、勝舞とザキラの決戦後も、勝舞達は彼が生きていることは知らないままである。『SX』の最終回では記憶喪失の勝舞をみつける。
殆どは火単色あるいは火・自然デッキ。アニメでも火・自然デッキを使用。「ボルシャック・大和・ドラゴン」を勝舞が使用しているのに対し「ボルシャック・ドラゴン」を使い続けている（ただし作中で一度だけ「ボルシャック・大和・ドラゴン」を使用）。
- 切り札
  - 「ボルシャック・ドラゴン」 / 「ボルベルグ・クロス・ドラゴン」 / 「超竜ヴァルキリアス」 / 「ボルメテウス・サファイア・ドラゴン」

難波 金太郎（なんば きんたろう）
声 - 芝原チヤコ
れく太と共に読者への解説にまわることが多い。母子家庭で育った。ひょうきんな性格ながら、デュエルに関しては勝舞以上に真摯であり、勝舞が負けた際には理由や原因を探し、指摘したことで彼に反省をさせ、実力を高めさせるなど、勝舞を成長させてくれる仲間の一人。
マジック：ザ・ギャザリング時代
白い騎士団のメンバー。マナを自在に操る「アーティファクト」デッキの使い手。勝舞に負けたことで神殿を追放される。その直後、三国に敗北して落ち込みデュエルをやめようとしていた勝舞に叱咤。「ポータル三国志」のカードの戦い方などを教え、勝舞達と共に行動する。
デュエル・マスターズカード時代
元白い騎士団の一員で、マナを自在に操る男。世界大会予選、勝舞を相手に初めてデュエルが見られ、5色デッキを使用。
アニメ「デュエル・マスターズ」ではマナ破壊を主軸とした火・自然デッキで勝舞を追い詰めた（クロスでは水文明も使用、「フォース・アゲイン」を使い「龍神メタル」の能力を連続で使用した）。
- 切り札
  - 「金属細工師」「転換」「役畜」（白い騎士団時） / 「幻流星ミスター・イソップ」 / 「剛勇王機フルメタル・レモン」 / 「龍神メタル」（アニメ） / 「超竜バジュラ」（アニメ）

黄昏 ミミ（たそがれ ミミ）
声 - 中島沙樹
第1部では小学6年生で、第2部からは中学1年生。空手は20段（後に40段に昇格）であり、戦車で壊せないほど頑丈な扉をパンチ一撃で破壊するほどの腕力を持つ。
巨乳であり、特にアニメでは顕著である。
マジック：ザ・ギャザリング時代
青緑デッキを使用。二人目の四天衆で「奇襲のミミ」の異名を持つ。後にヒロインの位置が定着する。可愛い振りをして油断させる作戦で戦っていたが、勝舞とのデュエルに敗北後は、その戦法を使うことはなくなる。ハイランダー戦（土地以外のカードは1枚しか入れられないルール）で勝舞とデュエルするが敗北。その後、勝舞の姿と昔の自分の姿を重ね、勝舞が牛次郎を怒らせた際に自らが土下座し、牛次郎にデュエルをするように頼む。
デュエル・マスターズカード時代
元白い騎士団四天衆。勝舞より1歳年上で、『FE』から中学1年生でセーラー服を着ている。空手40段で、必殺技の「黄昏地獄拳」は「黄昏地獄拳・百連拳」や「黄昏地獄拳・流星乱舞」などバリエーション多数。しかし黄昏地獄拳が通用しない場面も度々存在する。龍牙の実力は大した事がないと思っているが、龍牙を励ます場面もある。白凰への憧れは仲間の中でも特に強く、白凰を前にすると顔を赤くすることが多い。勝舞が自信をなくした時、励ます場面も度々ある。
バトルアリーナ1回戦で黒城と戦い、真のデュエリストに目覚めて逆転するも、「悪魔神バロム」に敗北。『FE』ではスペインへ修行に行く勝舞を見送り、日本に舞台が戻った時に再登場。SXではとばっちりな形で南極へ。
初期は、水・自然のマナ加速デッキを使用。アニメでは現在水文明中心のデッキを使用、ほぼ単色だが他の文明のカードが入ることもある。
『ビクトリー』時代
ニュースキャスター（アナウンサー）を勤めており、髪の毛は茶色に染め、胸もさらに大きくなった。
黄昏地獄拳も健在で、アニメでは勝太から「怪力ゴリラ女」と称されるほど（発言者はミミに空の彼方まで蹴飛ばされている）。
アニメ版では、黄昏ミミファンクラブが少女時代から存在し『ビクトリー』では更に会員が増えた（主要人物にもファンは多数存在する）。
- 切り札
  - 「マスティコア」「自然の類似」「占い」「陥穿」（マジック：ザ・ギャザリング時代 ハイランダー戦） / 「セファリッドの皇帝アボシャン」（マジック：ザ・ギャザリング時代） / 「アストラル・リーフ」（デュエル・マスターズカード時代 初期） / 「金剛の超人（ブレーブ・ジャイアント）」 / 「キューティ・ハート」 / 「アストラル・ラッシュ」 / 「エンペラー・ギュルム」 / 「超神羅ギャラクシー・オペレーションθ（シータ）」 / 「時空のスター・G・ホーガン、イチバンの覚醒者オーシャン・G・ホーガン」

白凰（はくおう）
声 - 皆川純子
勝舞のライバル。公式戦無敗の圧倒的実力の持ち主。
マジック：ザ・ギャザリング時代
数年前突然マジック界に現れ日本Jr最強へと登りつめた、名前以外全てが謎の完全無敗の天才デュエリスト。4万人の団員がいる日本一のデュエリスト集団、白い騎士団のリーダー。冷酷残忍な性格だが、かつては優しく明るかったという。
デュエル・マスターズカード時代
勝舞とは最初のデュエマに敗北したことで親友となり、かつ最高のライバルとなった。公式戦無敗の圧倒的実力で、元気で明るく心優しい性格のカード好き少年。デュエマには真面目だが日常生活では不真面目なところも、勝舞とは事あるごとにムキになり対立喧嘩、その度にカードで対決し勝っている。書道40段。勝舞より2歳年上で、12月25日生まれ。
バトルアリーナで牛次郎に裏デュエルを挑まれ、勝利するものの爆破され重傷を負い、本戦を辞退。大会終了後に現れたザキラに記憶を奪われ幼児化。ゲドーに連れ去られて洗脳され「ホワイト（W）」となり、母親や勝舞達に敵対感を持つ。スペインでは勝利とデュエマして勝利を倒し、それが洗脳が解けた後に自分を苛む。Dr.ルートの神のカードの光でいったん洗脳は解けるが、再びゲドーに洗脳され、勝舞とのデュエマで完全に戻る。世界大会中、イエスマンと戦うも敗北して重傷を負い死亡するが、勝舞がデュエルマスターの力を手に入れたことにより復活。しかしホワイトとなっていた頃の影響が残り、怒りによって闇の顔を見せることもある。アニメ『クロス』ではザキラとのデュエマで敗北後そのまま連れ去られ、洗脳されホワイトとして勝舞達に立ちはだかる、勝舞とのデュエマ中一時的にザキラの洗脳が解け、勝利後勝舞のデッキに自身の光文明のカード混ぜたクロスデッキを提供、その後再洗脳され勝舞達を退けさせるがミミとのデュエマに勝利するもミミの想いが伝わりザキラの洗脳が解け、ザキラ打倒を決意するもイエスマン（ヤサエル）に惜敗し呪いを刻印された。勝舞がザキラに勝利、DMの証によって呪いは解けた。
デッキは光文明中心で、それに水・自然・闇を加えて使う。アニメでは光文明を中心に水・闇文明を混ぜた白騎士デッキを使用している。またどんな戦略の相手にも対応できるように、常に12個ものデッキを携帯している。
- 切り札
  - 「浄化の精霊ウルス」 / 「光輪の精霊シャウナ」 / 「ホーリー・スパーク」 / 「聖霊王アルカディアス」/  「聖霊王エルフェウス」 / 「龍聖霊ウルフェウス」 / 「聖霊王アルファディオス」 / 「スーパー・スパーク」 / 「白騎士の精霊王 HEAVEN」 / 「白騎士の無限龍ウルフェリオス」 / 「時空の幸運ファイブスター、天運の覚醒者ライトニング・ファイブスター」 / 「ダブルソード・レッド・ドラゴン」（記憶喪失中） / 「崩壊と灼熱の牙」（記憶喪失中）/ 「聖鎧亜キング・アルカディアス」 / 「聖鎧亜クイーン・アルカディアス」（ホワイト時）」/「魔光大帝ネロ・グリフィス」（アニメではホワイト時）

黒城 凶死郎（こくじょう きょうしろう）
声 - 岸尾だいすけ
残酷非情なデュエルをし、戦った者はデュエルを辞めていくことから「黒い死神」の異名を持つ。
初期の頃は目の色は黄色だったが、途中から青目に変わっている。アニメでは焦げ茶色。
マジック：ザ・ギャザリング時代
暗黒デッキの使い手。勝舞とデュエルして勝ち、勝舞が神殿で修行する切っ掛けとなる。その後神殿に進入し、四天衆最強の愛善を倒し白凰の新しいパートナーとなるが、黒城は「白凰を倒し日本最強の座を手に入れる」という目的があり、白凰もそれを知った上で黒城を仲間にする。その直後勝舞の挑発に乗って再戦する事となり、今度は敗北し白凰により爆破される。
デュエル・マスターズカード時代
自ら「黒い死神」「孤独の絶望の神」と名乗るデュエリスト。死神を名乗る事になった背景にはザキラが深く関与し、「ザキラに全てを奪われた」という。4月13日の金曜日生まれ。勝舞に友好的な態度は見せないが、実力は認めており、ライバル意識も強い。スペインの城で修行中に体力の限界となって倒れるも、勝舞が目の前に現れた直後に力を取り戻している。
『FE』では勝舞と共にスペインの城で修業をしてシズカを倒す。その後は神の使い二人とゼウスに頼まれ、体が死んでいる勝利を救う。最強の闇使いである南極のデュエルマスターを探すべく南極に行き、南極のデュエルマスターの死を日記で確認し、イエスマンと戦い敗れるが、南極のデュエルマスターの魂によってサザンクロスと共に日本に辿り着く。勝舞とザキラの戦いの後は記念写真に後姿が映っており、その後もサザンクロスと行動を共にしている。
初期は闇文明単色デッキ。FEではクロスギアを含む闇・自然デッキ。アニメでは闇・水の死神デッキを使用。
- 切り札
  - 「生ける屍」「黄昏の呼び声」「ファイレクシアの盾持ち」「ざくろ石のヒル」「のたうつウンパス」（マジック：ザ・ギャザリング時代） / 「魔刻の騎士オルゲイト」 / 「悪魔神バロム」 / 「悪魔神ドルバロム」（デュエル・マスターズカード時代 『FE』） / 「死神の邪蹄ベル・ヘル・デ・ガウル」（アニメ） / 「死神明王XENOM（ゼノム）」（アニメ） / 「封魔妖スーパー・クズトレイン」（アニメ）/ 「時空の凶兵ブラック・ガンヴィート、凶刀の覚醒者ダークネス・ガンヴィート」（アニメ「クロスショック」）

三国（みくに）
声 - 坂口候一
マジック：ザ・ギャザリング時代
一人目の四天衆。体格の大きな男。
「ポータル三国志」を使用した赤単色速攻デッキで頭に血が登っていた勝舞を完封するが、再戦で敗れる。その後神殿を去るが、勝舞vs白凰戦の際に観客として見に来ており、デュエルに敗れマスターに殺されそうになった白凰を守り、心を取り戻した白凰やミミ、金太郎達と再び神殿で修行を続ける。
四天衆の中で唯一フルネームは不明。
デュエル・マスターズカード時代
元白い騎士団四天衆で、「速攻の三国」の異名を持つ。無印では髪が長かったが、『FE』では短髪になった。詳しいデュエルの描写がないが、世界大会ではガルドのラブと戦っている場面がある。
アニメ「デュエル・マスターズ」では火・水の速攻デッキで勝舞を一度破った。水のブロッカーや「スパイラル・ゲート」が入っている(「クリスタル・パラディン」も入れている模様)以外は、「不死身男爵ボーグ」や「機神装甲ヴァルディオス」といったヒューマノイドを主軸にするなど当時の勝舞と似ているデッキだった。他にも数々の大会で優勝している事や白凰に挑んだ過去など原作にないシーンが追加されていた。
『クロス』では火単色の速攻デッキを使用した。このデッキは小型クリーチャー重視のデッキのため、これといった切り札はない。

邪藩 牛次郎（ジャパン ぎゅうじろう）
声 - 志賀克也
マジック：ザ・ギャザリング時代
3人目の四天衆。デュエルに勝つためには、相手のデッキ調整や手札を盗み見るなど不正行為をする卑劣な性格。老けた顔だが、12歳でIQ200（後に400）の天才。デュエルの神殿ではバンガード戦（ヴァンガード・カードの能力を駆使して対戦する）で言葉と青ドローゴーデッキ（中身は「パーミッション（Permission）」に近い）で勝舞を苦しめる。しかし、熱くなり不必要な打ち消しを打ったために隙をつかれ敗北。
デュエル・マスターズカード時代
元白い騎士団四天衆。バトルアリーナで三国と愛善を人質にした上で白凰に裏デュエルを仕掛け、負けるも白凰の腰に付けておいたベルトを爆破して白凰を瀕死に追い込むが、『チャージ』ではやぐらの下敷きにしている。
『チャージ』では白凰を瀕死に追い込んだ直後に火・闇・自然のサバイバーデッキ（光・闇・自然のウェーブストライカーデッキ）を使い、勝舞とデュエルして追い詰めるも敗北。幽と共にバトルアリーナを潰そうとしていたが、幽に裏切られ失敗に終わる。バトルアリーナ後、幽に復讐するため再登場。幽を精神的に追い詰めて連れて行こうとするが、作戦がミミ達にばれ、幽とのデュエルにも敗北。
『FE』では7巻にて2コマのみ登場。ミミや三国と同じ学校に通っている模様。ヒーローズカード「アクア・ベララー」に『FE』の姿が描かれている。
『クロス』では「茶番 馬太郎」というロボットの振りをして世界大会1次予選に参加。大会中、白凰に復讐するため『チャージ』の時に似た展開があり、白凰にパーフェクトデュエルで敗北しつつも、『チャージ』と同様に白凰をやぐらの下敷きにして瀕死に。こちらの設定では神殿で勝舞と会っていないため、白凰を瀕死にさせた時が勝舞と初対面だが、牛次郎は勝舞を知っている。その後は再びロボットとして大会に参加するが、1次予選最後の勝舞との対戦中にミミ、ジョージ、龍牙によって相手のデッキや手札を盗み見る作戦がばれた上に正体もばれ、激怒した勝舞の「超竜サンバースト・NEX」と「ルピア・ラピア」に倒される。
アニメ『VS』で久々に登場し、ギョウと手を組んで勝太やルシファーを陥れようとする。『VSR』では「社長」として登場（デュエル・マスターズ (アニメ)#デュエル・マスターズ VSRを参照）。
- 切り札
  - 「アストラル・リーフ」 / 「クリスタル・ランサー」 / 「クリスタル・パラディン」（『チャージ』） / 「シータ・トゥレイト」（『チャージ』 サバイバーデッキ） / 「ブレイドラッシュ・ワイバーンδ（デルタ）」（『チャージ』 サバイバーデッキ） / 「星雲の精霊キルスティン」（『チャージ』 ウェーブストライカーデッキ） / 「クリスタル・ツヴァイランサー」（『チャージ』 不亞幽戦 水・自然デッキ） / 「大勇者ふたつ牙（デュアル・ファング）」（『チャージ』 不亞幽戦 水・自然デッキ） / 「超電磁マクスウェルZ」（『クロス』 水・闇デッキ） / 「猛菌魚雷ヤサカノフカ」（『クロス』 水・闇デッキ） / 「サイバー・G・ホーガン」（『クロス』 水・闇デッキ）/「正体不明」/「夢の変形デュエランド」/「伝説の正体ギュウジン丸」（アニメ「VSR」）

茶番 馬太郎（ちゃばん うまたろう）
ロボットのふりをするためのロボット。世界大会1次予選に参加。
レッツデュエ郎DX（レッツデュエろうデラックス）
牛次郎が乗るロボット。当初は喋らなかったが、番外編で喋りだしたことに牛次郎も驚いていた。基本的に牛次郎には忠実だが、作り主である牛次郎とは全く正反対の真面目かつ善良な性格で、幽を庇って牛次郎に反旗を翻したり、心に深い傷を負った幽に同情して涙を流す等、至って良心的。背中のロケットブースターで飛行可能で、腕を巨大ドリルや大砲に変形できる。
アニメ「デュエル・マスターズ」では52馬力という設定が明かされた。

愛善 真（あいぜん まこと）
声 - 藤田圭宣
マジック：ザ・ギャザリング時代
4人目の四天衆。愛と誠をモットーにしているが、怒りが頂点に達すると髪型が変わる。スペッド・レッドのデッキを使う。
勝舞と勘違いした黒城に火炎死決闘でデュエルを挑むが敗れる。白凰に見捨てられ裁きのドラゴン（火炎死決闘に敗れたデュエリストを焼き殺す装置）の裁きを受けそうになるが勝舞に助けられる。白凰が勝舞に敗れ心を取り戻してからは、再び神殿で修行を続ける事に。
デュエル・マスターズカード時代
元白い騎士団四天衆。三国と同様、詳しいデュエルの描写が存在しない。世界大会編でガルドに挑む時に手が光っていたことから、真のデュエリストに目覚めているようである。
原作でのデッキは不明だがアニメでは毎回火・光のデッキを使用。
- 切り札
  - 「地震」「憤怒の化身」（マジック：ザ・ギャザリング時代） / 「聖皇エール・ソニアス」（アニメ） / 「ダブルソード・レッド・ドラゴン」（アニメ）

ジョージ 釜本（ジョージ かまもと）/ 釜本 譲司（かまもと じょうじ）
声 - 若本規夫
「さすらいのダンディ赤ちゃんジョージ」を自称する。
デュエル・マスターズカード時代
Dr.ルートの弟子でもあり、1歳10か月（『FE』からは3歳）だが、かなり大人びており、サングラスをかけている。
神殿編終了後からレギュラーとして登場。ミミを圧倒する実力の持ち主で正体は日本のデュエルマスターであり、FEの勝舞とザキラの決戦中に判明。他のデュエルマスター達もその事は知らなかった。
デュエルマスターの証を持って生まれるが、ガルドに狙われて実の両親に捨てられ、後にキャサリンという女性に拾われる。地獄の逃亡生活の中で育てられたある日、ガルドの刺客に襲撃されたキャサリンが重傷を負い、証を飲み込みデュエルマスターに覚醒。生後10か月の命を懸けた初のデュエルで勝利する。現れたDr.ルートにキャサリンを治して貰う代わりに「共にいる限り危険が及ぶ」と諭され、離れて強くなると決意した。
原作では水中心のデッキを使い、『クロス』ではドリームメイト種族を多用した火・自然デッキを使用。
- 切り札
  - 「キング・オリオン」 / 「クリスタル・ジャベリン」 / 「独裁者ケンジ・パンダネルラ将軍」 / 「密林の総督ハックル・キリンソーヤ」 / 「大作家ゴーダイゴ」 / 「時空の役者カンクロウ、大見得の覚醒者ジャングル・カンクロウ」

天地 龍牙（あまち りょうが）
声 - 関智一
デュエル・マスターズカード時代
勝舞がエジプトから日本に帰ってきた時に初登場したミミの幼馴染み。Dr.ルートの一番弟子で、3年前にルートの元を飛び出し、突然帰ってきた。勝舞にデュエルを挑むが全く敵わず敗北。語尾は「 - ぜよ」。実家は超大金持ちでもある。原作では仲間から「天地」と呼ばれ、白凰だけ「天地くん」と呼ぶ。相手を観察することでデッキタイプが分かる能力を持ち、相性や損得を考えて相手を決定する。
ミミに負け続けているためミミをライバル視する、自称「黄昏ミミの宿命のライバル」。しかしミミからは全くライバル扱いされず、「ただの幼馴染み」「実力は白凰様の足元にも及ばない」などと言われている。公式サイトに「片思い!?」と書かれていることなどから、ミミに恋心を寄せている節もある。
自然・水中心のジャイアントにクロスギアを駆使するデッキを使い、アニメでは自然・火のジャイアントデッキを使用。
- 切り札
  - 「大宇宙シンラ」 / 「維新の超人（リョウマ・ジャイアント）」 / 「剛撃戦攻ドルゲーザ」 / 「禁門の超人（キジマ・ジャイアント）」（アニメ） / 「西南の超人（キリノ・ジャイアント）」（アニメ） / 「宇宙巨匠ゼノン・ダヴィンチ」（アニメ）

グレート・バケツマン
声 - 鈴木晶子
単に「バケツマン」と呼ばれることもある。
デュエル・マスターズカード時代
頭にバケツを被り、年齢も正体も不明だが、凄まじい実力のデュエリスト。ミミとは別の意味で驚異的な運動力を持ち、海の上を走ったり飛び回ることが出来るほか、イカダやタライを使いこなして海を渡ることも出来る。不亞幽とは相思相愛で、幽に何かあると取り乱す。バトルアリーナで勝舞に「ボルメテウス・ホワイト・ドラゴン」を渡す。FEでは幽と共に南アメリカにデュエルマスターを探す旅に出て、後にアメリカのデュエルマスターを見つける。アニメでは小型獣中心の自然・光デッキを使用。
- 切り札
  - 「インビンシブル・パワー」 / 「ボルメテウス・ホワイト・ドラゴン」 / 「太陽王ソウル・フェニックス」（アニメ） / 「斬雪妖精バケット・バケット」（アニメ『クロス』）

不亞 幽（ふあ ゆう）
声 - 西村ちなみ
デュエル・マスターズカード時代
ザキラの妹ながら、悪を嫌うデュエリスト。残虐な言動・行動をしていたが、ザキラに囚われている子供達を救うための演技であった。しかし兄であるザキラや助けようと思っていた子供達に騙されていたと知り、絶望に閉ざされてしまう。バケツマンと同等の超高速デュエルができる。ガルドに乗り込もうとしていた勝舞に「ミラフォース・ドラゴン」と「ボルスレッド・ファイアー・ドラゴン」のカードを託す。アニメでは、光・闇・水のナイトデッキを使用。
- 切り札
  - 「超神龍アブゾ・ドルバ」 / 「勇猛機動ライオン・アームズ」 / 「幽騎士ブリュンヒルデ」（アニメ） / 「幽玄武士オラシオン」（アニメ） / 「魔光大帝ネロ・グリフィス」（アニメ）

Dr.ルート
声 - 田中完
デュエル・マスターズカード時代
医者として天才で、桁違いの実力のデュエリスト。かつてヤエサルの主治医を務めていた事もある。ジョージの師匠であり、修行から逃げたジョージを連れ戻すため、勝舞とデュエルになり勝舞を倒す。勝舞は瀕死となるが、自ら手術を行い助ける。その後は勝舞とミミの師匠になり、白凰の師匠でもある。
勝舞とのデュエルではキマイラを切り札とした闇単色デッキを使用。バベルとのデュエルでは闇・火・水デッキを使い、アニメ第1期ではサバイバーデッキを使用。アニメ『VS』最終回ではルシファーの持病を治療する医師として彼らしき人物が登場している。
- 切り札
  - 「ギガベロス」 / 「ギガルゴン」 / 「ヘリオス・ティガ・ドラゴン」 / 「竜極神ゲキ」 / 「竜極神メツ」

NAC（ナック）
実在のカードゲームデザイナー・プレイヤーの中村聡がモデル。子供達に大人気のアジア最強のデュエリストで、勝利の親友。
マジック：ザ・ギャザリング時代
勝利と共にデュエル修行の旅に出るが、ガルドに敗北。その後一人で日本に戻り、勝舞に勝利は行方不明になったと嘘をつきデュエルを辞めようとするが、勝舞に止められデュエルをし、勝舞が自分で編み出したコンボに感動し、デュエルを続ける事に。
デュエル・マスターズカード時代
南極のデュエルマスターを探すため南極に行き、遭難するが黒城に助けられる。その後、黒城とサザンクロスは南極のデュエルマスターの魂によって日本にワープするが、NACは南極に取り残されている。
3年前にラブとデュエルした時のデッキは火・光の速攻デッキだったが、それ以外のデュエル描写が無いので現在のデッキは不明。ネバーを倒し、キサナドゥやイエスマンとは戦うことを避けている。

### 主要人物（『フラッシュ』編）
夢実 ココロ（ゆめみ ココロ）
声 - 豊嶋真千子
テルの双子の姉。小学3年生。性格はテルとは対照的に明るくて気が強い。テルによく「世界一のおせっかい焼き」と言われるほどに世話焼きな性格で気丈だが、それは姉としてしっかりしなければという気負いからきている。

夢実 大（ゆめみ だい）
声 - 鈴木琢磨
ココロとテルの父親。デュエル・マスターズカードの遊び方をテルとココロに教えたり、テルが悩んだ時は相談に乗ってくれる。

夢実 陽花（ゆめみ ようか）
声 - 村井かずさ
ココロとテルの母親。お菓子作りや料理が得意で優しい。

紅騎 チシオ（あかさ チシオ）
声 - 陶山章央
テルやココロの友達。熱血漢で天然ボケ。デュエルを好きな気持ちは誰にも負けないが、腕はからきし弱い。「申し訳ない！」が口癖。

パコ / 瞬王 波子（しゅんのう なみこ）
声 - 松井菜桜子
テルやココロの友達。好奇心旺盛で知りたがりだが、友達を気遣う優しい面もある。パコネコのことが大好きでいつも一緒にいる。

パコネコ
声 - 山口勝平
パコが飼っているネコ。言葉を話すことができ、メガネをかけていて太っている。闇の中に引き込まれ「囚われのパコネコ」となる。
デュエル解説のワンコーナーも担当していた。

九守 レイ（くかみ レイ）
声 - 渡辺明乃
謎の美少女デュエリスト。中学3年生。幼い頃に行方不明になった両親をさがす手掛かりがアークにあると知り、アークを光らせる事のできる人物を探していてテルと出会う。自分も過去に一度だけアークを光らせたことがある。デュエルの腕は超一流で、テル達にカードのデュエルについて教える。切り札は「超神星 ヴィーナス・ラ・セイントマザー」。

九守 元司郎（くかみ けんしろう）
声 - 大竹宏
レイの祖父。消息不明の九守夫妻を見つける手段がマスターズ・アークにあることを知り、その力を開放する手段を研究している。

九守 玄（くかみ げん）
声 - 鈴木琢磨
レイの父親。神話の研究をしている学者。5年前に消息不明になる。

九守 サチコ（くかみ サチコ）
声 - 夏樹リオ
レイの母親。玄の助手。玄と共に消息不明。

ホーク
声 - 二又一成
物腰の穏やかな紳士で、「ネスト」のリーダー格。靴底に仕込んだジェットで空を飛ぶことが出来る。ネストはある目的のためにホークが作った組織で、レイ達と同じようにアークを光らせることのできる人物を探している。アークを光らせる可能性があるとしてレイを狙っていたが、テルがアークを光らせたことで、確実な可能性としてテルを狙い始める。

スワン
声 - 半場友恵
言動、口調、デュエル、全てがエレガントな女性。外へ出る時は常に数人のメイドを従えている。仮面の上に白鳥の模型がついている。

オウル
声 - 宗矢樹頼
マスターズ・アークの秘密を知っている謎の紳士。幼いレイにアークを託し、その際にアークが光るところを目撃している。

テンクロウ
声 - 小形満
見た目どおり、パワーあふれるデュエリスト。ジンクロウとコンビでいる事が多い。デュエルの腕は弱いが、物語後半は意外な強さを見せる。

ジンクロウ
声 - 結城比呂
マスクの下の素顔は超美形らしい。いつもテンクロウをからかって遊んでいる。

鋳門 チカゲ / カスミ
声 - 三瓶由布子
デュエルの腕とアークへの知識を買われてネストに入った少女。その考えや行動は謎に満ちており、誰にも真意はわからない。ハヤテとは同じ里の出身。正体はレイの友達であるカスミ。最後は本性を現してテルにデュエル挑み、死闘の末に敗北。

ボス
声 - 村井かずさ
ネストの本部で半石化している謎の女性で、石化は徐々に進行している。時折、予言や忠告めいた言葉を呟く。

イチロウタ
声 - 陶山章央
テンクロウの部下で、ネストでは最初にテルに挑んだデュエリスト。撤退後の消息は不明。

ジ郎太
声 - 西村朋紘
テンクロウの部下で、ボールのように丸くなることができる。S・トリガーデッキの使い手。テルに1度は勝つが、その後敗北。敗れた後の消息は不明だが、作中の発言からすると生きている模様。

サンノスケ
声 - 結城比呂
ジンクロウの部下でテルにあっさり敗れた。その後の消息は不明。

遠射 ハヤテ（とおい ハヤテ）
声 - 野島裕史
テルにデュエルをやめるよう警告しつつ執拗につけ狙う謎の少年。アークと大きな関わりを持ちその謎を知っている。チカゲとは深い因縁がある忍者。
- 切り札
  - 「悪魔神デスモナーク」

### 主要人物（『ビクトリー』編）
一部の登場人物は続編である『VS』にも登場。
ドラゴン 龍（ドラゴン りゅう） / フォーエバー・カイザー → オフコースカイザー『龍』→ディスティニー・リュウセイ→リュウセイ・カイザー
声 - 竹内幸輔（『ビクトリー』-『VSR』） → 武内駿輔（『VSRF』以降）
勝太のライバルとなるクールガイ。各地のデュエマ大会で優勝を続ける実力者。名前の通り同じ単語を重ねて使う癖がある。正体は「フォーエバー・カイザー」（後に「オフコース・カイザー『龍』」）という守護者で、プリンプリン王女を守るクリーチャーであった。そしてカードになったプリンプリンを探すため、人間の姿となり人間界に来ていた。正体がドラゴンでの所以でどんぐりが好物で、「7×3」を「10」と、「2+3+3」を「5」と言い間違えるほど計算が苦手。アニメでも右近、左近の二人組と共に、彼が『姫』と呼ぶカード「永遠のプリンプリン」を探し求め、『ビクトリーV』以降では雑木林にある隠れ家にひっそりと暮らしている。カツドン編最終回で、クリーチャーが地球にいる事は犯罪であるという理由で地球を去る事となったがおいてけぼりにされ、そのまま地球に残る事になった。アニメでは地球に残りたいという心境を知ったプリンに人間にしてもらい、涙ながらプリンと別れ地球に永住する事となった。
『VS』では2年間の放浪生活を経て精神的に成長して笑う事も多くなり、自宅警備員やアルバイト、エベレスト登頂など様々なことを経験し、その途中に幽霊バスターの仕事をしていた時に岡霊子と出会い、二人でおでんの屋台を経営するようになった。またその時にデッキを闇文明メインに変えたようだが、『VSRF』でおでんの屋台は倒産し、霊子とも失恋して、カードショップ滝川でべんちゃんと共に勝太と再会（その時は太っていた。着ていた甲冑は、ボスカツによりDXブリキングにされたことは彼は知らない）。その後はカードショップ滝川で居候中。なお、勝太のVモードを絆創膏で封印したのは彼である。
火・水・闇（または火・水・光）文明の3色で構築されたデッキを使う。
- 切り札
  - 「魔水晶スタートダッシュ・リバイバー」 / 「超竜アバレ・ムゲン」（漫画） / 「聖竜ボルシャック・ウルフェウス」（アニメ） / 「永遠（とわ）のリュウセイ・カイザー」（=自分自身） / 「宿命のディスティニー・リュウセイ」（アニメ『ビクトリーV』）

ぶっちゃけ / 武家 茶太郎（ぶけ ちゃたろう）
声 - 石野竜三
クールな三枚目。時折「ぶっちゃけ…」と物事の核心を突き、語尾に「 - （なん）だな」と付ける。硬派だが美女に弱く、ミミの大ファンでもある。『VS』でも勝太と同じ学校に通い、このころから女子に気持ち悪がられるほどアイドルにどハマりする。同時に頭身が小さくなり、アフロヘアは大増量するが、作中アフロをバッサリ切り落とし、坊主頭となる（アニメでは『VSR』から）。また、イベント会場周辺では徹夜・会場前で騒ぐ・列に割り込む等の迷惑行為を一通りこなすのを厭わない。典型的なオタクで、クラスメイト女子一般からも「キモオタ」と呼ばれている。当初、デュエマ禁止令もあったためにデュエマからも離れていたが勝太のおかげで復帰した。
アニメ『VSR』ではヨーデルと組んでハロウィンを日本茶の日に因みチャロウィンに改革しようと土瓶マスクのハロウィン革命軍に加わる。勝太の結婚式に参列した時にはテレビプロデューサーとなり、容姿も8頭身のイケメンとなったが、かわいい女の子とキスしようとするとブ男に戻る体質になっている。勝太がるるの「ときめきメモ」に書いたところによると、解説役である。
自然・火文明のビーストフォークデッキを使う。『VS』では自然単色デッキを使う。
- 切り札
  - 「バンカラ大親分 メンチ斬ルゾウ」（アニメ「ビクトリー」） / 「諸肌の桜吹雪（フキスサブ・ハナフブキ）」 / 「鼓笛獣（ホルンボルン）五朗丸」 /「獣音鼓笛（マッターホルン） グローバル」（全てアニメ・漫画共通） / 「猛友情（バリバリフレンズ） 五郎丸・G（グローバル）」（アニメ「ビクトリーV3」）

ヨーデル / 世出原 ルイ（よではら ルイ）
声 - 中司ゆう花
大金持ちのおぼっちゃまであり、何でもお金で解決しようとする癖がある。語尾が「 - レヒ」になるなどヨーデルを歌うような話し方をする。勝太同様、頭はあまり良くなく、アメリカ大陸を「鬼が島」と間違えた（勝太は「火星」と答えた）。『VS』では勝太と別のお金持ち学校「聖エンジェル中学」に通い、ルシファーの右腕「サイファー（＝金庫番）」として活動する。
アニメ『VSR』ではぶっちゃけ同様ドルオタと化している。また、ぶっちゃけと組んでハロウィンを日本茶の日に因みチャロウィンに改革しようと土瓶マスクのハロウィン革命軍に加わる。『VSRF』で勝太の結婚式が行われた際には用事のため参列できなかったが、その用事とはプラマイ零との新婚旅行であった。勝太とは小学校時代からの付き合いであるが、勝太がるるの「ときめきメモ」に書いたところによると、名前をワラマキと間違えられている。
ジョーが小学2年生の時点ではルシファーの個人事務所であるエンジェル音楽出版の経理を務めている。
光・闇文明のメカ・デル・ソル、イニシエートデッキを使う。
- 切り札
  - 「豪遊！セイント・シャン・メリー」 / 「剛力の使徒イグナッチオ」 / 「宇宙刃（コスモコスモス）ニケ」 / 「宇宙美刃（コスモビューティー）ミケランジェロ」（全てアニメ・漫画共通） / 「愛友情（ラブリーフレンズ） ニケ・M（ミケラン）」（アニメ「ビクトリーV3」）

べんちゃん / 勉 達也（べん たつや）
声 - 平田絵里子
クラス一の秀才で、「キラーメガネ」の通り名で知られる実力者。しかし、最近は塾や勉強で忙しく、デュエマをする機会がない。漫画、アニメともに勝太に大会への出場を依頼したのち、自身も本当はデュエマが好きだということを自覚する。アニメ『ビクトリーV』ではワガママモード9人目の犠牲者でもある。『VS』では勝太と別の有名進学校に通い、四天王に君臨する。アニメ版では学校側が全校総出でデュエマを研究しているが、漫画版では学校側がデュエマを禁止しているために、唯一のチャンスであるデュエマ甲子園優勝を目指す。
水・光文明のリキッド・ピープルデッキを使う。アニメ『VS』ではクリスタル・コマンド・ドラゴンとリキッド・ピープルが入った水単色ドラグナーデッキを使う。アニメ『VRSF』ではテック団とクリスタル・コマンド・ドラゴンの水・闇文明の革命チェンジデッキを使う。
- 切り札
  - 「超次元キラーメガネ・ホール」 / 「弩級合身！ ジェット・カスケード・アタック」（全てアニメ「ビクトリー」） / 「アクア・インテリジェンス3rdG（サードジー）」 / 「電脳提督 アクア・ジーニアス」 / 「真実の名（トゥルーネーム） アカデミー・マスター」（全てアニメ「ビクトリーV」） / 「超合金（チョーアルケミー） ロビー」 / 「絶超合金（ムッチャアルケミー） ロビンフッド」「錬金魔砲（オリハルコン・ウィザード） ロビン・チャンプ」「学友情（メチャンコフレンズ） ロビー・R（ロビン）」「友情集結（フレンズパワー） R・M・G（ロビー・ミケラン・グローバル）」（全てアニメ「ビクトリーV3」） / 「龍素記号iQ（アイキュー） サイクロペディア」 / 「零次龍程式 トライグラマ」 / 「龍覇 メタルアベンジャー」 / 「真理銃 エビデンス、龍素王 Q.E.D.（キューイーディー）」/ 「龍素解析（ドラグメント・アンサー）」（全て漫画・アニメ共通） /「龍覇 M・A・S（メタルアベンジャーソリッド）」/「龍波動空母 エビデゴラス、最終龍理 Q.E.D．+（キューイーディープラス）」（全てアニメ「VS」） / 「革命龍程式 シリンダ」（漫画・アニメ共通） / 「侵略者 バロンスペード」（アニメ「VSR」） / 「【問1】 テック」 / 「【問2】 ノロン」 / 「秘革の求答士 クエスチョン」 /  「【問1】 テック⤴（アップ）」/ 「【問2】ノロン⤴（アップ）」 / 「【問3】ジーン⤴（アップ）」 / 「完璧問題（ラストクエスチョン） オーパーツ」 / 「大集結！アクア・ブラザーズ」（全てアニメ「VSRF」）

プリン / 永遠のプリンプリン（とわのプリンプリン）
声 - ゆりん
クリーチャー世界の王女。正体は「永遠のプリンプリン」。エイリアンに故郷の星を襲われドラゴンによって人間界に送られカードとなり、なぜか大会の優勝賞品となっていた。勝太によって助けられた後はドラゴンと共にパン屋を営んでいる。魔法でカードを実体化できる。カードの時とは容姿や性格が異なっており、相当にわがまま。その後、クリーチャーが地球にいることは犯罪であるという理由でカツドンと共に地球を去った。
アニメでの名称は「プリンプリン」。エイリアンに狙われて勝太やドラゴン達によって助けられた後も元の世界に帰らず、現在はドラゴン達と共に暮らしている。『ビクトリーV』では勝太について人間界の様子を探っており、わがままで勝手な行動を起こそうとしてはドラゴン達を困らせている。オサムとは幼馴染であるが、まだ結婚したくないにも関わらずオサムに執拗に結婚を迫られた。「信じらんない！」が口癖。『V3』終盤で、カツドン達を見習って一歩前へ進もうと自分の世界へ帰るために旅立った。

#### ドラゴン龍編
オンセン / 極楽！オンセン・ガロウズ
声 - うえだゆうじ
火の熱さと水の冷たさを併せ持つ謎多きデュエリスト。デュエルになると頭の形状が変わる。無類の温泉好き。ドラゴン龍とは因縁があるらしい。正体はクリーチャー軍団のリーダー「極楽！オンセン・ガロウズ」というクリーチャーであった（しかし、オンセン自身は憑依されていただけで本当は普通の人間である）。アニメではデュエマ狩りのリーダー的存在で、勝太同様カードの声を聞ける力を元から持つ。元々は体が弱く、強い体を手に入れるため人間界に来てカードとなったエイリアンと契約。プリンプリンを利用してディメンジョンゲート（クリーチャーの世界への扉）をこじ開け人間界を征服させるようエイリアンに利用されていた。『ビクトリーV』、『VS』でも回想シーンとして登場し、『V3』でもモブとして登場している。
火・水・闇文明の3色で組まれたエイリアンデッキを使う。
- 切り札
  - 「死海竜ガロウズ・デビルドラゴン」 / 「復活の祈祷師ザビ・ミラ」 / 「オンセン・無敵タイム」 / 「超次元ガロウズ・ホール」 / 「極楽！オンセン・ガロウズ」 / 「ガロウズ・極楽・カイザー」 / 「必殺！絶対絶望！！」 / 「絶対絶命 ガロウズ・ゴクドラゴン」

#### クラス編
百獣 レオ（ひゃくじゅう レオ）
声 - 寺島拓篤
目立ちたがりのはちゃめちゃ転校生。一人称は「オレ」。テレビで有名なスーパーアイドルグループ『ヤラシ』の元リーダー。勝太をライバル視している。元々は孤児で孤児院のような処で育てられた。孤独恐怖症で独りでいるのが怖く、引き取られた後も寂しいという気持ちが続き、もっと愛されたいがために世界一の人気者になる条件でオサムに魂を売りアイドルになったのだが、5年2組の仲間がいるだけで最高だと気づきグループを脱退すると決心した。漫画では最終的に全てが片付いた後は奈巳と共に転校し、本当の両親と一緒に暮らす事になった。
アニメ版では好きな事が止まらなくなって暴れだす現象、いわゆる「ワガママモード」を引き起こした張本人であり、皆が抑えつけられた欲望を自由にするため5年2組の生徒の殆どがレオの催眠術により毎回騒動を起こし、それを勝太のせいにして人気者になろうとしていたが、後にヤラシに騙されたことに気づき皆に謝罪する。その後は中学生になる前に転校した。日本で芸能人デビューしてからアメリカへと渡米ハリウッドスターとして活躍していたが、急遽日本に帰国。その時すでにV中には在籍していたようである。コロコロ2016年4月号掲載の漫画『VS』およびアニメ『VSRF』第5話から帰国して勝太と再会した（勝太は漫画版では彼を忘れていたが、アニメ『VSRF』では若干覚えていた）。
最終決戦から7年後および12年後はスパイをしていることをぶっちゃけやホカベンに対して堂々と明かした。
光・水文明のエンジェル・コマンド、サイバーロードなどの「ブロッカー」が中心のデッキを使う。『VSRF』では光・自然文明のダママ団を中心とした革命チェンジデッキを使用。
- 切り札
  - 「偽りの名（コードネーム）オレワレオ」 / 「ヘブンズ・ゲート」 / 「偽りの名オレオレ・ライオネル」 / 「電脳護聖ビョイト」 /  「『俺』の頂ライオネル」 / 「真実の名（トゥルーネーム）ラララ・ライオネル」 / 「真実の名バウライオン」 / 「真実の名ホワイト・オブ・ライオネル」 / 「『十尾』の頂バック・トゥ・ザ・オレ」/「百族の長（ミア・モジャ）プチョヘンザ」

南藻 奈巳（なんも ない）
声 - さとう実琴
存在感のない転校生。いつもニコニコしていて、クラスメイトのことをよく見ている。彼もまた捨て子でレオと同じく小さな家で育てられた。レオが引き取られた時一緒に暮らすことになり、以来レオとは友達以上の関係になりいつもレオにくっついている。漫画ではレオと同様、人気者になりたいがために両親を捨て、オサムの仲間にしてもらい、最終的には全てを片付けレオと共に転校した。アニメでは事実上ワガママモード最後の犠牲者で、レオを守るために勝太に立ちふさがる。また、トライワールドで最も多くのポイントを稼ぎ、クラスメイトで唯一勝太に勝利した影の実力者でもある。レオ同様、アニメでは再登場後回想シーンで転校をしてレオのマネージャーをしている。『VSRF』でレオと共に急遽日本に帰国。
光文明単色のガーディアンデッキを使う。後に闇・ゼロ文明を加えて強化した。
- 切り札
  - 「守護聖天タース・ケルケルヨ」 / 「献身の守護者ヤーラ・セ・ナイス」 / 「大行進・スパーク」 / 「『無情』の極シャングリラ」 / 「無情秘伝LOVE×HETE（ラブアンドヘイト）」 / 「『破滅』の頂ユートピア・エヴァー」（漫画）

#### カツドン編
カツドン
声 - 高木渉
ドラゴンの見習い。漫画でははるばる宇宙からやって来て、勝太と勝三にどんぶり型の宇宙船を壊されてから勝太の家に小間使いとして居候すると同時に、勝太の家族で良きパートナーとなった。本名は「003」であり、カツドンという名前は勝太が命名した。以前はイズモの部下であり、星々で暴れまわっては破壊活動を繰り返していた。関西弁で話すのが特徴。勝太同様、カレーパンが大好物。巨大なヌンチャクを武器にしている。イズモとの決戦後、クリーチャーが地球にいる事が犯罪だと知り、プリンと共に勝太に別れを告げた。
アニメではアウトレイジの書の発掘と共に現れた。当初は「カツドン」や「ドン」などとしか喋らなかったが、第4話から仲間が目覚めた影響からか普通に話すようになった。オラクルとの戦いを終えた後は、新たな世界の創造のため仲間達と共に旅立っていった。
アウトレイジ種族のエグザイルクリーチャー軍団「チームエグザイル」の一員でもあり、能力「ドロン・ゴー」によって「武闘（カンフー）将軍 カツキング」に進化する。更に漫画では修行の成果で、アニメではヨルムンガルドの試練を乗り越え、レイジクリスタルの力で「無敵（アウトロー） ドン・カツドン」と「無敵剣（アウトローカリバー） カツキングMAX」、更に勝太自身の成長によって「無法伝説（アウトレイジビクトリー） カツマスター」にもなれるようになった（漫画では凶悪化する故、カツマスターへのドロン・ゴーを禁じていたが、勝太の呼びかけで正気を取り戻した）。イズモとの決戦では、レイジクリスタルとオラクルジュエルの二つの秘宝の力により「神撃の（ゴッドイーター）カツドン DASH（ダッシュ）」となり、クライマックス・ドロン・ゴーで「絶頂神話（クライマックス）カツムゲン」となった。
アニメでは、ドン・カツドンとカツマスターまでのドロン・ゴーは自身の腹の中に隠してあるレイジクリスタルの力によるものなので、イズモにレイジクリスタルを奪われてからは、カツマスターになれなくなっている。また、クライマックス・ドロン・ゴーを会得してからは「オメガクライマックス」を所有している。

プラマイ・ゼロ
勝太の隣のクラスである不良少年。左目の上にある3本の傷が特徴。
相棒のブータンと共にカツドンの持つアウトレイジの玉＝レイジ・クリスタルを狙う。初戦はカツドンのカードをバラバラにするほどの冷徹さを見せたが、勝太がヨミを倒してからはその実力を認め、夏休み明けに決闘を申し込んだ。元々は優等生であったのだが、ある事件が原因で世の中が馬鹿らしくなり不良になってしまう。そんな時にブータンと出会い、レイジ・クリスタルを使いブータンを世界の王にしようとするが、勝太との激闘の末、友達ができ心から笑えるようになった。
闇文明中心のアウトレイジデッキを使う。
アニメでは代わりにプラマイ零（れい）（デュエル・マスターズ (アニメ)#デュエル・マスターズ ビクトリーV3を参照）というキャラが登場する。
- 切り札
  - 「不死帝（デッド・オア・アライブ）ブルース」 / 「豚魔槍（ピギーブルース）ブータン」

### 主要人物（『VS』編）
滝川 るる（たきがわ るる） →　切札 るる（きりふだ るる）
声 - 丹下桜
10年前に勝太と同じ病院および病室にいた女の子。祖父（声 - 鈴木琢磨）が店長を務めるカードショップの看板娘で怪力の持ち主。当時の病気は現在も完治していない（漫画では完治している様子）。病室で勝太に元気を分けてもらいそれ以来勝太を「かっちゃん」と呼び好意を持つようになる。カツドンと別れデッキを失ったが再びデュエマに身を投じる事になった勝太のために専用デッキを組んでおいたり、勝太のデュエマに備え龍解のカードを見つけておいたりと何かと一生懸命。前髪を上げると広い額が見え、それ故に勝太からは「でこちゃん」の愛称で呼ばれている。アニメでの扱いは色々と散々である。アニメ版では第26話の初デュエマでは昔貰ったお守り袋の中のカードで2D龍解→3D龍解を果たしたものの寄成ギョウに敗北し、カードも奪われてしまったが、後に勝太が取り返してくれた。ルシファーの実の妹でもあり、第47話で再会を果たした。本人は自身を"夢見る乙女"属性だと思っている（秘密のポエムノートを作成・所有している）が、物語が進むに従い人間離れした行為（土瓶村を自転車でデュエルステージを背負ったまま一日中走り回る等）をいともたやすく為したり、怪力に付随した筋力絡みで人並み外れた運動神経と反射神経を持ち、その経緯でプロレスが絡んだ話があり、更にワラマキの過去とも関わりがあるような描写も見られる。また、野性を剥き出しにしてデュエマをする時のコジローに対して、危険度の高い野生動物と遭遇した場合の緊急通報先（保健所や猟友会等）を設定する。漫画版・アニメ版共に怒ると怖い存在。
デッキは通常は光文明だが、唯一アニメ『VS』第37話で年末の特番における対正義・ヘレン・ルシファー組のエキシビショントリプルタッグマッチで勝太・ホカベンとトリプルタッグを組んだ際には、二人と同じ火文明デッキを使用した。『VSR』と『VRSF』ではエンジェル・コマンド・ドラゴンを中心とした『絆の連鎖』を活かしたデッキを使用。
- 切り札
  - 「龍覇エバーローズ」 / 「百獣槍ジャベレオン、百獣聖堂レオサイユ、頂天聖レオザワルド」（全てアニメ『VS』） / 「聖霊龍ライトデュエル」（アニメ・漫画共通） / 「魔法の玉 タルー」 / 「聖霊龍王スタルリード」 / 「宝珠の精霊龍 ロゼッタ」 / 「革命聖龍 ローゼンスター」（全てアニメ『VSR』） / 「天革の騎皇士 ミラクルスター」（アニメ『VSRF』） / 「太陽の精霊龍 ルルフェンズ」（アニメ・漫画共通） / 「未来の法皇 ミラダンテSF(スーパーフューチャー)」（アニメ『キング！』）

ホカベン / 岡部 太郎（おかべ たろう）
声 - 菅原雅芳
勝太と同じ中学校で野球部のエース。背番号は4番でキャッチャー。漫画版では脇役だが、アニメではレギュラーキャラとなっている。以下はすべてアニメでの描写。
デュエマに関しては完全に初心者だが、べんちゃんに特訓されてデュエマ甲子園予選を勝ち抜き、野球の甲子園と両方での優勝を夢見ている。太った体型で、いつも口に葉っぱを咥えている。当初は勝太達より1学年上だったが『VSR』ではスタッフの思い付きにより同級生となった。
またの名を「クライマックスほかい」というデューチューバーでもある。ただし友人が友人なだけにオタクと化している（盗撮・ヤラセ・本人に無断でアップという一通りの非道行為を平気でなす描写がある）。当初は穏やかな常識人であったが、『VSRF』では亜部真理亜が後ろ姿だけ綺麗で正面が不細工なことに腹を立てて空の彼方へ殴り飛ばすなど、当初の人柄が嘘のようなシーンもある。『VSRF』のクライマックスではメジャーリーガーとなっていた（殆ど野球のシーンがなかったのにもかかわらずいきなりメジャーリーガーになった事をナレ太郎に突っ込まれている）。勝太がるるの「ときめきメモ」に書いたところによるとやられ役となっている。
- 切り札
  - 「爆龍バトラッシュ・ナックル」 / 「龍覇スコッチ・フィディック」 / 「天守閣龍王武陣-闘魂モード-、熱血龍ガイシュカク」 / 「熱血龍三代目DソウルB（バトル）」 / 「偽りの名（コードネーム）バルキリー・ラゴン」（全てアニメ「VS」のみ） / 「メガ・マナロック・ドラゴン」（漫画のみで、アニメでは所有）

ハムカツ
声 - 高木渉
カツドンそっくりのハムスター。勝太の頭（髪の毛に埋もれている）や肩の上が定位置でいつも勝太の側を離れないでいる。「ちゃうちゃう」と鳴く。普通はハムスターが大好物の筈のひまわりの種に一切目もくれず、カレーパンが大好物という点においてもカツドンと同じ。漫画版では、ルシファーとの初対決に敗れ落ち込んでいた勝太の前に現れそのまま勝太のペットになった。アニメでは当初はるるのペットだったがとある事情で勝太が譲ってもらう事になった。アニメ『VSR』では地下帝国で革命カードを手に入れる活躍を果たす。さらに、勝舞に呼ばれて月に行った時は月の重力の影響で脳が発達し会話していたり、ロボットになったりしている。また、2代目エンディングのシーンではカツドンに変身している。ハムカツ編および『VSRF』では勝太の絆創膏を外しVモードを発動させた事で普通に会話できるようになり、カードにもなった。デュエルの時は「風の1号ハムカツマン」になって戦う。バサラとの最終決戦で勝太がVモードを使い果たした事でボスカツ、カツえもん共々喋れなくなり、その後3匹とも勝太と別れてハムスターの里(アニメではハムトピア)へ旅立った。
ボスカツ
声 - 江川央生
勝太の前に突如現れた喋る肥満気味のハムスター。ハムカツに「ボス」と呼ばれている。美的センスやネーミングセンスは悪いが、ハムカツはボスカツを慕っているためいつも指摘できない。年齢は30代で通常のハムスターの寿命を越している。機械作りなどの技術力は高い。
カツえもん
声 - 宮田幸季
勝太の前に突如現れたしゃべるハムスターであり、自らを侍と称する。何かと切腹しようとする姿が精神を病んでいるように見える事から勝太から「ヤムカツ」と命名された事もある。しかしどちらかというと常識人で、冷静にツッコミを入れる事も多い。
ルシファー
声 - 水沢史絵
聖エンジェル中学の精鋭部隊「聖歌隊」のリーダーであり、勝太の新しいライバル「四天王」の一人。漫画版では通り名「ルシファー」からバサラには「魔王様」と煽り半分で呼ばれている。通称「青薔薇の貴公子」、また「現デュエマ界最強」と名高い。この世の全ての音を聞き分ける「超絶音感」の持ち主で、デュエルにおけるカードをシャッフルした時やドロー時の音でそのカード名を知ることができる「シンフォニーデュエル」を得意とする。またその他にもあらゆる才能と冨に恵まれているが、持病のため長時間のデュエマには耐えられなかった。
漫画版ではデュエマ甲子園には出場せず、アメリカに留学することになったが、勝太との激戦の末命を絶ったと思っていたが、皆の知らない間に治療のためアメリカに渡っていた。デュエマ甲子園ではデュエわんこに扮して参加したが、バサラの禁断のデュエルに敗れXの刻印を受けてしまい入院するが、勝太が倒した後は完治した。
アニメ『VS』終盤では病気で死ぬ運命を予知していたが、勝太とのデュエマを通じてその運命を覆し、その後は治療のためにアメリカへ渡った。『VSR』では持病を完治させた代わりに「シンフォニーデュエル」を行えなくなったが実力に衰えは見られず、代わりに時間龍を軸にした進化型デュエルスタイル「タイムストップデュエル」を得た。また、これまでのトレードマークであった青い薔薇の代わりに赤い薔薇を携えるようになった。『VSRF』最終盤から登場した切札ジョーはるるの息子で、ルシファーの甥にあたる。ジョーが小学2年生の時点（12年後）では世界的な指揮者として名をはせているという。勝舞と同じく甥のジョーを甘やかしているが、それはジョーにデュエマ以外の物を何でも与える事でジョーにデュエマに対する興味を待たせず、デュエマによる危険から遠ざけるためであった。ジョーとのデュエマを通じて後に考えを改め、デュエマを行う事を許す。
光文明単色のジャスティス・ウイング、エンジェル・コマンド・ドラゴンデッキを使う。『VSR』ではエンジェル・コマンド・ドラゴンを中心とした『絆の連鎖』でのクリーチャー展開を武器とする光の革命デッキを使用。『VSRF』では光・水のドレミ団を中心とした革命チェンジデッキを組んでいる。
- 切り札
  - 「龍覇エバーローズ」 / 「不滅槍パーフェクト、天命王エバーラスト」（全てアニメ・漫画共通） / 「蒼華の精霊龍ラ・ローゼ・ブルエ」 / 「獅子頂龍ライオネル」（全てアニメ「VS」） / 「護英雄シール・ド・レイユ」（アニメ・漫画共通）  / 「聖霊龍王アルカディアスD」 / 「聖霊龍王バラディオス」（全てアニメ「VS」） / 「龍覇セイントローズ」 / 「天獄の正義ヘブンズ・ヘブン、天命讃華ネバーラスト」（全てアニメ・漫画共通） / 「不敗英雄ヴァルハラ・グランデ」（アニメ「VS」） / 「真・龍覇ヘブンズ・ロージア」 / 「真聖教会エンドレス・ヘブン、真・天命王ネバーエンド」（全てアニメ・漫画共通） / 「聖霊龍王ミラクルスター」（アニメ・漫画共通） / 「革命天王ミラクルスター」（アニメ「VSR」） / 「時間龍ロッキンスター」 / 「時の革命ミラダンテ」（アニメ・漫画共通） / 「革命聖龍ウルトラスター」 / 「ミラクル・ミラダンテ」（全てアニメ「VSR」のみ）「タイム1(ワン)ドレミ」 / 「大聖堂 ベルファーレ」（全てアニメ「VSRF」のみ） / 「時の法皇 ミラダンテXII（トゥエルブ）」（アニメ・漫画共通）

佐々木 コジロー（ささき コジロー）
声 - 檜山修之、優希知冴（幼少期）
四天王の一人。野獣の如く獰猛なデュエマスタイルから「血に飢えた狼（ハングリー・ブラッド・ウルフ）」の異名を持つ。
漫画版では冷酷で残忍なキャラとなっており、勝太達に危害を加えることもある。
アニメ版では牛丼屋から漂う匂いをおかずに白飯を食べる等、貧しい生活の中で三人の弟達の面倒を見ており、近づかれると気絶するほど女子が苦手という設定もある。一人称は「俺」だが、弟達の前では「兄ちゃん」とも言う。また闇文明使いの黒城凶死郎を連想させる風貌だが、普通に笑い、相手の健闘を素直に讃え、年長者に敬語を使うなど、そのワイルドな見た目に反して中身は普通の人間であり優しい一面も見せている。
ボクシングとデュエマで頂点に立ち、弟達を養う事を目的としており、日々アルバイトに明け暮れる勤労学生。同じ四天王のルシファーとは因縁があり、アニメ版ではデュエマが実現している。『VSR』ではデュエマ甲子園での準優勝で得た100万円の賞金を全てCM出演詐欺につぎ込む失態を犯した。更にハリウッド映画出演により得た50億円のギャラも同様の詐欺につぎ込まれたと思われたが、後に『VSRF』でコジローをモチーフとした玩具の製作費用として使われたと明らかになった。『VSRF』では弟達を裕福にする事と勝太との真剣なデュエマを行う事を目的にレアキラーズに加入するが、ドルマゲドンXの力により弟達が禁断に葬られた未来を見てレアキラーズの脱退を決意してバサラとデュエマをするが敗れ、ドルマゲドンXに取り込まれるが、後に第34話で生存が判明して禁断の星に捕食された勝太を激励し、第43話で勝太がドルマゲドンXを倒した事により救い出され、描写は無かったが弟達と再会し、その約7年後には着ぐるみ俳優として活躍している。ジョーが小学2年生の時点（12年後）では着ぐるみ俳優として役作りの為に実際に着ぐるみの巨大怪獣の姿で街を荒らす所業に及んだが、最終的に10兆円もの損害賠償を請求され、貧乏生活に戻る。
闇文明単色のファンキー・ナイトメア、デーモン・コマンド・ドラゴンデッキを使う。アニメ『VSR』からはダーク・ナイトメア、革命軍も加わり、『VSRF』ではデーモン・コマンド、イニシャルズ、マスター・イニシャルズのデッキを使用。
- 切り札
  - 「龍覇ウルボロフ」（アニメ・漫画共通） / 「滅殺刃ゴー・トゥー・ヘル、魔壊王デスシラズ」 / 「凶英雄 ツミトバツ」（全てアニメ「VS」） / 「魔狼月下城の咆哮」 / 「時空の悪魔龍 デビル・ディアボロスΖΖ（ダブルゼータ）、究極の覚醒者デビルディアボロスΖΖ」（アニメ「VS」） / 「獄龍刃 ディアボロス、破滅の悪魔龍ディアジゴク」（アニメ・漫画共通） / 「煉獄刃 ヘルフエズ、煉獄宮殿ヘルクライム、大殺壊ヘルセカイ」 / 「渇望の悪魔龍アスモシス」（全てアニメ「VS」） /「極・龍覇ヘルボロフ」 / 「極・魔王殿ウェルカム・ヘル、極・魔壊王デスゴロス」（全てアニメ「VS」・「VSRF」） / 「罪英雄クロノパギャラ」 （アニメ「VS」）/ 「悪魔龍王キラー・ザ・キル」（アニメ「VSR」・「VSRF」） / 「革命魔王 キラー・ザ・キル」 / 「暗黒鎧キラード・アイ」 / 「革命の裁門」（全てアニメ「VSR」） / 「魔の革命 デス・ザ・ロスト」（アニメ・漫画共通） / 「地獄の悪魔龍 デスゲイト」（アニメ「VSR」） / 「D2K ジゴクシヴァク」 / 「Dの地獄 ハリデルベルグ」 / 「大地と悪魔の神域」 / 「悪魔神ドルバロム」 / 「Kの反逆 キル・ザ・ボロフ」（全てアニメ「VSRF」） / 「魂喰いの魔狼月下城、魔狼の悪魔龍 ミナゴロッセオ」（漫画「VS」、アニメでは超次元ゾーンに置かれている）

毒島 サソリ（ぶすじま サソリ）
声 - 進藤尚美
四天王の一人。京言葉で話し、普段は地味でさえない格好だが、コジローの弟思いの優しさを見て一目惚れする。カエルの入れ知恵でそれからは今までとはまるで違った派手目な服装に変わるが、女子が苦手なコジローにはなかなか振り向いてもらえない。かつて町でチャンピオンを勝ち取った事もある実力の持ち主。
アニメでは一度男装の麗人としてマニッシュなスタイルをし、コジローにデュエマを挑んだが、敗北した。
自然文明単色のビーストフォーク號、ジュラシック・コマンド・ドラゴンデッキを使う。
『VSR』では、彼女と同じ姿をした「ヒロイン道場師範」も現れている。『VSRF』でも「サソリ・アンダーソン」なる人物が現われ、コジローがデュエマを行う姿を懐かしがる描写がある。
- 切り札
  - 「連鎖類覇王目ティラノヴェノム」 / 「龍覇サソリス」 / 「始原塊（ジュラシック・ハンマー）ジュダイナ、古代王ザウルピオ」 / 「始英雄ザウロディレクス」

赤城山 バサラ（あかぎやま バサラ）
声 - 福島潤、若井友希（小学生時代）
漫画版ではデュエマ甲子園で圧倒的実力を魅せる謎の少年。アニメではデュエマーランド元三幹部の一人でリーダーを務める。年齢は勝太より年上の設定。一人称は「俺」。左頬に傷痕がある。アニメ版ではスリルとスピードを愛し、スピードは「人類の進化の象徴」と語り、全世界の速度制限を無くす野望を持つ。アニメ版では「闇を駆ける紅蓮の彗星」と噂になっており、彼に負けたデュエリストは地下帝国に落とされる。
好きなものはエナジードリンクと赤いものと乗り物で、嫌いなものは遅いものと赤信号。
なおアニメ版では彼の父親であるジゴロ（声 - 内野孝聡）は世界最速のレーサーだったが、中学生時のレース中の事故で病院への搬送中に遅かったことで他界し、バイクとヘルメットと首のチョーカーは父の形見となった。またこの事故に絡んだ出来事が彼を最速へと駆り立てる原体験となった。アニメ『VSRF』第22話の回想シーンでは父の事故が彼のバイクを狙ったバイク商のオーナー(声 - 川津泰彦)が起こした事故であることが明らかになり、この時の不条理な体験が世界をゼロにするという目的につながり、レアキラーズを結成する動機となった。
『VSRF』からは右腕が異形になるなど徐々に禁断の力に浸食されており、後に完全にクリーチャーとなり人語を解さなくなり最後まで連いていく決意をしたNo.2を連れて宇宙へと飛び立ち世界と地球をゼロにしようとするが、勝太との最終決戦に敗れた後はドルマゲドンXの呪いで一度死亡したが、勝太の説明で知ったドラゴン龍の連絡によって事情を知ったプリンの宇宙船から放たれた光によって蘇生され、姿も禁断の力から解放され人間に戻り、左頬の傷も完治されて改心し、描写は無いもののその後は地上に戻り仲間達にこれまでのことを謝罪して和解した。
ジョーが小学2年生の時点（12年後）では自身の夢だったオートバイレーサーとして父親の遺志を受け継いで活躍し無敗のチャンピオンとして名を馳せており、優勝をし続けることを信条にし仲間達のサポートを受けている。風貌は父親を沸騰とさせるスーツを着用しさらに顎に髭が生えるなどワイルドなイケメンになり、小学生時代ほどではないが笑うことも多くなり穏やかな性格を手に入れている。なお、ジョーからは一方的であるが「師匠」または「バサラ師匠」と呼ばれている。
アプリゲーム『デュエル・マスターズ プレイス』では幼少時に母親を亡くしたと思われる設定が追加された。
アニメでは『VS』以降の世代のキャラで唯一ザキラと戦った男であり、"禁断"のカードを巡ってザキラと一戦交えているが、中断に終わった。
当初は火文明単色のソニック・コマンドデッキを使用。"侵略"カードにより、自分の3ターン目には勝負を決める「3（スリー）ターンキル」を得意とする。「ドキンダムX」を手に入れてからは封印解放の直後で勝負を決める「ワンショットキル」を習得。アニメ『VSRF』ではソニック・コマンド中心なのは変わらないが、その主戦力はD2フィールドやイニシャルズとなり闇も使っていたが、ルシファーとの対決で「ドキンダムX」を失ってからはマナを一切チャージせずに相手のコスト踏み倒しに反応する"侵略ZERO"クリーチャーを展開して勝負を決める「ゼロチャージキル」を操るようになった。「ドルマゲドンX」を手に入れてからは禁断爆発に特化した専用構築寄りのコマンドとイニシャルズのデッキを使用。改心後は侵略ZEROを採用しつつも禁断のカードが一切ない火・闇のソニック・コマンドを使用。アニメでデュエマを始めたばかりの頃は赤単のアウトレイジを使用していた。
- 切り札
  - 「轟く侵略レッドゾーン」 / 「轟速ザ・レッド」（全てアニメ『VSR』・漫画『VS』） / 「禁断」（アニメ『VSR』） / 「熱き侵略 レッドゾーンZ」（アニメ『VSR』・『VSRF』・『デュエル・マスターズ！！』・『デュエル・マスターズ キング！』） / 「伝説の禁断ドキンダムX（エックス）」（アニメ『VSR』・漫画『VS』） / 「業火の禁断エリア」 / 「禁断V モードス」 / 「Dの禁断 ドキンダムエリア」 / 「禁断V フィーダス」 / 「黒速 The ZERO」（全てアニメ『VSRF』） / 「ZEROの侵略 ブラックアウト」（アニメ『VSR』・漫画『VS』） / 「禁断の月 ドキンダムーン」（アニメ『VSRF』） / 「FORBIDDEN STAR〜世界最後の日〜、終焉の禁断 ドルマゲドンX」（アニメ『VSR』・漫画『VS』） / 「ZEROの暴走 デッドリー・ハイウェイ」（アニメ『VSRF』） / 「暴走獣斗（ぼうそうジェット） ブランキー」 / 「覇王る侵略 ドレッドゾーン」（全てアニメ『デュエル・マスターズ！！』） / 「Dの侵略 クリム・ゾーン」（アニメ『デュエル・マスターズ キング！』）

デュエマウス / 忠次郎（ちゅうじろう）
声 - 小林ゆう
謎のご当地キャラクター。アニメではデュエル・マスターズのテーマパーク『デュエマーランド』のマスコットキャラクター。口癖は「ぎゃっはー!」。漫画版ではバサラに絡まれている所で勝太と出会い、以来共に行動するようになる。アニメではデュエマーランド側に就いているようで、途中でビクトリー中学に転校し、勝太を監視するようになる。来場客の前で日常の小さな幸せ（いわゆる、あるあるネタ）を発表することが好き。中の人は長身の美形で、本名は「忠次郎」。着ぐるみをきている時はハイテンションだが、着ぐるみを脱いだ時はテンションが低めかつ冷静沈着かつ怜悧になる。雇ってくれた社長への忠誠心は高く、社長の右腕のような存在だが、その正体は社長が作ったロボットだった。忠次郎が入っているデュエマウス以外にも150体もいる。デュエリスト殲滅の一環としてから勝太をデュエマで負かすように社長から命じられたが、殲滅計画に異を唱えたことでデュエマーランドをクビにされ、以降勝太の家に居候する。『VSR』最終盤で牛次郎の野望を阻止するために自爆して壊れたが、のちに改心した牛次郎により新しく作り直された。『VSRF』では勝太に相手にされなくなったことからジョーが小学2年生になる5年前に悪の組織を作っていた（その組織の科学者としてバサラの仲間であるハカセや社長こと牛次郎の姿を確認することができる）が、紆余曲折あってあっさりと悪から足を洗う。
マナコストが9のクリーチャーを多用する、光文明単色のエンジェル・コマンドのデッキを使う。
- 切り札
  - 「九極デュエンジェル」（アニメ『VSR』・漫画『VS』）/ 「超九極チュートピア」 / 「一極マウチュ」 / 「五極ギャツビー」 / 「超七極Gio（ジオ）」 / 「極まる侵略G.O.D（ジーオーディー）」（全てアニメ『VSR』） / 「九極の精霊 マウリエル」（アニメ『VSRF』）

### 主要人物（ジョー編）
デッキー
声 - 佐藤せつじ
ジョーの前に突如現れたデッキケース。ジョーの描いた絵をクリーチャーにする事ができる。デッキーの口の中はクリーチャー世界に通じており、そこからジョーの描いたクリーチャーを出している。普段は誰に対しても丁寧な口調で喋るが､怒ると口調が荒くなる｡
デッキーはクリーチャー世界でドラゴンが絶滅している為、ドラゴンはクリーチャーにする事ができないと明言していたが、お尻を鍛える為に修行の旅に出る事になり、ドラゴンを産む事が可能になる。クリーチャーの存在を一般人に知られるとデッキーがただのデッキケースに戻ってしまうという設定である。デュエルマスター候補として見込んだジョーに、負けた者が命を奪われる「真のデュエル」を有無を言わさず行わせる一面もある。プロレス好き｡
キラ / 輝 ヒカル（キラ ヒカル）
声 - 豊永利行
切札ジョーの親友。ジョーより一つ年上である。ジョーの一番の理解者だったが、途中で外国に引っ越し、ジョーと別れた。2017年版にてジョーと再会している。母親（声 - 森永理科）がいる。
漫画版では喫茶たきがわ近くの空から転落したところを助けられる形でジョーと出会う。喫茶たきがわでるるの料理をお金を支払わずに食い逃げしたが、後に店に出頭し、素直な謝罪と共にお金を支払った事からるるに気に入られ、以降ジョーとも親睦を深めていく。ゼーロへデュエルを挑むが敗北し、一度は砂になって消滅してしまうが、ジョーがゼーロを倒した事で蘇った。
アニメ『キング』ではジョーと同学年という設定に改変された。『キングMAX』では飛び級で王立デュエマ大学に入学を果たした。
光文明単色のメタリカ、『キング』では水・光のチーム銀河、『キング！』および『キングMAX』光文明単色のレクスターズデッキを使う。
火の玉 ボルツ
声 - 白石稔
ジョーのライバルの一人。熊本県出身で日本全国をデュエマの武者修行で渡り歩いている。一人称は「俺ちゃん」で、「マジでBAD」が口癖。ラジカセを耳に付けてヘッドホン変わりに使い、スケボーで移動するファンキーな少年。空腹で行き倒れになったところをジョーに助けられ、ジョーと友達になる。
その後、レアカードを求めてデュエルマスターになろうとクリーチャー世界に足を運び、そこで「“罰怒”ブランド」と出会って意気投合、デュエルマスター候補になる。ジョーがビートジョッキー達を虐殺した犯人であると疑った事があるが、ジョーの行動を見て疑いが晴れて和解している。人間が入ってはならないクリーチャー世界に立ち入った事を理由にキラに命を奪われそうになるが、ジョーの友達ということでキラはボルツの命を奪えなかった。
アニメ『キング』ではジョーと同学年という設定に改変された。
火文明単色のビートジョッキー、『キング』では火・光のチームボンバー、『キング！』および『キングMAX』火文明単色のレクスターズデッキを使う。
うららか もも
声 - 豊崎愛生
ジョーのクラスメイト。姓が「うららか」で、名前が「もも」。トレードマークは蝶。好奇心旺盛な性格であり、興味のあることがあるとジョーを巻き込んで調べようとする。口癖は「もももー、もももー」。その正体は自然文明の姫であり、蝶のネックレスは生まれたときに自然文明の女王から貰ったものである。
アニメでは『キング』からようやくデュエマを披露し、自然文明単色のデッキを使う。
シャチョー
声 - 西谷亮
ジョーの同級生。サングラスを頭にかけ、上着を結んでマントのようにして肩にかけている。父親が会社社長でお金持ち。ハンターと古今プリ人が友達であり、しばしばジョーを「庶民」呼ばわりして仲間外れにする。アニメ版ではラーメン屋を推定数百万円でその場で買い取るシーンがある。
ムートピア主体の水文明単色デッキを使う。
アニメ『キング』・『キング!』では出番はなかったが、『キングMAX』第13話で再登場した。
古今 プリ人（ふるこん プリと）
声 - 森永理科
ジョーの同級生。小柄で丸渕メガネをかけており、禿げ頭につば付きのベレー帽という出で立ちをしている。カードコレクターであり、珍しいカードを集めてコンプリートするのが趣味。デュエル・マスターズシリーズのキャラクターとしては珍しくカードスリーブを使用し、カードは手で触れずピンセットで扱う。口癖は「～プリ」で、ジョーに対してはお尻を振って馬鹿にする態度をしばしば取る。筋トレや「アゲアゲ・マイコー」の能力で筋肉質になり等身が高くなる､「はずれポンの助」が当たらず精神がおかしくなる等3人の中で一番変化が激しい｡
マフィ・ギャング主体の闇文明単色デッキを使う。
アニメ『キング』・『キング!』では出番はなかったが、『キングMAX』第13話で再登場した。
ハンター
声 - 武田幸史
ジョーの同級生。テンガロンハットにジャケットを着用し、腰にロープを垂らしたトレジャーハンターのような格好の太った少年。ジョーに対して「これは決定事項である!」と有無を言わせない振る舞いが目立つ。テストの点数は極めて低く、一桁台がざらで0点も珍しくない。
グランセクト主体の自然文明単色、『デュエル・マスターズ！』からはマフィ・ギャング主体の闇文明単色デッキを使う。
アニメ『キング』・『キング!』では出番はなかったが、『キングMAX』第13話で再登場した。
キャップ
声 - 市川太一
ジョーのライバルの一人。「天国行こうぜ！！」が口癖。とても明るい性格。ギャップという双子の兄がいるが、兄はジョーがゼーロを倒した後デュエマでキャップに敗北し消滅した。
アニメ『キング』ではジョーと同学年という設定に改変された。
水文明単色のトリックス、『キング』では水・自然のチームウェイブ、『キング！』および『キングMAX』水文明単色のレクスターズデッキを使う。
ゼーロJr.(ジュニア)
声 - 森田成一
ゼーロとプラネッタの息子で、ジョーの新たなライバルの一人。父の仇であるジョーを打ち倒すため地球にやってきた。だが父とは違い世界の破滅は望んでおらず、父からクリーチャーワールドを護ったジョーに感謝の念も抱いており、死んでほしくないとも述べている。
アニメでは父親のことを知っており、ジョーに対しては固執しているだけにしている。漫画版で実現しなかったジョーと2回デュエマを行い、敗北したものの実力は認めている。
水・闇のチーム零のデッキ、『キング！』からは闇文明単色のレクスターズデッキを使う。
ゼーロ
声 - 森田成一
闇文明のデュエルマスターである闇の王｡
『デュエルマスターズ!!』のラスボス。

### 主要人物の関係者
闇執事 / ギニョール
声 - 青山穣
ゼーロに仕える小柄な三つ目の執事。
ゲジスキー
声 - 岩田安宣
ゼーロに仕えるマッドサイエンティスト。2019年版の第37話でジョーとデュエマした後で消滅。
ゲオルグ・バーボシュタイン
声 - 石井康嗣
ゼーロが生み出した闇の工場クリーチャー「メガロ・デストロイト」の工場長。
トテント
声 - 富岡美沙子
トンボ
声 - 丸山有香
カブト鬼
声 - 武虎
自然文明ガイアハザード四天王の一人。
でんでん
声 - 近藤浩徳
自然文明ガイアハザード四天王の一人。
ミノマル
声 - 内田彩
自然文明ガイアハザード四天王の一人。
ミノガミ
声 - 内田彩
ミノマルが覚醒した姿。
ハニーQ
声 - 國立幸
自然文明ガイアハザード四天王の一人。
女王
声 - 國立幸
自然文明を治める女王で、ももの実の母親。初登場時から長らくデュエマシーンがなかったが、アニメ『キングMAX』にてジョーとデュエマを行った。

### 王来学園の学園長と生徒達
ジェンドル
声 - 興津和幸
王来学園の学園長。
ハイド（天王子ハイド）
声 - 土岐隼一

ヒミコ（縄文ヒミコ）
声 - 諏訪彩花

エスパー・マギ
声 - 大畑伸太郎

ジェレミー
声 - 土田大

マスオ課長
声 - 佐藤美一

ソイ
声 - 高木渉

ササミ
声 - 末柄里恵

アミノ
声 - 伊原正明

鬼札アバク
声 - 木村良平

### 主要人物（ウィン編）
邪神くん
声 - 羽多野渉
ウィンの手により1万年の眠りから目覚めた伝説のクリーチャー。宇宙を滅ぼすほどの力を持ち、人を殺すことも厭わない残虐なクリーチャーだが、デュエル中しか十分な力を発揮出来ないため、ウィン達とは持ちつ持たれつの関係でいる。タコさんウィンナーが大好物。
ウガタ（穿田見）
声 - 小林大紀
マイハマ学園の生徒でウィンの同級生。もじゃもじゃの髪にメガネをつけ、下駄を履いた小柄な少年。とても疑り深く慎重な性格。
本能寺 カレン（ほんのうじ カレン）
声 - 大久保瑠美
『WIN』のヒロイン。白いハットにワンピース、緑の髪が特徴の可憐な女の子。マズキとケンドラに絡まれていたところをウィンに助けられ、以降ウィンと仲を深めていく。その正体は霞ヶ関家に代々仕える忍の一族の一人であり、一族の名にかけて様々な汚れ仕事を引き受けてきたという。忍であるために驚異的な身体能力やデュエルの実力を持つ。
アニメ『決闘学園』では彼女の友達4人組(声 - 白田千尋・月城日花・京花優希)がいる。その後はD4に加入する。
・切り札「聖カオスマントラ」
いいやん
声 - 稲川英里
ウィンの友人。セーラーキャップを被った小柄な少年で、「いいやん」が口癖。
うんちく
声 - 阪口大助
ウィンの友人の一人で、背の高い糸目の少年。語尾に「知らんけど」とつける癖がある。何かにつけてウンチクを披露する。
ランナー
声 - 松田利冴
ウィンの友人の一人。顔にそばかすがある、ジャージを着用した少年。走ることが大好き。
マズキ
声 - 松田健一郎
悪人面をした不良の男。ピコピコハンマーでいいやんを殴り、カレンを脅すなど乱暴な性格。常に口にカードを咥えている。アニメでは「まずまず」や「まずいぞ」が口癖。
アニメではマイハマギャングと呼ばれており、続編の『決闘学園編』ではケンドラ共々マイハマギャングから足を洗い、マイハマ学園に入学したが、退屈な授業に辟易して「カツアゲサイコー部」なるものを作ろうとしたが、ウィンにまたしても敗退、「デュエマさいこークラブ」に入部する。仲間になってからは、部の仲間たちを気遣う様子を見せているが、過去のツケと言わんばかりにケンドラ共々損な役回りをさせられることも多くなった。
ケンドラ
声 - 福島潤
マズキと行動を共にする不良の男である弟分で、たらこ唇が特徴的な背の低い小太りの少年。一人称は「俺」。
続編の『決闘学園編』ではマズキと共々マイハマギャングから足を洗い、マイハマ学園に入学し、デュエマさいこークラブに入部する。シラハマでは盗みやイカサマを繰り返していたが、ウィンにクラブに誘われてから楽しんでおり、感謝しているため、ファルゴの卑劣な行いにはかつての自分を重ねたのだろう、激怒して真っ向勝負を挑み、結果は善戦虚しく敗北したものの、自身のデッキが防御型であったことが幸いし、結果としてファルゴの不正を暴く時間を稼ぐことに成功した。
アニメではデュエマができ、光・水・闇のヘブンズ・ゲートデッキを使用する。
・切り札「電磁魔天イエス・ザナドゥ」
エリザ
声 - 南早紀
ウィンたちの担任を務める小学校教師。

### 主要人物の関係者
プリンス・カイザ
声 - 阿座上洋平、京花優希（幼少期）
関東最強のデュエリスト集団「D4（ディー・フォー）」を統率する少年。マイハマ学園の生徒会長で、まだ子供でありながら大手企業の社長を務めている秀才。革新的な性格で、旧弊な大人たちを嫌っている。火文明単色のボルシャックデッキを使う。
・切り札「轟炎の竜皇ボルシャック・カイザー」「覇炎竜ボルシャック・ライダー」
覚知山ボウイ
声 - 河瀬茉希
D4に所属する少年。ベリーショート風の髪型をしている。チバの南一帯に影響力を持つ一流家系の御曹子。D4では最年少で、通称「黄金の守り人」。カイザとは小学生時代からの付き合いで、彼を強く尊敬している。
光文明主体のメカ・デル・ディネロのデッキを使用する。
霞ヶ関ファルゴ
声 - 田中進太郎
D4の一員で、リーゼント風の髪型をした長身の男。霞ヶ関の街を支配しつつ政界との繋がりをも持つ御曹子で、デュエルだけでなくスポーツの腕も秀でているエリートだが、短気で高慢、かつ粗暴。それゆえカイザに叱責されることもしばしぱ。
艶福家であり、マイハマ学園ではアニメ版のみファルゴガールズなるチアガールズ集団がいるほど。
自然文明主体のジャイアントデッキを使用する。
最上川イッサ
声 - 上西哲平
D4の副隊長にしてカイザの片腕。普段は寡黙だが非常に天然な性格で、間の抜けた発言で場を凍らせることがある。ボウイ曰く「それさえなければ完璧なデュエリスト」。俳句を嗜んでおり、デュエル中に句を詠むことで精神を研ぎ澄ませる。
水文明主体のマジックデッキを使用する。
リッパー教授
声 - 竹本英史
白塗りの顔にサングラス、黒いハットと緑のスーツに身を包んだピエロのような風貌の不気味な男。誰に対しても常に丁寧語で接する。マイハマ学園の教職員で、学園を包む不穏な闇の気配を察知して世界旅行から帰還した。

### 切札一家
切札勝舞、切札勝太、切札勝利については上記の主人公および主要人物を参照。勝太曰く「代々遊び人の家系」。
切札 舞（きりふだ まい）
声 - 雪野五月
勝舞と勝太の母親。名付け親はテクニカルアドバイザーとして本作に貢献した中村聡（NAC）。
マジック：ザ・ギャザリング時代
家事は、れく太や（デュエルに負けたときの）勝舞に任せきり。
デュエル・マスターズカード時代
勝舞が誰かとデュエルで負けた場合、その日は料理以外の家事を全部勝舞にやらせるルールを作っている。れく太が家に来た時は、れく太に家事全部をやらせるのも定番。『ビクトリー』においてもカツドンに小間使いをさせている。デュエルでは「ドラゴンマスク」となる事がある。ワイバーンを中心とした火・自然・水のデッキを使用。
『VS』アニメ版では彼女の実家が土瓶村にあった事が判明した。なお、地元では「土瓶レディ」の通り名を持つ。
アニメでは『チャージ』で「無双竜騎ボルバルザーク」（現在はプレミアム殿堂である）のデッキと「聖天使グライス・メジキューラ」のデッキの2種類を使用。『VS』ではデュエマ甲子園エリア予選の2回戦の対戦相手として勝太の元に立ちはだかった。
- 切り札
  - 「聖剣炎獣バーレスク」

切札 勝三（きりふだ かつぞう）
声 - 青森伸
勝舞と勝太の祖父。勝利の父親にあたる。83歳。『ビクトリー』が初出で勝太の面倒を見ている。よほどのデュエル好きで、かなりの腕前。常に「勝」の一文字が刻まれた兜を着けている。
アニメ『ビクトリー』の終盤で切札家の基本とも言える、マナブーストと「コッコ・ルピア」のコスト軽減によってドラゴンを展開する火・自然中心のデッキを使い、後攻5ターン目に20体ものクリーチャーを召喚する離れ業を見せた（現在はこの時使われた「母なる紋章」がプレミアム殿堂で不可能になっている）。
- 切り札
  - 「ボルバルザーク・エクス」 / 「ボルシャック・ドラゴン」 / 「母なる紋章」

勝丸（かつまる）
声 - 嶋村侑
勝太のペットの犬。勝三同様『ビクトリー』からの登場で、兜を着けている。
切札 勝Z（きりふだ かつぜ）
声 - 稲葉実
勝太の先祖（曾祖父）。勝三の父親。
アニメでは『VSRF』で登場し、「ハムカツ団の爆砕Go!」を勝太に託した。
- 切り札
  - 「ボルシャック・ドギラゴン」（アニメ『VSRF』）

### 斬札一家
斬札ウィンについては上記の主人公を参照。
斬札 ガッツ 〈パパリン〉（きりふだ ガッツ）
声 - 菅原雅芳
ウィンの父親。一人称は「ワシ」。キャラクターデザイナーをしながら、ウィンを男手一人で育てている。エリザに想いを寄せている。アニメ版では火文明を主体としたデッキや「ガチャンコ ガチロボ」デッキなど様々なデッキを使用しており、漫画版ではジョーカーズデッキを使用。
- 切り札
  - 「ジョギラゴン＆ジョニー ～Jの旅路～」/「ボルシャック・ドギラゴン」（アニメ『WIN』）

源さん
声 - 大畑伸太郎
斬札家でウィンとパパリンとともに暮らしているタコアザラシ。デュエマについて詳しい。普段は「キュー」と鳴くだけだが、時折人間語を話すことがある。

### 主要人物の仲間

#### 初代 - 『SX』編
ゴブリン
声 - 麻生智久
マジック：ザ・ギャザリング時代から登場。デュエルの神殿（正式名称「JDC」）にて、神殿の案内人。ゴブリンに似ているため、勝舞達に勝手に名付けられる。当初は「ゴブリン」と呼ばれるのを嫌っていたが、本名として定着し、伍大翔達が神殿に来た時は「念仏エルフィン」と言われ、自分で「ゴブリン」と名乗っている。昔はデュエルマスター・ヤエサルに仕えていた。外見に関しては胡散臭く思われることもあるが、性格はまともであり、不正を許さない常識人。

神谷 透（かみや とおる）
声 - 福山潤
漫画ではマジック：ザ・ギャザリング時代のみの登場。勝舞とともに神殿で修行をしたデュエリスト。連勝で浮かれていた勝舞にメタゲームの重要性を示す。当初は陰険な性格であり、「神の怒り」「集い」などで勝舞の速攻を打ち破った事で増長していたが、最終決戦の際に敗北し、その後は改心して友人となる。
アニメ第1期では神殿の刺客として勝舞と戦おうとするが、黒城に敗れる。
リキッド・ピープルとビーストフォークによる手札、マナを増やし進化へ繋げていく、自然・水デッキを使用。
切り札：「クリスタル・パラディン」 / 「大勇者ふたつ牙（デュアル・ファング）」
蛇美羅（じゃみら）
声 - 吉野裕行
マジック：ザ・ギャザリング時代に登場。神殿の修行の際、勝舞が最初に倒した相手。デッキは「ポイズンデッキ」。
自称「毒蛇王」の少年。口では偉そうにしているが、実際は神殿の中で一番弱かった。デュエル・マスターズカード時代にも番外編にのみ登場。伍大翔にでまかせを言ううちに尊敬され、勝手に師匠にされたが、負け続けている。
マスター
マジック：ザ・ギャザリング時代のみに登場。デュエルの神殿にいる男で、白凰の性格を変えた張本人。ガルドを恨んでいる。神殿編終了後は白凰の回想に登場しただけである。
最終回のカラーページでゼウスと同一人物なことが判明した。
アニメ「デュエル・マスターズ」では導師と呼ばれている。
ユーキ
声 - 檜山修之
超絶美形赤ちゃんで、ジョージに勝つほどの実力を持つ真のデュエリスト。移動用に自分が操縦する飛行機も持っている。落ち着いた態度が多いが、ホタルという彼女がおり、ジョージにからかわれて顔を真っ赤にする一面もある。
光単色のブロッカー中心のデッキを使う。
アニメ『VSRF』で事実上の初登場をはたしている。
切り札：「ダイヤモンド・カッター」 / 「銀界の守護者ル・ギラ・レシール」
ヤカンマン
声 - 下山吉光
グレート・バケツマンの部下。登場当初は素顔であるが、バケツマンの部下だと判明してからは頭にヤカンを被る。デュエルが強いだけでなく、自身の運動力や戦闘力も並外れている。勝舞をザキラの攻撃からかばって命を落とす。
光・水のデッキを使う。
切り札：「陽炎の守護者ブルー・メルキス」
キュースマン
ヤカンマンの息子。勝舞達と共に戦う決意をし、エジプトへ向かう。頭に急須をかぶっている。

#### 『ビクトリー』編
リキシ
声 - 梁田清之
オンセンの仲間。その名に相応しい巨漢。デュエルの戦法はパワフルで、「バフォフォフォ」と豪快に笑う。アニメでは「最強横綱ツッパリキシ」に憑依されていた。
火・自然・闇文明の3色で構築されたデッキを使う。
切り札：「雲龍ディス・イズ・大横綱」 / 「最強横綱ツッパリキシ」 / 「不知火（しらぬい）横綱ニバイ・ニバーイ」
シャチホコ
声 - 矢部雅史
オンセンの仲間。シャチホコを彷彿とさせる被り物とグラサンが特徴。勝利のためには手段を択ばない策士。語尾に「 - デスマス」と付けて話す。アニメでは「天下統一シャチホコ・カイザー」に憑依されていた。
火・光・闇文明の3色で構築されたデッキを使う。
切り札：「シャチホコ・GOLDEN（ゴールデン）・ドラゴン」 / 「天下統一シャチホコ・カイザー」 / 「地獄のMISSOKATSU（ミソカツ）・カイザー」

五朗丸（ごろうまる）
声 - 加瀬康之
チームエグザイルの一員。ぶっちゃけのパートナー。「 - じゃい」が口癖で、オヤジ臭い言動が特徴。時代劇が大好き。ホルンで強力な風を起こす。
ドロン・ゴーで「獣音鼓笛（マッターホルン）グローバル」に進化する。更に第43話では、「猛友情（バリバリフレンズ）五郎丸・G（グローバル）」に進化した。
ロビー
声 - 喜多村英梨
チームエグザイルの一員。ベんちゃんのパートナー。「 - でR（アール）」が口癖で、ベんちゃん同様計算能力が高い。また、コンピューターの操作も得意。ビームを放つ銃を持つ。
ドロン・ゴーで「絶超合金（ムッチャアルケミー）ロビンフッド」、「練金魔砲（オリハルコンウィザード）ロビン・チャンプ」に進化する。更に第43話では、「学友情（メチャンコフレンズ）ロビー・R（ロビン）」に進化した。
ニケ
チームエグザイルの一員。ヨーデルのパートナー。「アダモステー！」など奇妙な言葉を発し（アニメでは人語を喋らずサウンドエフェクトを用いている）、ヨーデルやロビーなどにはその言葉が理解できる。マフラーが伸び、ハサミに変化できる。
ドロン・ゴーで「宇宙美刃（コスモビューティー）ミケランジェロ」に進化する。更に第43話では、「愛友情（ラブリーフレンズ）ニケ・M（ミケラン）」に進化した。
「五郎丸・G」、「ロビー・R」、「ニケ・M」は、ドロン・ゴーで「友情集結（フレンズパワー）R・M・G（ロビン・ミケラン・グローバル）」となり、更に三人組（トリオ）ドロン・ゴーで再召喚可能。
ブータン
声 - 中原麻衣、柳田淳一（ブリティッシュ時）
チームエグザイルの一員。ゼロのパートナー。「 - ブー」が口癖。レイジクリスタルの力で世界の王にしてもらうためゼロに協力を持ちかける。矛を武器にしている。
アニメでは零のパートナー。零を熱愛しており、彼女にアプローチしては制裁を食らっている（本人はそれでも嬉しい様子）。勝太達よりも前に、覆面デュエリストの正体を知る。ドロン・ゴーで「地獄魔槍（ヘルブルース）ブリティッシュ」に進化する。
アニメ第36話では、オラクルの記憶を取り戻した零に連れ去られ、零とイズモの術によりオラクルの「神豚（シェントン）ブータンPOP（ポップ）」にされてしまう。同時にドロン・ゴーも「神豚槍（シェントンギヌス）ブリティッシュROCK（ロック）」「神聖牙（シェンチュリー）UK（ウルトラナイト）パンク」となってしまった。後の黒零VS白零の対決で、オラクルとしての黒零に対して本当の気持ちをぶつけ、白零のブータンはアウトレイジとしての「豚魔槍（ピギーブルース）ブータン」に戻り、白零を勝利へと導いた。更に第46話で、ウルトラ・ドロン・ゴー持ちの「豚乱舞（スリラーダンス） ブータン・ジャクソン」、「凶槍乱舞（スピアーダンス） デスメタル・パンク」に進化した。この時は進化したイズモに敗れてしまったが、第49話ではゾロスターに勝利した。
このキャラクターは作者が『デュエル・マスターズ』連載前に描いた読み切り漫画『でろでろブータン』に登場するキャラクターのスター・システムである。

#### 『VS』編
ジャスティス / 鎌瀬 正義（かませ まさよし）
声 - 佐藤はな
聖エンジェル中学「聖歌隊」の一人。名前こそ「正義」であるが、それをいいことに他人を屈服させようとするわがままな性格であり、漫画版ではブログを通じて気に入らない相手を陥れる歪んだ性格も見せている。苗字と相まって何かと「かませ犬」扱いされやすい。ジョーが小学2年生の時点ではルシファーの個人事務所であるエンジェル音楽出版の営業を務めている。
- 切り札
  - 「支配の聖霊龍ヴァルハラナイツ」 / 「再誕の精霊アルミウル」 / 「龍覇レグルスフィア」 / 「浮遊する讃美歌ゾディアック、賛美の精霊龍ハレルヤ・ゾディア」

ヘレン
声 - 冨岡美沙子
聖エンジェル中学「聖歌隊」の紅一点でルシファーの側近。「愛こそ全て」がモットーで常に笑顔、口調も礼儀正しく穏やかだが、その裏には本音が隠されており、アニメでは心の声が字幕で流れる。また本気で怒ると本性がむき出しになりキャラも変わる。『VSR』では字幕に声があてがわれている。ジョーが小学2年生の時点ではルシファーの個人事務所であるエンジェル音楽出版の社長を務めている。
- 切り札
  - 「導きの精霊龍サリヴァン」 / 「聖霊龍王ジーク・キャヴァリエ」 / 「聖霊龍王ヴィブロス・ヘブン」 / 「共鳴の精霊龍サザン・ルネッサンス」

井戸中 カエル（いどなか カエル）
声 - 松野太紀
サソリのクラスメイトで、舎弟。サソリにぞっこんで彼女を「お嬢」と呼ぶ。更に現在のサソリのスタイルを決めた張本人でもある。名前の如く蛙面をしている。また語尾に「ケロ」が付くが、地方出身者ではない。

寄成 ギョウ（きなり ギョウ）
声 - 速水奨
デュエマ甲子園京都代表。白い仮面で素顔を隠し不気味に笑う。性格が歪んでおり、相手を陥れ絶望を与える事に喜びを感じている。「からの〜」が口癖。漫画版ではデュエマの初心者で、通りすがりの勝太を交通事故から助けたのが縁で友人となる。
デッキは自然文明中心でありながら、マナを「全ての文明として扱う」能力による変幻自在な立ち回りを得意とする。
アニメ『VS』時代はその背後に牛次郎がいた（歪んだ性格はこの時のもので、強化薬物投与も絡んでいる）。『VSR』ではそれまでの非道な性格はバサラとの戦いでの完膚なきまでの敗北で鳴りを潜め、原作のように物腰と勝太に対しての対応が丁寧かつ優しくなる。語尾には「 - ニョロ」と付け、勝太への呼び掛けも君付けになる。しかし実は勝太へ復讐する為の演技で、裏では社長と繋がっており、勝太に協力するふりをして「ボルシャック・ドギラゴン」の情報を社長に送ったり、月に張ってあるシャボン玉状の膜を破った。勝太への復讐を果たした後はルシファーと対戦し、これに敗北するも、終わってみればルシファーとのデュエマは楽しかった様子であった。
- 切り札
  - 「邪帝類五龍目ドミティウス」 / 「龍覇イメン=ブーゴ」（アニメ『VS』） / 「邪帝斧（イビルトマホーク）ボアロアックス、邪帝遺跡ボアロパゴス、我臥牙（ガガガ）ヴェロキボアロス」（アニメ『VS』） / 「牙英雄オトマ=クット」（アニメ『VS』） / 「古龍遺跡エウル=ブッカ」 / 「龍覇ザ=デッドマン」（アニメ『VS』） / 「侵攻する神秘ニガ=アブシューム、五邪王（イビルキング）ニガ=ヴェルムート」（アニメ『VS』） / 「界王類邪龍目ザ=デッドブラッキオ」（アニメ『VS』） / 「界王類七動目ジュランネル」（アニメ『VSR』） / 「革命目 ギョギョウ」（アニメ『VSR』） / 「裏革命目 ギョギョラス」

御茶ノ水 博士（おちゃのみず ひろし）
声 - 杉山紀彰、冨岡美沙子(小学生時代)
バサラの仲間。アニメではデュエマーランド元三幹部の一人でメカニック担当。通称「ハカセ」。一人称は漫画版では「ぼく」、アニメ版では「私」になっており、『VSR』では時折「僕」や「俺」を使用したが、『VSRF』で「私」に戻った。語尾に「 - っちゃ」と九州弁を付ける。ギャンブルが好きで、わざと確率の低い方に賭けてそのスリルを楽しむ。アニメ版では人類全てをロボットに変えようとする野望を持つが、後に諦めた。
好きなものは当たりつきのアイスとロボットで、嫌いなものはフグと結果が決まっているもの。
アニメ版では普段は警備室でデュエマーランドを監視していて、デュエマは自分で作ったロボットに任せているが、かつてはその明晰な頭脳でデュエマで連勝した実力者であるが、簡単に勝ててしまう為に心から楽しむ事ができず、ある時あえて勝率の低いデッキで挑み、その困難を乗り越えて勝利した興奮と下記の過去から現在の性格になった。また、「絶対」という言葉を激怒するほど嫌うが、自分が言った場合は平気となる。
第42話で幼少期に両親は既に居らず、唯一の肉親であった祖母（声 - 佐藤はな）も成功率10%の手術に失敗して亡くなっていることが判明し、手術前の祖母に「10%を乗り切れれば、また博士と一緒に居られる」という言葉を貰い、語尾とスリル好きな性格、そして「たとえ低確率でも希望を捨てない勇気」を根底に受け継いでいた。その為、形見でもあった「超奇天烈 ベガスダラー」がゾンさんの能力で「S級不死 デッドダラー」に変えられた際は、「絶対」という言葉を使う程の激情を露わにしている。
ジョーが小学2年生の時点（12年後）では、ランボー、ナンバー2を始めとした仲間達と共にバサラの助手をしている。
水文明単色のマジック・コマンドデッキを使う。アニメ『VSRF』でドキンダム・ガチャによってランボーと合体してハカセンボーになった際は一度だけ火・闇のデッキも使用した。
- 切り札
  - 「超奇天烈 ベガスダラー」 / 「超奇天烈 マスターG」 / 「ドキンダムBLACK」（アニメ『VSRF』のみ）

江戸川 ランボー（えどがわ ランボー）
声 - 乃村健次
バサラの仲間。アニメではデュエマーランド元三幹部の一人で、デュエル・マ・スターカップでデュエル・マ・スターがなくなったデュエリストのデッキをバズーカで破壊する隠密任務を受けている。一人称は「ミー」または「俺」。マッチョで軍人の風貌をしており、「ラブ＆ピース(愛と平和)」が信条で平和を愛し何事も「平和的」を心がけているがそれは建前に過ぎず、時として周囲の被害を顧みず所かまわずバズーカ砲をぶっ放している危険な男。普段は筋力トレーニングや栽培をしている。地下帝国の出入口の帝国側にある雑貨屋の主でもある。
第42話でが「ハニー」と呼ぶ女性の存在が判明し、全てが終わった後は彼女と二人で花屋を経営するのが夢だと語っていた。
ジョーが小学2年生の時点（12年後）では、ハカセ、ナンバー2を始めとした仲間達と共にバサラの助手をしている。
自然文明単色のゲリラ・コマンドデッキを使う。アニメ『VSRF』でドキンダム・ガチャによってハカセと合体してハカセンボーになった際は一度だけ火・闇のデッキも使用した。
- 切り札
  - 「超獣軍隊 ゲリランチャー」 / 「獣軍隊 ランボンバー」/「超獣軍隊 ベアフガン」（アニメ『VSR』のみ）

No.2(ナンバーツー)
声 - 古川慎
バサラの親友でありレアキラーズの幹部。一人称は「俺」(アニメ版では第6話から使用)。名前には「バイクレースの頂点はバサラであり、整備士である自分は『No.2』としてバサラを支えたい」という意味が込められている。非常にバサラに心酔しており、彼の勝てない相手に勝てるような戦略を組み、バサラがナンバーワンであることに固執し、彼の為なら何でもすると豪語している。
アニメ版ではバサラに出会うまで幼少期から工場で働いている孤児のような生活をしており家族の有無や出生は明かされていない。自力でバイクを作れる程の腕前だったが、パワーが強すぎて誰も乗りこなせなかった。そんな中バサラのレースを見て「彼なら自分の作ったバイクを乗りこなせるだろう」と確信し彼に接近する。『VSR』時には別行動を取っておりレアキラーズの仲間をスカウトしていた。
ジョーが小学2年生の時点（12年後）では、仲間達と共にバサラの助手をしている。
水文明単色のソニック・コマンドデッキを使い、切り札である「禁断機関 VV-8」の禁断機動を駆使し、自身のターンを回す永久機関「エターナルマシンデュエル」を展開する。
- 切り札
  - 「Dの機関 オール・フォー・ワン」 / 「禁断機関 VV-8(ブイブイエイト)」 / 「D2W ワイルドスピード」 / 「D2W2 ギガスピード」 / 「サイバー・N・ワールド」（アニメ『VSRF』のみ）

### デュエルマスター
デュエルマスターというワードはシリーズ作において複数登場している。
漫画ではデュエルを極めし者で、凄まじく強いデュエリスト。元はヤエサル一人だったが、死の直前にデュエルマスターの証を7つに分け、世界中の7人の子供達に託した。デュエルマスターは、自分以外のデュエルマスターが近くにいる時に共鳴反応を起こす。『FE』でガルドに狙われ、トーイ、ホルス、エスメラルダが捕われたことがある。日本で世界大会が行われている時、全員が日本に集まった。
ジョージ釜本については#主要人物（初代 - 『SX』編）を参照
MTG使いの間では割と誰にでも使っており特定の基準はないようで名乗ったもの勝ちといった感じである。主に勝利に使われる事が多い。
アニメ無印&チャージでは勝利の通り名のような扱いで触れる程度で特にスポットが当たる事はない。
クロスでは世界で一番デュエマが好きな人とされている。デュエルマスターの証を持つものがデュエルマスターとなり敵のイエスマンがの証の居場所を探知できる能力を持っている。このイエスマンの正体こそ洗脳を受けていたデュエルマスターヤエサルである。洗脳されている間証はルートが保管していた
2017年版では全てのクリーチャーを統べるものとなっている。各文明ごとに一人のデュエルマスターが存在。
ヤエサル
声 - 梅津秀行
3年前のデュエルマスター。アイルランド沖の要塞島にガルドと住んでおり、ザキラの師匠でもある。勝利がザキラに敗れた後、102歳で老衰で息を引き取ったが、その直前にデュエルマスターの証を7人の子供達に託した。
アニメでは唯一無二のデュエルマスターでありザキラに襲われた後に洗脳されてイエスマンとなっていた。勝舞との三度目のデュエマに敗北し解放された後は世界大会を主催し老いた自分の代わりに優勝者にデュエルマスターの座を託そうと考えたがその計画は達成されなかった。

トーイ
声 - 高橋美佳子
南太平洋の名もなき島のデュエルマスター。登場時点ではデュエルマスターで一番幼いと言われていたが、後にジョージが「最年少デュエルマスター」とされている。父や長老も恐れる圧倒的な潜在能力を持ち、デュエルマスターになる前から真のデュエリストに目覚めており、ザキラとの戦いでは自分の島の半分を消し去るほど。ザキラに倒されて捕まるが、後にエスメラルダやホルスと共にジェドの手で脱出。その後はエスメラルダやホルスと共にザキラの呪いにかかっていたが、世界大会の前に解ける。『FE』1巻の時期から3年前に開催された世界大会では勝利とNACに同行した。『クロス』では火・闇デッキを使用。
アニメではデュエルマスターズ布教のために旅をしていた勝利との出会いにより世界大会へと参加、ベスト8まで勝ち進むもザキラの仲間に敗れる。
切り札：「暗黒王デス・フェニックス」 / 「暗黒鳳ゼロ・フェニックス」（『クロス』）

エスメラルダ
スペインのデュエルマスター。3年前にガルドに襲われた時に切札勝利に救われたが、同時にガルドによって両親と両足を失い、義足になっている。『FE』最終決戦まで車椅子に乗っていたが、決戦後にDr.ルートによって本物の足を移植されて歩けるようになった。
リッチを倒した勝舞と共にエジプトへ向かう。エジプトのトトの城の中でロボットに見つかるが逃れ、ザキラと戦う。「究極銀河ユニバース」を操りザキラを追い詰めるが、敗れて捕獲される。普段は眼鏡と帽子をつけているため不細工に見えがちだが、素顔は美人。勝舞に伝えてはいないが、勝舞を愛している。
切り札：「ザ・ユニバース・ゲート」 / 「究極銀河ユニバース」

ホルス
声 - 東さおり
エジプトのデュエルマスター。6歳で、泣き虫だが優しい性格。楽園（パラダイス）でジェドとデュエルをするまで一度もデュエルの経験がなく、デュエルマスターとして目覚めた時、心の中に抑えていたジェドへの怒りなどの感情が爆発し、ジェドにデュエルを挑む。ホルスが勝つが、カードを放したとたんに元の性格に戻り和解。直後にザキラに捕まるが、ジェドにより救出。
切り札：「超神星ヴィーナス・ラ・セイントマザー」
アニメでは「海王龍聖ラスト・アヴァタール」や「戦攻竜騎ドルボラン」を使用するも黒城に敗れた。

スカイ
声 - 牧口真幸
南極のデュエルマスターで、最強の闇使いの少年。子グマの時から育てていたサザンクロスとともに南極探検隊にまぎれて逃げてきたが、ガルドの追っ手に追いつかれ、対決直前に証をサザンクロスに託し、デュエルマスターにする。ガルドとデュエルするも敗北し、死亡した模様。
原作では名前が不明で、顔もはっきりとしていないが、『クロス』では「スカイ」という名前で登場。一人称も原作では「オレ」に対し、アニメでは「僕」。原作でNACと面識がないのに対しマッキーと知り合い。デュエルマスターの設定はないが強いデュエリストらしく黒城から興味を持たれる。バベルに狙われて戦い生死不明となり、回想シーンの扱いで59話と60話に登場。サザンクロスに「死神の邪蹄ベル・ヘル・デ・ガウル」を託し、黒城の新たな切り札となる。

サザンクロス
声 - 田中完
スカイに証を託されてデュエルマスターとなった熊。顔に大きな十字の傷がある。勝手に黒城に懐き、黒城は邪魔に感じている。勝舞がザキラを倒した後は日本を離れていったが、その後も黒城と行動を共にしている模様。黒城には「クマ公」と呼ばれる。

ウマ・カーン
声 - 嶋村カオル
インドのデュエルマスター。勝舞とザキラの決戦中に日本に到着し、「ヘヴィ・デス・メタル」の危険性を話す。
アニメでは「神羅トルネードムーン」などを使用したがキサナドゥに敗れる。

ピクシー
声 - 城雅子
アメリカのデュエルマスター。アメリカで遊んで暮らしていたが、幽に説得されて日本へ。勝舞とザキラの決戦中は非常に真面目な態度が見られる。自分のデュエルを「天才的デュエル」と呼び、「超神星ビッグバン・アナスタシス」から5体神を揃えるコンボで幽を圧倒するほど。

### ガルド（「不亞家」および「不亞一族」）
最悪のデュエリスト集団。マジック時代より「ガルド」の名称は登場していたが、勝舞とザキラの直接対決で勝舞が敗れた後、不亞家＝ガルドである事が明かされる。「不亞家」と称しているが、ザキラと幽以外には血縁関係はなく、世界中から集められた者達やザキラの旧友らによって構成されている。
真のデュエルで敗れない限り死ぬ事はないが、一員となる時に交わした契約を破ると死んでしまう。UFOのような飛行機を使っているが、超能力を含むこれら全てはアダムが用意したものであったとSXにて明らかとなる。全部で26人おり（幽を除く）、それぞれAからZまでの称号を持ち、Zに近い称号を持つ者程に実力は高く、その中でも特に強いR〜YはアフターR（アフターレボリューション）と呼ばれる。Aより下の者には数字が与えられる（1が最も強い）。
かつてはデュエルマスターを守るためだけに生まれてきた者の集団で、悪の組織となったばかりの3年前は、1000兆円の財産を持つ大富豪でもあった。長はかつてはZの称号を持つゼウスであったが、ゼウスはザキラに倒され、Zの称号がザキラのものとなる。デュエルマスターを守っていた頃、何百何千の仲間が散っていったことからザキラはデュエリストに憎しみを抱き、デュエルマスターの証を得ることとデュエリストの全滅を企む。
不亞 ザキラ（ふあ ザキラ） / Z（ザキラ）
声 - 安元洋貴、田中敦子（幼少期）
ガルドの長。イギリス出身。ザキラという名前はゼウスとのデュエル決着後に、オアシスから授かった。旧名はコードネームNo1だが、それ以前の名前は不明である。3年前、世界大会に集まった全てのデュエリストを倒している。Dr.ルートやNAC（『チャージ』ではナイト）がその強さを恐れ、デュエルマスターのトーイやエスメラルダ、世界最強と言われた勝利を倒し、日本一となった勝舞を二度も倒すほどの実力者。初登場時はDr.ルートとNACを前に相手が悪いと判断したが、理由は不明。悪を嫌う自分の妹をしもべとして利用したり、「人の命はカード1枚より軽い」と言うなど、非常に冷酷な性格。4年前にゼウスを倒しガルドのリーダーとなった時に13歳である為、現在の年齢は17歳。
闇文明と火文明を合わせたドラゴンやダークロード、フェニックスが主力のデッキを使用。デュエルでは敗北しなくとも大きなダメージを受ける場面があり、原作では勝舞との2戦目での「ボルスレッド・ファイアー・ドラゴン」による攻撃で左腕を消滅している（FEにて鋼鉄の義手を装着）。エジプトではエスメラルダとの戦いで服が破れ、治療の途中、UFO墜落のダメージに加え、インドを襲撃した際に入手した三体神攻撃時の衝撃から絶対安静状態となっていたが、世界大会にて勝舞を倒すべく三体神「ヘヴィ・デス・メタル」を携え出向く。デュエルマスターではないため神の裁きで滅ぶはずであったが、神に認められかつての肉体に再生。勝舞を窮地に追い詰めるが、4年前に勝舞と白凰が一緒に作ったデッキに敗北。
SXでは南極で偽キサナドゥの攻撃からアッシュをかばい重傷を負い、拉致される。その後偽キサナドゥより精神干渉を受けるが、全てザキラの計算どおりに事態は進んでいた。期が熟した頃、ザキラは偽キサナドゥの拘束を掻い潜り、逆に操りアダムを倒すため接近するも敗北し、アッシュと共に死亡する。
しかし、数年の月日が流れ、新たに誕生した火山島のマグマの中で、地球を母体に新たな生命として生まれ変わる。駆け付けた宿敵・切札 勝舞が発した「ザキラ」という言葉とロマノフ一族の呼び声に呼応して、ザキラとしての人格と記憶を取り戻した。無敵の体を得たザキラには「ボルメテウス・ホワイト・ドラゴン」の攻撃すら通用せず、全宇宙に復讐すべく翼を生やして宇宙空間に飛び立った。
学生時代は15歳で一流大学に飛び級合格する秀才。そこで初めてアッシュと出会う。社会を知る為に大学に入ったが、つまらなかったという印象しか持てず、退屈な世界をデュエル・マスターズカードで変えてやろうと思っていた。
『チャージ』では勝舞との最終決戦に、「バルキリー・ドラゴン」と「バルケリオス・ドラゴン」を複数使用する勝舞に対し、「メタルカオス・ドラゴン」に「バジュラズ・ソウル」と「エクスプロード・カタストロフィー」をクロスした攻撃でマナとクリーチャー、手札を大量破壊し絶望的な状況に追い込み勝利する。
『クロス』でも勝利、白凰、黒城の誰も勝てない圧倒的な強さを誇る。勝舞にも一度は勝ち、2戦目でも勝舞を絶望させるほどの強さを見せるが、ザキラには永遠にデュエル・マスターの証を手にできないと気づいた勝舞に敗れる。その後は合法的にデュエマ界を我がものとするため、自身は勝舞に負けたことによる傷を癒しつつ、手下を世界大会に出場させ、勝舞達の妨害をし、各地のデュエリストを倒して恐怖を植え付けさせている。大会で復讐しようとしたが、結局は敗北して姿を消した。
その後、アニメ『VSR』にて下半身を岩と融合したような半石化状態ともいえる姿で登場し、"禁断"のカードを巡りバサラと戦う。侵略クリーチャーなど最新のカードを使うバサラに対し殆どが『クロス』以前のカードで構成されたデッキを用いながらほぼ互角の勝負を見せるも、洞窟の崩落で勝負が中断すると共に再び姿を消した。
- 切り札
  - 「凶星王ダーク・ヒドラ」 / 「暗黒王デス・フェニックス」 / 「超神星アポロヌス・ドラゲリオン」 / 「黒神龍グールジェネレイド」 / 「龍神ヘヴィ」 / 「龍神メタル」 / 「破壊神デス」 / 「暗黒凰ゼロ・フェニックス」 / 「邪眼皇ロマノフI世」 / 「大邪眼バルクライ王」 / 「メタルカオス・ドラゴン」（『チャージ』） / 「バジュラズ・ソウル」（『チャージ』） / 「エクスプロード・カタストロフィー」（『チャージ』） /「邪眼皇アレクサンドルIII世」（『クロス』） / 「超神星DEATH（デス）・ドラゲリオン」（『クロス』） / 「大邪眼バルクライ王」（『クロス』） / 「邪眼将デス・ロマノフV世」（『クロス』） / 「時空の封殺ディアスΖ（ゼータ）、殲滅の覚醒者ディアボロスΖ」（『クロス』）/「オールデリート」（『VSR』）

不亞 幽（ふあ ゆう）
ザキラの妹。上記の不亞 幽を参照。

アッシュ（A）
声 - 水田わさび
不亞家最弱のデュエリスト。火・水デッキを使用。イギリス出身。原作では出番が少なかったが、『チャージ』では登場が多い。『クロス』以降では登場していない。SXで偽キサナドゥに仲間の大半が殺されるが、ザキラに命を救われ、勝舞達に助けを求める。
元々は非常に優秀な頭脳で、わずか3歳で一流の大学に入学していた。そのため他大生からひどいいじめを受けていたが、ザキラとオアシスに出会い、デュエル・マスターズカードの面白さを知ると共に、ザキラと深い親交を持つようになった。
切り札：「猛菌剣兵チックチック」

ブラー（B）
声 - 小林希唯
原作ではジェイソンの台詞に名前が出た以外は、ガルドメンバー集合の際に登場。語尾は「ブラ」。ケニア出身。
『チャージ』では火・水デッキで「クリスタル・パラディン」や「襲撃者エグゼドライブ」を使用。黒城の「悪魔聖霊アウゼス」に敗れる。
『クロス』では回想シーンにて、ジョージを拾ったキャサリンと戦うが敗北。世界大会2次予選ではジョージとの因縁の対決となり、対戦中の言葉でジョージを精神的に追い詰めて仲間にしようとするが、キャサリンの声に励まされたジョージに逆転され敗北。なお回想シーンでは水単色デッキだったがジョージとの試合では火・闇デッキを使用した。
切り札：「クリスタル・パラディン」（『チャージ』） / 「襲撃者エグゼドライブ」（『チャージ』） / 「クリスタル・アックス」（『クロス』） / 「弾丸透魂スケルハンター」（『クロス』） / 「邪神C（チェスター）・ロマノフ」（『クロス』） / 「邪神R（ロック）・ロマノフ」（『クロス』）

チャッピー / 車掌さん（C）
声 - 三宅健太
不気味な格好をした男で、不亞城に向かう途中で勝舞と戦うが敗北。マレーシア出身。闇単色のヘドリアンデッキを使う。
『チャージ』では闇・自然を使用。
『クロス』では回想シーンでジョージを狙うが敗北。その後、火・闇デッキを使い白凰と対戦する。白凰を精神的に限界まで追い詰めるも、「白騎士の無限龍ウルフェリオス」のメテオバーンで敗北。
切り札：「凶星王ダークヒドラ」 / 「憤怒の猛将ダイダロス」（『チャージ』） / 「パワード・スタリオン」（『チャージ』） / 「邪神M（マッド）・ロマノフ」（『クロス』） / 「魔弾クリティカル・デストロイヤー」（『クロス』）

デリシャス（D）
声 - 松来未祐
不亞城の見張り番で、いつも眠たそうにしている。ニュージーランド出身。
『チャージ』で勝舞を襲った最初のガルドである。
『クロス』では世界大会1次予選で勝舞と戦い、勝舞を眠くして追い詰めるが、勝舞は「ボルシャック・NEX」に起こされ、一気に逆転され敗北。デッキは自然主体。
切り札：「雷炎賢者エイジス」（『チャージ』） / 「伝説のサンテ・ガト・デ・パコ」（『クロス』） / 「呪林の格闘士フォクシー」（『クロス』）

エルリオ（E）
声 - 根本圭子
不亞城の見張り番だが、泣き虫。『FE』で服装が変わった。ニュージーランド出身。
『チャージ』では「悪魔神ドルバロム」のカードその物に意識を乗っ取られて黒城と戦う。その後デュエルに敗北し「ドルバロム」は黒城の手に渡る。その際は闇・自然のマナブーストを得意としたデッキを使うが、本来は光・火のデッキを使用。
『クロス』では世界大会1次予選で黒城と戦うが敗北。
切り札：「鬼面妖蟲ワーム・ゴワルスキー」（『クロス』） / 「死皇帝ハデス」（『クロス』）

フォース（F）
声 - 山口眞弓
不亞城の門番。目はヘアバンドのような物で覆っていて、巨大な鍵を持っている。デリシャスやエルリオとは昔からの親友（3人揃ってデッキが光と火で構成されているのはこの為）で、不亞城に来た時は新たにブラーやチャッピーとも友情を結ぶ。5人の中ではリーダー的存在。オーストラリア出身。
『チャージ』では「友情を捨てた」と発言し、勝舞を追い詰めるが、逆転され敗北する。
『クロス』では光・水デッキを使い世界大会1次予選で白凰と戦い苦戦させるが、白凰は一気に勝負をつけた。
切り札：「グロリアス・ヘブンズアーム」 / 「天海の精霊シリウス」（『クロス』）

ゲドー（G）
声 - 樫井笙人
白凰の母親を殺し、勝利に呪いをかけ、白凰を攫った張本人。イギリス出身。白凰を洗脳し、彼の側近となる（本人は「これは洗脳ではなく再教育」と主張している）。初登場時（白凰の母親を殺した時）は全く別の姿をしていた。切札家のカード強奪に失敗した後にザキラが構築した水・闇デッキを手に入れ、更に切札家のカードによって火傷を負った体に改造手術を施し、今の姿になった模様。
切り札：「魔皇グレンベルク」

ヘンドリクス（H）
声 - 酒井敬幸
鋼鉄の手を持ち、唯一覚醒したカードを掴む事ができる野生児。クアトロに育てられたが失敗作だという。光・水・自然のデッキを使う。その外見のわりに「雷鳴の守護者ミスト・リエス」や「パクリオ」などトリッキーなクリーチャーを好む。バナナ（特にエクアドル産）が好物。ブラジル出身。偽キサナドゥに殺される。
『クロス』ではイメルダと共に世界大会2次予選最初の相手として登場するが勝舞に敗れる、この時はゴッドデッキを使用。
切り札：「バイオレンス・ヘヴン」（『クロス』）

イメルダ（I）
声 - 千葉千恵巳
通称「おちゃめデュエリスト」。よくヘンドリクスと共に行動する。おもちゃのギロチンを使ってれく太を人質に取り（アニメでは檻に閉じ込めたれく太をヘンドリクスの口に放り込む）、勝舞から覚醒したカードを奪う。アルゼンチン出身。
『チャージ』では「ラッキー・ダーツ」を効率よく使う為、デッキの殆どが呪文になっている特殊な光・火・自然デッキを使用。
『クロス』では世界大会2次予選に登場。自然・水・光・闇の4色ゴッドデッキを使い、真のデュエマを発動して龍牙を倒す。その後の勝舞との戦いでも勝舞を追い詰めるが、「ゼン・アク」を倒され敗北。
切り札：「ラッキー・ダーツ」（『チャージ』） / 「超絶神ゼン」（『クロス』） / 「究極神アク」（『クロス』） / 「創造神サガ」（『クロス』） / 「蒼神龍スペル・サモニオン」（『クロス』） / 「神誕の大地ヘラクレス」（『クロス』）

ジェイソン（J）
声 - 石野竜三
顔が「J」の形になっている不亞幽の教育係の男。相棒のキルミーと共に白凰や勝利と戦うが、いずれも敗れている。勝利に敗北後、リッチに止めを刺される。身に纏っているマントはキルミーの針のミサイルでも貫かれない。その後、ガルドメンバー集合の際に姿を大幅に隠して登場。『SX』では元の姿に戻っていた。ドイツ出身。『SX』でアッシュを逃がす為に偽キサナドゥの分身と戦うが、その多さに圧倒され死亡。光のグラディエーターデッキを使用。
『クロス』では世界大会2次予選の最後で勝舞と戦うが「ボルメテウス・武者・ドラゴン」の能力で切り札を破壊され攻め手が尽き敗北する。光・闇のブロッカーデッキを使用。
切り札：「聖皇エール・ソニアス」 / 「光器マリアンナ」 / 「神羅ダークネス・ロマノフ」（『クロス』）

キルミー（K）
声 - 増田ゆき
ジェイソンと同じく不亞幽の教育係で、幽にデュエルを教えた女。アッシュとイメルダの教育係でもある。ジェイソンと共に記憶を奪われた白凰に倒された。服からは強力な針のミサイルが発射される。ガルドメンバー集合の際は姿を大幅に隠して登場し、『SX』で元の姿に戻っている。デンマーク出身。『SX』でアッシュを逃がす為に偽キサナドゥの分身と戦うが、その多さに圧倒され死亡。マナコスト3以下のカードだけで組んだ、速攻型の火・自然デッキを使用。
アニメ『クロス』では白凰の母の敵として登場しスノーフェアリー中心の自然単色デッキを使用、その時バケツマンと同じ「斬雪妖精バケット・バケット」も使用した。最終的にミミに敗れる。
切り札：「ダイヤモンド・ブリザード」 / 「ダイヤモンド・フォール」（『クロス』）

ラブ（L）
声 - 伊藤健太郎
ガルドの用心棒で、NACを破る実力を持つ。中国出身。火・水デッキを使う。『SX』でアッシュを逃がす為に偽キサナドゥの分身と戦うが、その多さに圧倒され死亡。
『チャージ』では自然が加わるが、黒城の「悪魔神ドルバロム」に敗れる。『クロス』でも『チャージ』と同様に火・水・自然のデッキを使用、白凰と対戦するも敗北。
切り札：「炎槍と水剣の裁」 / 「パシフィック・チャンピオン」 / 「聖凱亜イカロス」 /「ボルメテウス・ホワイト・ドラゴン」（『チャージ』） / 「クリスタル・ツヴァイランサー」（『チャージ』） / 「超神羅ギャラクシー・デスティニー」（『クロス』） / 「大勇者 銀河の誘発（サルタヒコ）」（『クロス』） / 「神羅ブリザード・ムーン」（『クロス』）

Dr.マンソン（M）
声 - 小西克幸
ガルドの優秀な科学者。デュエルの分析ができる。『チャージ』では城のシステムと体が繋がっている設定。勝舞が不亞城奥地へ向かう間に他の者にも入られないようにブラー、デリシャス、 エルリオの分身を機械で出していた（後に勝舞の「超竜ヴァルキリアス」と「ボルメテウス・サファイア・ドラゴン」にとどめを刺された後、分身は消滅）。「飛行男」「バッド・タンバリン」など、手札破壊能力を持つカードが多い闇・水のデッキを使用。アメリカ出身。
切り札：「奇術王エンドレス・パペット」

ネバー（N）
声 - 三宅華也
蜘蛛のように行動するデュエリスト。NACに敗れる。両手から出す糸は鉄よりも硬いが、ミミの腕力には及ばなかった。光・水のデッキを使用。「予言者マリエル」や「インパクト・アブソーバー」などで、相手の戦法を封じていく戦術を得意とする。フィンランド出身。
『クロス』では「ミスタースパイダー」と名乗り二次予選で勝負と戦う、この時は「時空男」と「死神アトミック・デストロイヤー」、更には「邪神C・ロマノフ」を巧みに使い勝舞を追い詰めるも最終的に敗北。
切り札：「神羅ダークネス・ロマノフ」（『クロス』）

オアシス（O）
声 - 谷山紀章
ザキラの大学時代の同期にして親友であり、彼の右腕的存在でもある。温和な性格をしており、常に敬語を話す。1年間デュエルマスターを探す旅に出ていた。一度に最大20人を相手にデュエルができる。イギリス出身。水・自然のデッキを使用。『SX』でアッシュを逃がす為に偽キサナドゥの分身と戦うが、その多さに圧倒され死亡する。
『チャージ』では「式神ブゥ」や「覚醒するブレイブホーン」を中心とした自然・光・水デッキを使い勝舞を追い詰めるも敗北、勝舞の強さを感じ取り「気をつけろよ、ザキラ」と最後の言葉を遺した。
『クロス』ではゲドーと並びザキラの片腕と称され、デュエマ世界大会決勝大会の初戦でシズカを倒す。水・闇デッキを使用。
切り札：「永刻のクイーン・メイデン」 / 「時空の脅威スヴァ、神の覚醒者サイキック・スヴァ」（『クロス』）

パーフェクト（P）
声 - 高橋美佳子
ガルドの執事。通称「おまかせPちゃん」。小さな身体の見た目と裏腹に、大量の凶器を持っている。出身地は不明。『SX』でアッシュを逃がす為に偽キサナドゥの分身と戦うが、その多さに圧倒され死亡する。
『チャージ』ではカードの解説が多い。『クロス』ではクアトロと共に、ザキラの手下では特に登場が多い。アニメでは『チャージ』と『クロス』のどちらもデュエルの場面はないが、ゲームでは主人公の相手として戦うことができる。
ゲームでは自然がメインのデッキを使う。
切り札：「大昆虫ガイアマンティス」（ゲームのみ）

クアトロ（Q）
声 - 川田紳司
ザキラ親衛隊の隊長。別名「太田Q」。「クアトロ」という名前で呼ばれることは少ない。
原作では行動・嗜好にオタク傾向が見られ、語尾も「オタ」である。原作ではミミを「ミミたん」と呼び、黄昏地獄拳を受けても全く意に介さず「もう一回やってー」と追いかけ回していた。直後のデュエルでは、「猿神兵アッシュ」に「無限掌」と「フル・コマンド」を用いたコンボでミミのクリーチャーを全滅させた。アニメにおいても口調や性格に変わりない。日本出身。『SX』でアッシュを逃がす為に偽キサナドゥの分身と戦うが、その多さに圧倒され死亡する。
『クロス』では決勝大会で再登場し、アニメでは初めてとなるデュエマを披露してミミを破る。
アニメでのゲドーの反応からダイエット後の姿は彼も知らなかった模様。
切り札：「猿神兵アッシュ」 / 「無限掌」 / 「フル・コマンド」 / 「時空の賢者ランブル、恐気の覚醒車ランブル・レクター」（『クロス』）

#### アフターR
「アフターR（レボリューション）」は26人のデュエリストの中でもザキラを守る為に選ばれた強者達で、世界を混乱に陥れる程の実力を持つ。『チャージ』には原作がまだそこまで進んでいなかったため登場しなかった。
リッチ（R）
声 - 川島得愛
通称「暴富豪リッチ」。シズカを溺愛している。彼女を連れてスペインで修行中の勝舞、黒城に奇襲をかける。最終的に勝舞に敗れ、シズカとの愛を取り戻し最後まで彼女を溺愛しながら共に死亡する。その後、ガルドメンバー集合の際に姿を大幅に隠して登場。火・自然のアクセルデッキを使用。外見は細身だが、「砕神兵ガッツンダー」や「肉弾兵ウルティモ」などパワフルなクリーチャーを扱う。フランス出身。
『クロス』では水・光ナイト中心のデッキを使用。18話でのミミとのデュエルでは闇文明もデッキに加えており、8話では使わなかった「魔光神ルドヴィカII世」も使用。ミミと4回戦っており、初戦はミミが勝ったが、18話や23話ではミミを倒す。40話ではシズカと二人揃って愛を捨てて強くなったつもりだったが、ミミのとどめの攻撃をくらう直前に、愛を捨ててはいなかったと気づく。シズカとの愛を見つめ直すが、ザキラに役立たずとしてデリートされる。
デュエマ世界大会決勝にも登場しここで初めて勝舞と戦う、このときは新たに闇文明も加わり「ゴースト・タッチ」で勝舞の超次元呪文を破壊する活躍を見せるが「スーパー・スパーク」で形勢が逆転。
切り札：「緑神龍ダグラドルグラン」 / 「魔光神ルドヴィカII世」（『クロス』）  / 「魔光神レオパルドII世」（『クロス』） / 「時空の豪腕ジャパン、乱打の覚醒者ジャパニカ」（『クロス』）

シズカ（S）
声 - 坂本真綾
通称「氷の心の（アイスハート）決闘者（デュエリスト）サイレントシズカ」。強いデュエリストがザキラの手でいなくなった事にショックを受け、3年間眠り続けていた。移動時は眠ったままリッチのバイクのサイドカーで運ばれる。デュエルはレオタード姿で、背中を相手に向けて逆立ちし足の指で手札を持つ奇抜なやり方。強い相手に憧れていたあまりにガルドに入り、ザキラの命令によりリッチとの愛を捨てた。勝舞達に敗れた後、リッチとの愛を見つめ直して死亡。その後、ガルドメンバー集合の際に姿を大幅に隠して登場。原作でのその後の去就は不明。サディストな性格。水・光・自然のデッキを使用。フランス出身。
『クロス』では水・闇ナイト中心のデッキを使用。8話ではドレス姿で普通にデュエルしていたが、39話・40話では原作準拠である。8話で勝舞に敗北後、ザキラに愛を捨てろと言われて眠り、39話で目覚めるが、再び勝舞に敗北。その後リッチと共に決勝大会で再登場（この時は、以前までとは全く別の衣装で登場した）。彼女とリッチは勝舞達との戦いを経てザキラを裏切った為、オアシスの「神の覚醒者サイキック・スヴァ」に制裁される。
切り札：「アドミラル・クイーン」 / 「魔光神ルドヴィカII世」（『クロス』）

天帝 トト（てんてい トト） / T
声 - 西村朋紘
富、権力、頭脳など全てに恵まれた天才デュエリストで、「知恵の神」を名乗る。エジプト出身で、好物はソフトクリーム。エジプトにデュエルマスターを捕獲するための罠「DMホイホイ」を構えている。クレオバトラーを始めとする多数のロボットの部下がおり、全員が動物の姿。勝舞との初戦では「風撃の求道者ラ・バイル」に「グランドクロス・カタストロフィー」をクロスして一方的に打ち破り、地下世界（ソフトクリーム工場）に閉じ込めるが、2戦目ではキカイヒーローやグレートメカオー中心の光・水デッキを使い、勝利のカードを得た勝舞に敗北する。ガルドメンバー集合の際は全身に包帯を巻いた姿で登場。
『クロス』ではザキラの忠実なしもべの振りをしており、彼を裏切ってザキラとその手下を自分のしもべにしようとし、デュエルマスターの証も手に入れてデュエリストの頂点に立つ野望を持っていた。ピラミッドを海に沈ませて、バベル諸共れく太とバケツマンを沈めようとするが、怒る勝舞の「超聖竜ボルフェウス・ヘヴン」と「インビンシブル・フォートレス」に倒され、ピラミッドのシステムが壊れて自分が脱出できなくなり、海に沈んでいった。原作と同じくグレートメカオー中心の水・光デッキを使っていた。
切り札：「風撃の求道者ラ・バイル」 / 「グランドクロス・カタストロフィー」 / 「キャプテン・ミリオンパーツ」 / 「無敵巨兵オメガブラックZ」（『クロス』） / 「光器ペトローバ」（『クロス』）

ユー（U）
FE全体でわずかに紹介されただけの謎の人物であり、名前の似ている幽とは別人である。アメリカのデュエルマスターを狙っていた。ガルドメンバー集合に登場せず、オアシス曰く「別任務」。
アニメ「チャージ」においては、Dr.ルートの家に匿われていた幽を始末する為に派遣されたブラーが「お前は不亞家26のデュエリストから抹殺された」と発言している。

バベル（V）
声 - 森田成一
乗り物として意志を持つ機械の虎・ロデムを従えており、裏社会に子分達のネットワークを持つ少年。本闇眼という相手のデッキの次のカードが分かる常人外れな目を持つ（本人が言うには、故郷は光一つ無く そこで生きていく力として必要だったらしい）。Dr.ルートとデュエルマスターをかけてデュエルをするが敗北。割って入った勝舞に命を救われる。「緑神龍ジオブリード」や「蒼神龍スペル・グレートブルー」など、ドラゴン中心の光・水・自然のデッキを使用。インド出身。ガルドメンバー集合の時はおしおき室にいた。SXでアッシュを逃がすために偽キサナドゥの分身と戦うが、その多さに圧倒され死亡する。
『クロス』でも光・水・自然のデッキを使い、ジョージと戦う。ジョージに1戦目は勝つが、2戦目は闇眼が裏目に出て敗北。3戦目はジョージを倒し、50話までに登場したザキラの手下では、パーフェクトやクアトロと共に生き残ったわずかなメンバーでもある。ザキラへの忠誠心は絶対的なものがあり、トトの裏切りに感づいて警戒したり、黒城がザキラと戦っている時、勝舞とのデュエルを始めようとしていながらザキラが心配になり、勝舞とのデュエルを放棄する程。その後決勝大会で再登場し4度目となるジョージとのデュエマで再度ジョージを打ち破る。
切り札：「超神龍アルグロス・クリューソス」 / 「蒼神龍アル・バビロン」（『クロス』） / 「時空の尖塔ルナ・アレグル、要塞の覚醒者ルナ・アレグリア」（『クロス』）

ホワイト（W）
声 - 皆川純子
白凰がゲドーに洗脳された姿。言葉遣いは荒っぽく性格も残虐になっている。詳細は上記の白凰を参照。

キサナドゥ（X）
声 - 恒松あゆみ
NACからはイエスマンと共に「ガルド最強のデュエリスト」として恐れられている。球体を纏い、それにより飛行も可能。イエスマンと南極のデュエルマスターを狙い、周囲にバリアを張りイエスマンに指示しながら探索していた。出身地は不明。別任務のため、ガルドメンバー集合には登場しなかった。ザキラの手下で数少ない女性でもある。
本体はかなり前に殺害されており、身体を乗っ取った偽物は怪物のような素顔を持ち、自分の分身を作れる。アダムというマスターに仕えている。デュエル以外では死なない能力を銃のような物で消してガルドメンバー大半を始末し、ザキラがデュエルマスターの証の強奪に失敗した事をマスターに死んで詫びろと言い、ザキラと戦う。「タイタンクラッシュ・クロウラー」4体を使ったコンボでザキラを追い詰めたが、逆転され敗北。散り際にアッシュを攻撃するもザキラが庇い、ザキラを拉致する。『SX』2話では元の姿に戻っている。偽物は自分を「私はキサナドゥではない」と言うが、アダムを守る仲間も含め、他のキャラに呼ばれる時や解説では「キサナドゥ」と言われている。顔の目玉は寄生虫であり、それを使ってザキラやれく太を洗脳しているが、最終的には両者とも、完全な支配下に置く事は失敗している。最終的にはザキラに洗脳し返され、目を回しながらアダムへ案内したところで物語から完全にフェードアウトした。
『SX』の設定資料によると素顔は美人だという。
『クロス』ではイエスマンと共に行動し、イエスマンに指示を出す。23話で初めて自身が戦い、ジョージに圧勝。34話で勝舞に敗北して消滅するが、60話でマッキーが語る南極での回想シーンで復活しており、黒城に倒されているが、世界大会一次予選の会場に姿を見せている。勝舞との戦いでは闇・水デッキを使用。黒城との戦いでは光を含むデッキを使用。その後決勝大会で久々に姿を現し初戦で「超電磁ヘルラッシュM（マックス）」を使用してウマ・カーンを打ち破る。
切り札：「タイタンクラッシュ・クロウラー」 / 「クリスタル・フュージョン」 / 「神秘と創造の石碑」 / 「ドラグハリケーン・エナジー」 / 「ビックリ・イリュージョン」 / 「魔龍バベルギヌス」（『クロス』勝舞戦） / 「黒神龍グールジェネレイド」（『クロス』勝舞戦） / 「キサナティック・X」（『クロス』黒城戦） / 「サイバーX・ザナドゥ」 / 「魔光王機デ・バウラ伯」（いずれも『クロス』黒城戦）

イエスマン（Y）
声 - 梅津秀行
全身を銀色の鎧で覆った謎のデュエリスト。ギリシャ出身。キサナドゥと共に南極のデュエルマスターと黒城を倒し、日本に向かう。実力はザキラと同格らしいが、ザキラの一言一句には従う強い忠誠心を持つ。世界で初めて「完全決闘（パーフェクトデュエル）」を編み出し、Yの称号を授かって以来、完全決闘をした時に限ればおよそ1000日はシールドを破壊されていない。指からレーザーを撃てる。ホワイトから正気に戻ってザキラに仇を討とうとした白凰を圧倒する実力。光・闇・水・火のデッキを使用。『SX』でアッシュを逃がす為に偽キサナドゥの分身と戦うが、その多さに圧倒されて死亡した。
漫画版では最後まで正体は明かされなかったが、『SX』の設定資料でアニメ版と同様にヤエサルだったことが判明した。
アニメ『クロス』ではデュエルマスター・ヤエサルがザキラの力でしもべにされた姿として登場。勝舞との1戦目では鎧が黒く、勝舞の言葉に動揺して判断ミスを起こし敗北。勝舞との2戦目ではザキラに新たなデッキを託され鎧が金色になったが、この時も勝舞が勝つ。45話・46話で勝舞に敗北した後にヤエサルに戻る。光・闇・水デッキを使う。
切り札：「インフェルノ・ゲート」 / 「聖鎧亜キング・アルカディアス」 / 「光神龍スペル・デル・フィン」 / 「シヴィル・バインド」 / 「機動聖霊ムゲン・イングマール」 / 「光神龍ザ・イエス」（『クロス』）、「黒神龍グールジェネレイド」（『クロス』） / 「魔龍バベルギヌス」（『クロス』） / 「竜極神ゲキ」（『クロス』） / 「竜極神メツ」（『クロス』） / 「蒼神龍チェンジ・ザ・ワールド」（『クロス』）

### アダムとその仲間
アダム
大昔クリーチャーの戦争を止め、クリーチャーをカード化させ、デュエルマスターズを広めた人物。
キサナドゥ曰く「地上最初のデュエルマスターであり、地上最強のデュエリスト」。長期の冷凍睡眠の間に記憶喪失してしまい、自分が何者であるか、デュエルとは何かを全て忘れてしまっている。しかし、ザキラとのデュエルによって記憶を取り戻し覚醒してしまう。
「デュエル・マスターズ歴王記」によると、人々にデュエルマスターズカードを広め、この世の争いをなくし、楽園を作ったとされている。その後、人間同士の争いでともに育ったイヴを失い、「人類を滅ぼす」決断と共に六体神で人類を海の底に沈めたという。
- 切り札
  - 「神核アトム」 / 「起源神エレクトロン」 / 「起源神ニュートロン」 / 「起源神プロトン」 / 「起源神レプトン」 / 「時空の賢者ランブル、恐気の覚醒者ランブル・レクター」

キサナドゥ
上記のガルドを参照。
アポール、バーカン
勝舞達が南極に来てから最初の対戦相手の巨人。勝舞と白凰に倒される。
HAPPENING / ハプニング
アダム親衛隊のリーダー的存在。「大佐」とも呼ばれる。オリジン主体のデッキで神のカードを使って勝舞と闘い、敗れた。
切り札：「蒼世神 ADAM（アダム）」 /「創聖神 EVE（イヴ）」 / 「海王龍聖ラスト・アヴァタール」
SADNESS / サドネス
少しずつ水が増えていき、時間がたつと溺れてしまう「悲しみの間」で待ち受けるデュエリスト。天地と戦うが敗北。命がけで勝舞達を助けるが、悲しみの間に閉じ込められ、生死不明となる。自然・水・闇の墓地を利用するパラサイトワーム、ナイトデッキを使用。
切り札：「魔光蟲ヴィルジニア卿」 / 「魔獣虫カオス・ワーム」 / 「黒騎士ザールフェルドII世」 / 「英知と追撃の宝剣（エターナル・ソード）」
TERROR / テラー
不気味な虫達のいる「恐怖の間（テラー・ルーム）」で待ち受けるデュエリスト。勝舞達5人を人質に取った上でミミにデュエルを挑むも敗北。その素顔は異形をしている。火・闇のナイトデッキを使用。
TROUBLE / トラブル
常に空中に浮かぶディスプレイで何かしら分析をしている。50階「紛争の間」にてパッションと共に登場。アッシュにデュエルを挑む。
PASSION / パッション
初登場時から初決闘まで上半身が地面に埋まっていた。トラブルやテラーが乗れるほど足が大きい。ズボンが破れて水玉模様のパンツが見えている。元々持っていた脳に、人工の頭脳を二つ付けた「3倍脳」を持つ。その甲斐あって、アダム親衛隊では最も頭が良いと言われている。また、脳を分離させ、頭三つ、腕六本の形態になり、複数人を相手に決闘する事も可能。アシュラ観音像のような外観で、顔、髪型もそれらしい。始めは三つの頭の状態で白凰、ミミ、龍牙にデュエルを挑む。ミミと龍牙を破った後には、「3倍脳」状態になり白凰と闘い続ける。しかし、白凰には敗れる。
切り札：「火ノ鳥ペリュトン」 / 「超新星アレス・ヴァーミンガム」 / 「神羅マグマ・ムーン」 / 「神羅サンダー・ムーン」 / 「神羅スカル・ムーン」
SURPRISE / 猿飛 サプライズ（さるとび サプライズ）
勝利に化け、勝舞とデュエルする。とどめを刺す前に怒る白凰に割り込まれ殺されそうになるが、辛うじて生き延びる。勝舞を相手には火・自然・闇の勝利に似たデッキ、白凰を相手にはシノビデッキを使う。
切り札：「竜装ムシャ・レジェンド」　/ 「古の羅漢バグレン」 / 「威牙の幻ハンゾウ」
イヴ
アダムの恋人である処女で、桃色の長い髪を特徴としている。
心優しい性格。大昔の戦争ですでに死亡しており、今は故人となっている。

### 5年2組
いずれも『ビクトリー』に登場。勝太達のクラスメート（と担任）。百獣レオ、南藻奈巳の項目は上記の主要人物（クラス編）を参照。カツドン編およびアニメ『V3』以降も半ばモブキャラ扱いだが登場している。
亜部 真理亜（あべ まりあ）
声 - 山口眞弓 → 高橋未奈美（『VSRF』第5話での後ろ姿）
5年2組の学級委員を務める女子児童。口うるさい上に、誰も決めていないことも「意義なし！」と勝手に決めてしまう自己中心的な性格だが、小熊先生には頭が上がらない。「学級委員として言わせてもらいますけど！」が口癖。さえない見た目をしているが、眼鏡を外すと可憐な瞳が露わになるが、勝太達からは「オバケ」扱いされている。レオの事が好きで、「レオ様」と呼ぶほど熱愛しているあ。アニメ版ではレオの催眠術にかかってもワガママモードにならなかったり、オサムの手によってカードにもされなかった（漫画ではカードにされた）数少ない幸運の持ち主でもある。デュエマの実力はあまりないが、勝太との初勝負では「ヘブンズ・ゲート」と「光器パーフェクト・マドンナ」を駆使し勝太を苦しめ、アニメでもトッキュー8（開封した8パックのカード40枚をデッキとして使うルール）で勝太と勝負した際は持ち前の運の良さで優良なカードを複数入手していた事もあり後一歩のところまで追い詰めている。結局どの対決でも負けてしまったが、アニメでは勝太やレオは亜部の実力を認めており、決して弱いわけではない。また、『VSRF』では急遽帰国したレオの活躍によって中学の生徒会長になる。
光文明単色のメカ・デル・ソルデッキを使う。
切り札：「ヘブンズ・ゲート」 / 「光器パーフェクト・マドンナ」 / 「光器スパーク・ビヨンセ」 / 「偽りの羅刹 アリバイ・トリック」（アニメ『ビクトリーV』） / 「光器 パーフェクト・マリア」（アニメ『VSRF』）
下呂 清太郎（げろ せいたろう）
声 - うえだゆうじ
通称「ゲロッパ」。不気味な外見とは裏腹に綺麗好きな男子。一人称が「オデ」で、語尾が「 - ヘドゥル」と変わった言葉を使う。掃除が好きだが、一線を越えると暴走する。掃除が好きな理由として、本人曰く「魂に恥じない行為をする」ため。ワガママモード最初の犠牲者で、「汚せば汚すほどキレイになる」と言い教室を散らかしていた。
闇文明単色のヘドリアンデッキを使う。
切り札：「カビパン男」
山本 エレガンス久美子（やまもと エレガンスくみこ）
声 - 一杉佳澄
通称「ガンス」。語尾に「 - でガンス」と付けて話す大柄で筋肉質の女子。大食いで食に対するこだわりは尋常ではない。実は良家のお嬢様。かつ丼を好物とする一方、幼少期からフォアグラを食べさせられ続けたことが原因でフォアグラが嫌いとなった。アニメでは厳つい顔に似合わず可愛い声をしている。ワガママモード二人目の犠牲者で、みんなが食べるはずの給食を独り占めしていた。
自然文明単色のジャイアントデッキを使う（ただし、アニメ中では光文明の「ピース・ルピア」と火・自然多色の「爆熱タイガー・ヴァーム」のカードが見えている）。
切り札：「大喰の超人（むちゃぐい・ジャイアント）」 / 「再誕の聖地」 / 「偽りの名（コードネーム）ハングリー・エレガンス」 / 「真実の名（トゥルーネーム）ジャイアント・マック」
段田 断（だんだ だん）
声 - 加瀬康之
即断即決の直行型熱血系男子。決断力が早く、何にでも「即○○！！」とすぐ行動に移す。「 - だ」なら「 - だだだ」というように言葉の最後の一字を続けて言うのが癖。動物が好き。飼っている馬の名は「黒龍号」。ワガママモード3人目の犠牲者で、拾ってきたウリボーの「キャンディちゃん」を元気付けようと、学校を動物王国にして占領しようとした。
闇文明単色のドラゴン・ゾンビ中心のデッキを使う。
切り札：「ヤバスギル・ラップ」 / 「偽りの名（コードネーム）ヤバスギル・スキル」 / 「黒神龍ワリー・Go（ゴー）・イネーガー」 / 「黒神龍アバヨ・シャバヨ」 / 「黒神龍ダンチガイ・ファンキガイ」 / 「超神龍ハカイシ・ハカイ」（アニメ『ビクトリーV』のみ） / 「黒神龍グールジェネレイド」 / 「真実の名（トゥルーネーム）ゼッキョウ・サイキョウ」
緑山 メイ（みどりやま メイ）
声 - 中司ゆう花
大人しい女子。眠っている事が多く、寝たままでもデュエマができる。アニメでは「クラスのマドンナ」と呼ばれており、発表会では白雪姫の役に抜擢されたものの、発表会当日に寝てしまい、勝太が代役を務めた。また、怒らせると怖い面があり、『ビクトリーV』第45話では、寝たまま宙に浮く人間離れしている動きを見せた。ワガママモード4人目の犠牲者。
自然文明単色のドリームメイトデッキを使う。
切り札：「眠りの森のメイ様」 / 「メイ様とおサルのシンバル」
火山 羅厳（ひやま らごん）
声 - 小山剛志
物事に感激しやすい直情型の男子。体格はエレガンスと並ぶ。仕切りたがり屋でもあり、生徒会長を務める。漫画では、勝太と亜部の結婚式を企画し、アニメではワガママモードの際、小熊先生の誕生日会を開き感激しながら大暴れした（どちらも本人の勘違いによるもの）。歌はかなり下手。ワガママモード5人目の犠牲者。
火文明を中心にアーマード・ドラゴンと火・闇・自然のファイアー・バードの勝舞に似たデッキを使う。
切り札：「偽りの名（コードネーム）バルガ・ラゴン」 / 「偽りの名バザガジー・ラゴン」 / 「真実の名（トゥルーネーム）ラゴン・NEX（ネックス）」
鉄条 拷（てつじょう ごう）
声 - 東谷篤門
暗い雰囲気の男子。人を脅かすことが大好きで、学校の七不思議に詳しい。怖いのが平気な反面、現実的な面もある。人体模型や骨格標本を操ることができる。ワガママモード6人目の犠牲者で、ワガママモードを七不思議のせいだと言い、勝太達を驚かせた。
闇文明単色のゴーストデッキを使う。
切り札：「拷問ロスト・マインド」 / 「拷問の魔黒スネーク・テイルコート」 / 「絶叫の影ガナル・スクリーム」
太平 洋（たいへい よう）
声 - うえだゆうじ
通称「太ちゃん」。クラスの陽気な男子。ゴーグルが特徴。泳ぐ事が好きだが、今まで一度も海に行った事がない。「夏だ夏だ、プールだプールだ！」のように同じ言葉を2回繰り返すのが癖。ワガママモード7人目の犠牲者。
水文明単色のリヴァイアサンのデッキを使う。
切り札：「偽りの名（コードネーム）イージス」
才場 源内（さいば げんない）
声 - 宇佐美涼子
発明が得意な男子。「サイバースコープ」と呼ばれる眼鏡をかけていて、背中には機械仕掛けのマジックハンドが付いたランドセルを着用している。語尾に「 - メカ」と付けて話し、人を呼ぶとき「○○氏」と言うのが特徴。彼が発明、修理した全ての物に鰹節を削る機能が付いている。ワガママモードの原因を勝太達と共に調査したが、自分が8人目の犠牲者となってしまった（語尾も「 - メガ」に変わった）。
水文明単色のサイバーロードとサイバー・コマンドのデッキを使う。
切り札：「スーパーハッカー サイバー・クーン」 / 「サイバー・R（リ）・コンストラクション」 / 「サイバー・B・バック」 / 「ヒラメキ・プログラム」
大畠 乱（おおはた らん）
声 - 中原麻衣
男子と思わせる容貌をした女子。ユキ子とは仲が良く、「ユキ」と呼んでいる。男勝りな性格でスポーツ万能であり、ワガママモードの際、女子にして重量挙げを難なくこなした。漫画ではデュエマに興味はないが、アニメではおかわりデュエマに参加していたことから全く興味がないという訳ではない。そのため、デュエマのルールはユキ子より詳しく、コンボを駆使してユキ子に勝利することができた。
自然文明単色のワイルド・ベジーズのデッキを使う。
切り札：「味頭領ドン・グリル」
鎌倉 ユキ子（かまくら ユキこ）
声 - 田中里和
変わり者の多い5年2組の生徒の中でも唯一普通の女子。乱とは仲が良い。スケッチブック、雪だるまの髪飾りが特徴。編み物が得意であり、ワガママモードの際は延々とマフラーを編んでいた。漫画では乱と同じくデュエマに興味はなく、アニメでもルールの難しさに殆どついていけず、勝太に教えてもらってからは上達したが、プレイヤーを攻撃できないクリーチャーでとどめを刺そうとするなど、ルールはまだ分かっていない。
自然・火文明のスノーフェアリーやドラゴンの入った羅厳同様勝舞に似たデッキを使う。
切り札：「ドラゴンフレンド・カチュア」 / 「母なる緑鬼龍ダイチノカイザー」
鳥山三兄弟（とりやまさんきょうだい）
声 - 嶋村侑
語尾に「 - だっピ」と付けて話す三つ子の兄弟。長男がふぁいあ、次男がだあく、三男がああす。家族やペットも三つ子。家はバードショップを経営している。ワガママモードの時はあいこじゃんけんを延々と繰り返していた。羅厳を尊敬している。
火・闇・自然文明のファイアー・バードデッキを使う。
小熊 花子（おぐま はなこ）
声 - 中原麻衣
5年2組の担任の女性教師。美人だが、職員室の場所を忘れる程の天然である。彼女も勝太達の通う学校の卒業生で、過去にカードをトイレに落として詰まらせた経歴がある。漫画版ではオサムの手によってカードにされなかったが、アニメ版ではカードにされた。

### YA・RA・Shi（ヤラシ）
いずれも『ビクトリー』に登場。最強といわれるアイドルグループ。正体はドラゴンやプリンと同じくクリーチャー（アンノウン）である。漫画でのレオはそのリーダーだったが、自由を求めるためメンバーを裏切る事になってしまう。メンバーの名前はオサムを除いてレオのように自身の一人称が由来となっている。なお、アニメでの表記は『YARASHI』。
オサムライ・VAN（ヴァン）・オサム
声 - 桐本琢也、中司ゆう花（幼少期）
ヤラシのリーダー。漫画版ではキーボード、アニメ版ではピアノ担当。一人称は「私」。ピアノとドイツ語を自在に操る。時間を止めたり、人をカードに変える力を持つ。漫画では完全な悪役であり「運命を操る能力を持つ極悪人」または「一番大切なものと引き換えに願いを叶える悪魔」として指名手配されている。自分の名前を「おちむらいおちむ」と書くほど字が下手。アニメ版ではプリンプリンとは幼馴染で、お嫁さんにしたいと思っており、そのためにはどんな手段も選ばない。「私の記憶が正しければ…」が口癖。
アニメでも敵役として登場するが、勝太とのデュエマに敗北した後はメンバーと共に改心し、勝太達にデュエマを好きなだけする事ができる「トライワールド」という世界に招待する。
火・自然・闇・光文明のキング・コマンド・ドラゴン中心のデッキを使う。
切り札：「偽りの王（コードキング）ルードヴィヒ」 / 「偽りの王モーツァルト」 / 「『戦慄』の頂ベートーベン」 / 「運命」 / 「宿命のディスティニー・リュウセイ」（ドラゴン龍が操られた姿でアニメ版のみ）
久保 聖也（くぼ せいや）
声 - 小平有希
ボーカル担当。一人称は「ボク」で、明るい見かけに反して陰湿な性格で、レオに対して「終わったね、おめでとう」や「間抜けでありがとう」と言うなどえげつない。かつてレオとセンター争いをしていた。
闇文明のエンジェル・コマンドに光文明の「DNA・スパーク」やゼロ文明を合わせたデッキを使う。
切り札：「ウェディング・ゲート」 / 「『祝』の頂ウェディング」（全てアニメのみ） / 「偽りの星夜（コードナイト）スター・イン・ザ・ラブ」 / 「偽りの星夜コングラチュレーション」
ラオウ 極丸（ラオウ ごくまる）
声 - 佐藤美一
ギター担当。一人称は「オラ」。アニメ版では口は悪いが面倒見が良く、カードに変えられた5年2組のクラスメイトの一部を元に戻したり(オサムにはやや呆れられていた)、勝太や対戦相手をやたら心配するなど優しい一面もある。
光文明単色のデーモン・コマンドデッキを使う。
切り札：「クリスティ・ゲート」 / 「偽りの羅刹（コードファイト）アガサ・エルキュール」 / 「偽りの羅刹アリバイ・トリック」 / 「凍結の魔天ダイイング・メッセージ」 / 「偽りの羅刹ミスディレクション」（全てアニメのみ） / 「偽りの悪魔神（コードデーモン）バロム・ミステリー」
トラッキングアツシ
声 - 森田了介
DJ担当。一人称は「あっし」で、「 - だヨ」や「バロメ」などラッパーのように話すのが特徴。胸にパネルを取り付けており、発光してライブを盛り上げる。また、体を叩くと音が出て、漫画版のみうるさい音楽で相手の集中力をなくす。
水文明単色のグレートメカオーデッキを使う。
切り札：「偽りの名（コードネーム）iFormula X（アイフォーミュラ テン）」 / 「合身巨兵エクスキュベーターMS」（アニメのみ） / 「合身秘伝メカ・マシーン」
小岩井 実（こいわい みのる）
声 - 雨蘭咲木子
パーカッション担当。一人称は「ワイ」。ミカンのような髪型とたらこ唇が特徴で、関西弁（アニメでは標準語）を話す。漫画版のみ相手の嫌いな食べ物に変身し、困惑させる戦法を使う。
自然文明単色のワイルド・ベジーズデッキを使う。
切り札：「味頭領ドン・グリル」 / 「千切秘伝ワイルド・ベジタブル」

### オラクル
いずれも『ビクトリー』に登場。アニメでは「宗教団体」と名乗り様々な悪事を働かせている。アウトレイジとは元々は一つの種族であったらしい。
ヨミ
声 - 星野貴紀
オラクルの長。
漫画版ではカツドンの持つレイジクリスタルを狙って勝太の学校を襲撃した。カツドンとは同じ星の出身で北九州弁を話す。一人称は「私」または「オレ」。
アニメでは宗教団体オラクルの親玉として登場。非道な性格で人間とアウトレイジを見下しており、目的のためならば仲間でさえも捨て駒にする。アウトレイジとオラクル、二つの書の力を使い、次元リアクターを使って人間界の征服を試みる。後に勝太によって消滅され、オラクルは壊滅したかと思われていたが、長い時を経て人間の恐怖と絶望を吸収し復活する。ゾロスターが奪ったオメガクライマックスを使い、オラクルによって完全に支配され、「個人の感情、考えまでも奪われた人間らしさのない世界」（ヨミ曰く「争いや苦痛のない、平和で統制された世界」）に変えられたパラレルワールドを現実世界に開放しようとする。しかし、その野望も勝太に「この世から蘇るんじゃない」と言い放たれ、ダイレクトアタックでは顔を一発殴られ、カツムゲンの剣で切られる。だが、執念で勝太に襲いかかるも届く直前に消滅した後、最終的にはパラレルワールド諸共消滅した。
イズモ
声 - 根本圭子
神の子と呼ばれる謎の少年。地球を我が物にしようと企む。無邪気さと冷酷さを合わせ持つ。
漫画版ではレイジクリスタルを手に入れカツドンを連れ戻そうとするが、勝太に敗れた後、地球を潰そうとする。しかしその瞬間宇宙パトロールの一人に銃で撃たれ連行された。
アニメでは最初はヨミの部下として暗躍しており、アウトレイジの書の力を引き出せんとする勝太を仲間に誘おうとする。後にヨミの命令で勝太を始末しようとするも、勝太に敗れ消滅したと思われたが、とある山奥の洞窟で繭の中に封印される形で生存していた。配下の神官が集めた恐怖と絶望により復活を果たしたが、この時は傷は完全に癒えてはおらず、全身に包帯を巻いた状態で安静にしていた。南極にて秘宝オラクルジュエルの力により、神を超える存在「超神類 イズモ」となった。
レイジクリスタルを奪い、オラクルジュエルとの融合により地球をオラクル世界へと変化させようとする。当初は二つの秘宝の融合に手間取っていたが、零が勝太達の仲間としての記憶を取り戻した事で怒り狂い、オメガクライマックスへと融合を完了させた。そして「無法人類 G（ゴッド）・イズモ」へと覚醒し、今まで妹として大事にしてきた零を瀕死に追いやる。しかし勝太に敗れたことで、自分が本当に望んでいたのはオラクル世界ではなく絆であった事に気づき、自らオラクルの書を消滅させ、オラクル零と共にこの世を去った。
ゾロスター
声 - 斎賀みつき
カツドンを狙って地球に来たクリーチャー。漫画版では怒ると名古屋弁を使う。
アニメではヨミの下に就き、イズモの命によりオラクルのカードをばら撒き暗躍していた。オラクルが一時壊滅した後も行動を続け、オラクルの書の奪還に成功するが、同時にデトロイト・テクノとバラモンの封印を解いてしまう。
神官達が復活させたイズモによって、生命エネルギーを全て吸い取られ消滅したかと思われたが、イズモによって「破獄のマントラ ゾロ・ア・スター」にされていたようで、オラクルエリアに侵入してきた勝太達を倒そうと奮闘した。このときは、ゾロスターとしての意識は完全になかったが、倒されてからは自身の新たな切り札として使っている。
勝太に倒されて元の姿に戻ったあと、オラクルエリアを徘徊する中でヨミの復活の兆しに気づき、オラクル世界の実現をしようと、カツドンからオメガクライマックスを奪い取る。その後、パラレルワールドでヨミの側近として零と戦うが、敗北し消滅した。
デトロイト・テクノ
声 - 大川透
オラクルの神官。イズモに仕えている。
バラモン / オラクル教皇 バラモン（オラクルきょうのう バラモン）
声 - 佐々木望
デトロイトと同じくオラクルの神官。正体は「オラクル教皇 バラモン」。アニメでは共に神官の地位にありながらヨミに反感を持ち、オラクルの書に封印されていたが、ゾロスターによってその封印が解除された。

### レアキラーズ
赤城山 バサラ
ナンバー2（No.2）
意地悪 清盛
カイザー / 破道 ロクロー
アリ・カモーネ
ムリ・カモーネ
ダメ・カモーネ
道明寺 ゴンザブロー
まじめ所ちょー
たーくん
うつぼみ かづら
※詳しくはVSR、VSRFを参照。

### ハムスターの世界 / ハムトピア
ハムトピアの名称はアニメ『VSRF』のみ。
切札 ハム勝太
声 - 小林由美子
ハムるる
声 - 丹下桜
ハムレオ
声 - 寺島拓篤
ガリハム
声 - 高坂篤史 → 木島隆一
ハムハム14世
声 - 乃村健次
生ハム
声 - 田所陽向
VANオハム
声 - 桐本拓哉
ハム軍曹
声 - 木島隆一
ハムエッグ
声 - 内野孝聡

### ウサギ団
ジョーのレアカードを狙う三人組。「喫茶たきがわ」にアルバイトとして潜入してジョーのカードを奪うチャンスをうかがっている。稚拙な嘘に騙されるなど、お世辞にも賢いとは言えない。ジョーはアルバイト中の彼らとウサギ団が同一人物だとは知らない。
アニメ公式サイトのキャラ紹介でも悪党ではないと明言されている。全員がウサギの耳を模したヘッドバンドを付けている。
アニメ『キング』・『キング!』では出番がなかったが、『キングMAX』で再登場した。
ぴょんこ姫
声 - 釘宮理恵
ウサギ団の愛されリーダーを自称する年齢不詳の少女。幼い女の子のような二頭身の容姿をしており、赤色の服を着て先端がハート形になったおもちゃのようなステッキを持っている。語尾に「～だわさ」を付ける口調で喋る。ジョニーに好意を持っている｡
「喫茶たきがわ」では、ウエイトレスを担当しているが、るるからはかなり重い荷物を持たされるなどこき使われている。
火文明単色のビートジョッキー主体のデッキを使う。
ラビット大佐
声 - 菅原雅芳
長身で紫色の服を着た伊達メガネの男で、ウサギ団における事実上のリーダー格である。アニメでは途中までカバまろが人間ではないことに気付いていなかった。
料理を得意としており、「喫茶たきがわ」では、調理を担当している。料理に夢中になっているため、ウサギ団の他のメンバーからは「ジョーからレアカードを奪うという本来の目的を忘れている」という見方をされている。
初期は闇文明単色のマフィ・ギャングを主体としたデッキを使用していたが、その後は呪文を中心とした水文明のデッキを使用している。
カバまろ
声 - 渡辺久美子
カバのような謎の生き物。性別は不明。「カバですめ～」と発声する以外言葉は話せない。
「喫茶たきがわ」では、客にマッサージのサービスをしている。ラーメンを100倍美味しくする調味料として、ジョーやラーメン屋の親父から自身の流す涙を採取されたことがある。
グランセクトを中心とした自然文明単色のデッキを使用。

### その他の人物
白凰の母
声 - 皆川純子（『チャージ』） → 小田木美恵（『クロス』）
白凰が10歳の時、神殿のカードを狙って現れたゲドーに白凰が戦いを挑み、白凰が負けてとどめの攻撃をくらう寸前に白凰を庇って命を落とす。白凰はその悲しみによって性格が歪み、強さだけを求めるようになった。白凰は原作と『チャージ』では「母さん」と呼び、『クロス』では「母様」と呼ぶ。原作では白凰が勝舞に負けて神殿を出た後に三国と愛善が事情を知ったが、『チャージ』および『クロス』では勝舞が神殿に現れる前に事情を知っている。ミミは原作ではバトルアリーナ中に知ったが、『チャージ』および『クロス』では三国や愛善と同時に知る。
アニメ『クロス』では状況が原作や『チャージ』とは異なり、白凰を狙って現れたゲドー、ジェイソン、キルミーに対し、真のデュエマでジェイソンに敗北するも、自身以上にジェイソンのダメージが大きくジェイソンが戦闘不能になる程の強さを持つ。続けてキルミーと戦うも最終的に敗北して命を落とす。
キャサリン
声 - 松井菜桜子
ジョージが現在よりもっと幼い頃、道に置かれていたジョージを保護した女性。ジョージがデュエルマスターの証を持っているためガルドに狙われ、キャサリンはジョージを守るために地獄の逃亡生活をすることになる。ガルドの刺客に追いつかれた時には体力が限界となってしまうが、ジョージがデュエリストとして目覚め撃退。キャサリンはその後にDr.ルートに治療される。
アニメ『クロス』ではジョージが真のデュエリストの素質を持っているため仲間にしようとしたザキラの手下に狙われ、キャサリンはジョージと出会った直後その場に現れたブラーと戦い勝利。襲撃者が現れた時に体力が限界となったのは原作と共通。世界大会二次予選でこっそりとジョージの様子を見に来ており、ジョージがブラーに勝った後はDr.ルートやジョージと会話をして会場を去る。
切り札：「護法の精霊アムシオン」（『クロス』）
ドラゴンマスク
番外編に登場するデュエリストで、正体は話によって違う。原作の番外編や『チャージ』では、勝舞は初めて見た時にプロレスラーかと勘違いした。『クロス』では、Dr.ルートが勝舞達の修行の為に作ったロボットで五人組のドラゴンマスクが登場。
鍬形 カブト丸（くわがた カブトまる）
声 - 愛河里花子
だべべ村に住む少年。バトルアリーナ1回戦で勝舞と対決するが敗北。後に不亞城に向かう途中の勝舞と再会し、勝舞とデュエルしたがるがヤカンマンに事情を説明されて諦める。
自然単色のジャイアント・インセクト主体のデッキを使う。
切り札：「ナチュラル・トラップ」 / 「ゼノ・マンティス」 / 「デスブレード・ビートル」 / 「大昆虫ギガマンティス」 / 「大昆虫ガイアマンティス」（『チャージ』）
ゼウス
スペインの城にいる謎の男。かつてはデュエルマスター・ヤエサルを守るガルドの一員にして、「Z」の称号を持つリーダーであったが、称号を与えられる際に最低の「A」ではなく最高の「Z」の称号を求めた少年（後のザキラ）とデュエルし、圧倒的な強さの前に敗北した。ザキラに敗れた後の勝利と行動を共にし、勝舞と黒城の修行中は二人を見守る。勝利がホワイトに敗れて瀕死となった時は、黒城に勝利を救うよう求める。
最終回のカラーページでは神殿のマスターと同一人物であることが判明した。
長（オサ）
声 - 園部啓一
幼い頃の黒城を助けた老人。昔は一人で生きていたが、死神城に住み、城の仲間と共に城にある闇のカードを守っていた。しかし本当は人々に好かれたかった為、ザキラに城と闇のカードを売り、光文明専門のデュエリストになり、城の仲間も全員見殺しにした。ショックを受けた黒城は長を倒し、自ら「黒い死神」と名乗るようになる。
切り札：「太陽の精霊マルシアス」
ジェド
エジプトのデュエリストで、ホルスの親友。楽園（パラダイス）へ行くため勝舞のデッキを盗もうとしたが、仲間思いな性格で、勝舞がトトと、エスメラルダがザキラと戦っている時、Dr.ルートのペットの協力もありホルス達3人を助ける。その後は勝舞達と日本へ行く。闇のティラノ・ドレイク、グランド・デビルデッキを使う。
切り札：「超神星プルート・デスブリンガー」
ペペ
バケツマンと幽が南米で出会ったターザンのデュエリスト。家族をザキラに殺されて以来、ザキラより強くなる事を目標にしている。幽との修行により真のデュエリストに目覚める。最初は幽を家族として認めていたが、幽がザキラの妹だと知ると激怒し、バケツマンとのデュエルに挑んで敗北する。その際のバケツマンの言葉により、幽を本当の家族と認める。
切り札：「超神龍ブラムグレール」 / 「式神シャーマン」 / 「ドラム・スピリット」
ベルベル
黒薔薇騎士団の一員。かつて世界大会に出場したが、ザキラ率いるガルドに二人の仲間を殺され、ガルドに復讐を誓う。日本で開催された世界大会にて、ホワイト（白凰）に目をつけ、薔薇で縛りつけた上でデュエルを仕掛ける。ホワイトのパーフェクトデュエル宣言以降は全く歯が立たず敗北するが、ホワイトがすでに白凰に戻っていたため殺されず、ホワイトにバッジを託され大会に参加するように促される。
切り札：「戦攻竜騎ドルボラン」
大僧正
インドのデュエルマスターに仕える人物。三体神「ヘヴィ・デス・メタル」を守っていたが、ガルドの襲撃を受け、ザキラと対決するも「ヘヴィ・デス・メタル」の前に敗北。ザキラに「お前の身を滅ぼす」と言葉を残して消滅する。
切り札：「超絶神ゼン」 / 「究極神アク」
黄昏 ナナ（たそがれ ナナ）
ミミの妹。姉と同じくデュエリストにして黄昏地獄拳の使い手。
ミステリアス仮面（ミステリアスかめん） / 山下 太一（やました たいち）
声 - 後藤ヒロキ
『ビクトリー』に登場。通称「魅惑のマスクマン」。過去大会の優勝者。その実力は伊達ではなく、クリーチャーの能力を巧みに使い勝太を翻弄させた。アニメでは勝舞を追い求めていたらしく、勝太に兄と比較するような発言もした。また、デュエル時には「ミステリアス仮面X（エックス）」、勝太に敗れた後は「ミステリアス仮面XD（エックスデンジャラス）」と改名し、マスクも変わっていた。
コゼニーマスク
声 - 稲田徹
アニメ『デュエル・マスターズ！』のみに登場。ハンターの父親。現役プロレスラーであり、本名は不明。

### ゲーム版の人物
伍大 翔（ごだい しょう） / ショウ
GBA版とGC版の主人公。デュエル・マスターズを全く知らなかった少年。成績優秀でスポーツ万能だが、礼儀知らずな性格をしている。カレーライスが大好物。友人にメガ吉とぽく念がいる。
切り札：「機神装甲ヴァルボーグ」

## 作品背景

### セッティング
松本はセッティングにあたり、まずキャラクターを考案し、そのキャラクターの持つ見えない内面をクリーチャーとして表現するという手法をとっているとコロコロコミックとのインタビューの中で話している。
勝舞編のラスボスである不亞ザキラは、主人公3人（勝舞、白凰、黒城）に立ちはだかる敵対者を考案する中で自然発生したと松本はインタビューの中で振り返っている。また、松本はザキラが自分の分身や苦手な存在から生まれたわけではないと述べており、主人公たちの目標とも異なるとしている。
ミミは、「コロコロコミックで女性キャラクターを出すと人気が下がる」と言われていたことに対する挑戦として誕生した。読者からの人気は出なかったものの、当時の担当から評価され、すごくうれしかったと松本は振り返っている。
ジョージは、松本に子どもができる少し前に誕生したキャラクターである。松本本人が赤ちゃんに興味を持つ中で、おっさん臭いところがあることに気づいて面白みを感じたことが誕生のきっかけである。また、松本はジョージが誕生するシーンも描きたかった一方、当時のコロコロコミックでは出産シーンを描くことが認められなかったため、彼の過去を描いた外伝漫画では捨て子という展開に変更された。
中学生の勝太を主題としたシナリオでラスボスを務める赤城山バサラは、ザキラを超えるキャラクターとして当時の担当編集者とともに考案された。その際、ザキラは人間を超越した部分があったことから、バサラは「勝太と等身大の中学生デュエリスト」という設定になり、松本はウィザーズに「勝太の速攻を超えた速攻」という要素を提案した。その後の会議により、「3ターンキルで相手を圧倒する」という案が出たことをきっかけに禁断クリーチャーや侵略クリーチャーといった従来のデュエルマスターズにはないカードが多数登場した。